# Hôtel des Invalides
Pour les articles homonymes, voir Invalides.
L'hôtel des Invalides est un monument parisien, situé dans le 7e arrondissement, dont la construction est ordonnée par Louis XIV par l'édit royal du 24 février 1670, pour accueillir les invalides de ses armées. Demeuré fidèle à cette mission, il abrite en plus de l'Institution nationale des invalides, la cathédrale Saint-Louis des Invalides, plusieurs musées et une nécropole militaire avec notamment le tombeau de Napoléon Ier. Siège de hautes autorités militaires comme le gouverneur militaire de Paris, il rassemble aussi nombre d'organismes dédiés à la mémoire des anciens combattants et au soutien des soldats blessés.
Cet immense complexe architectural, conçu par Libéral Bruand et Jules Hardouin-Mansart, est l'un des chefs-d’œuvre les plus importants de l'architecture classique française.
Ce site est desservi par les stations de métro Invalides, Varenne et La Tour-Maubourg. Avant 1860, il était situé dans le 10e arrondissement « ancien », d'où l'enregistrement du décès des militaires dans l'« état civil reconstitué » de la capitale qu'on peut trouver dans différentes bases de données.

## Histoire du bâtiment

### Création durant le règne de Louis XIV

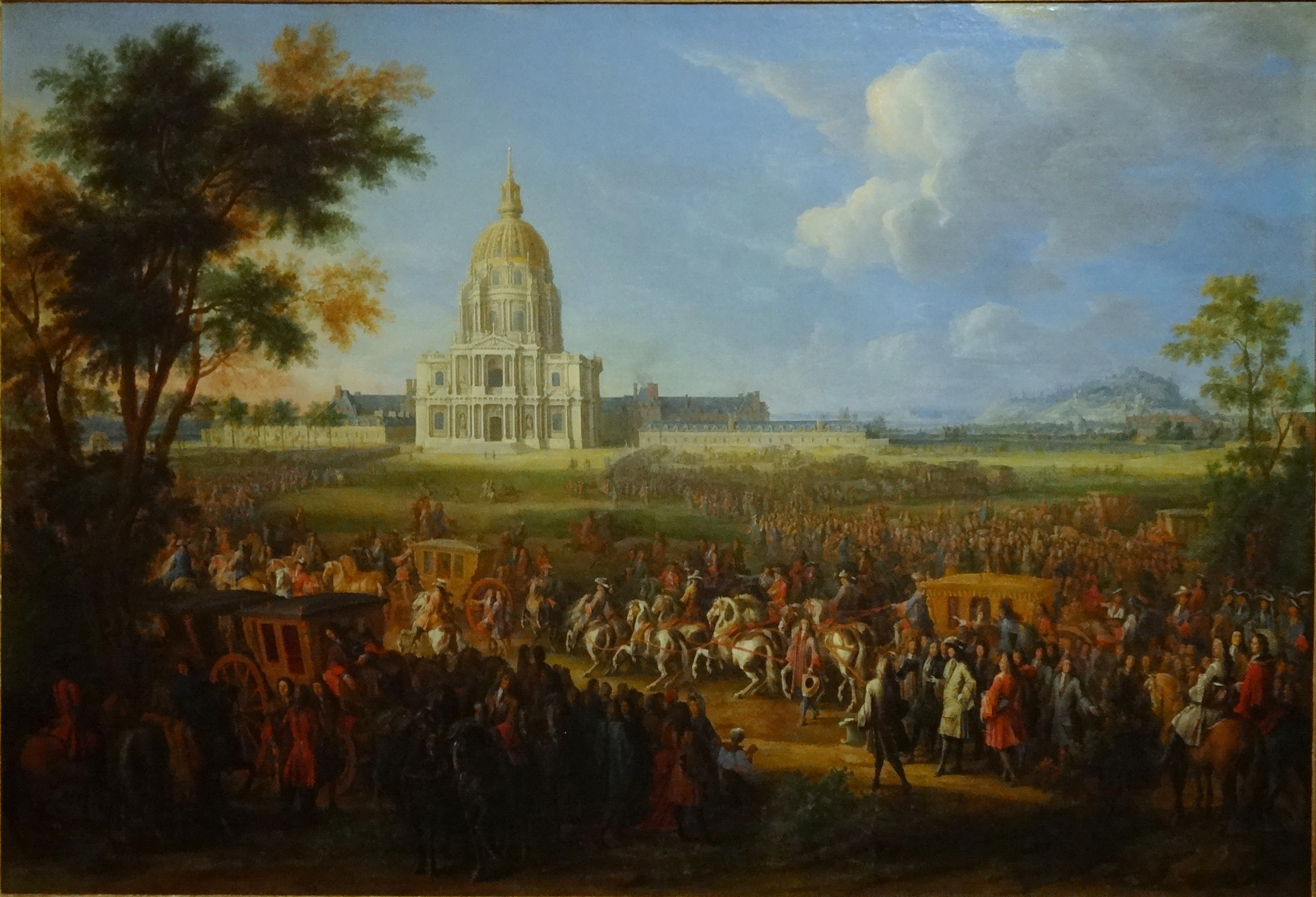
Louis XIV visitant les Invalides en 1706, peinture de Pierre-Denis Martin.

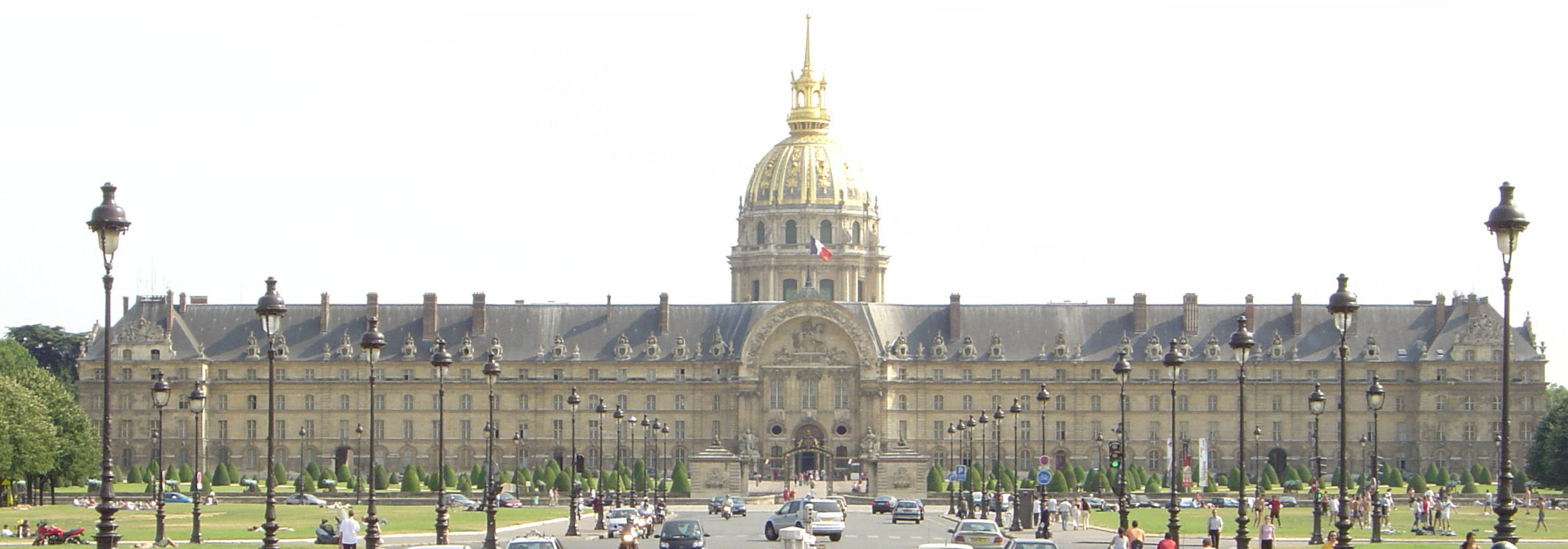
Vue générale de la façade nord depuis l'esplanade des Invalides.

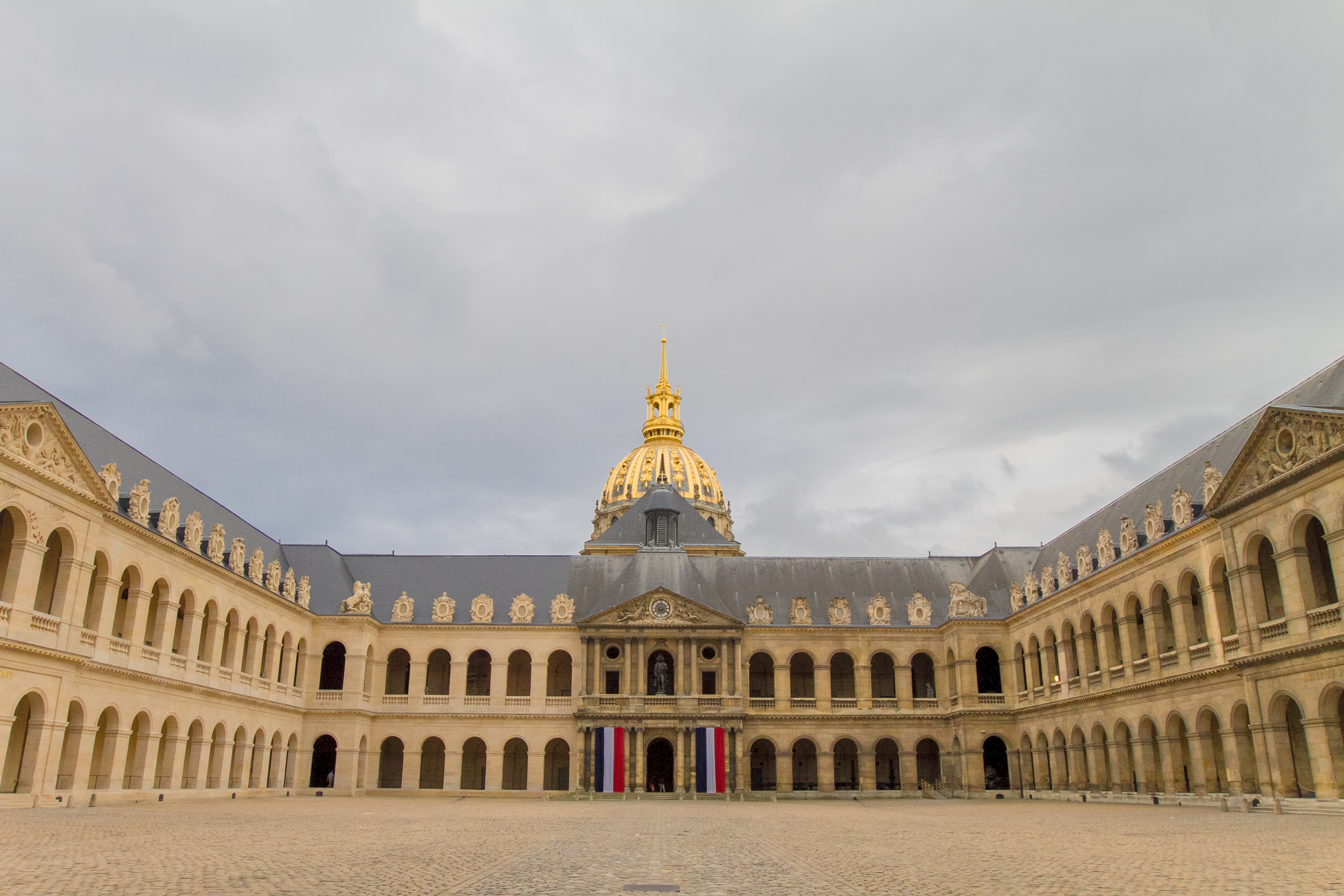
La cour d'honneur de l'hôtel des Invalides, au nord du complexe.

Le roi Louis XIV souhaitait, comme ses prédécesseurs Henri II, Henri III, Henri IV, assurer aide et assistance aux soldats invalides de ses armées, afin que « ceux qui ont exposé leur vie et prodigué leur sang pour la défense de la monarchie […] passent le reste de leurs jours dans la tranquillité », dit l'édit royal du 12 mars 1670. Néanmoins, au-delà du geste humanitaire, Louis XIV a aussi des desseins parfaitement politiques. Ces invalides, issus pour la plupart de la guerre de Trente Ans, font mauvaise figure, traînant sur le pont Neuf, souvent mêlés aux rixes de rues, et la population se plaint de ce comportement. Le roi reloge les invalides dans certaines abbayes en les imposant comme oblats, contribuant ainsi à renforcer les rangs du clergé, mais militaires comme religieux fuient cette solution, les premiers refusant une vie aussi stricte que celle de la vie monacale et devenant mendiants, valets, voleurs, commensaux de maladreries ou de couvents. De plus, ne cachant plus ses projets de conquête, Louis XIV doit redorer l'image de son armée auprès de la population, mais aussi sa propre image aux yeux de ses soldats.
En 1659, après le traité des Pyrénées, Louis XIV reprend l'idée de Richelieu qui avait fait transformer, en 1634, le château de Bicêtre en un établissement pour l'entretien des soldats invalides (la « commanderie Saint-Louis »). Le projet ne se concrétise que onze ans plus tard, lorsque le roi crée par ordonnance royale du 24 février 1670 l'hôtel des Invalides, destiné aux militaires âgés, blessés ou inaptes à la guerre. L'établissement qui répond aux fonctions d'hôpital, d'hospice, de caserne et de couvent, est exempté d'impôts et administré par un gouverneur. Les soldats sont entretenus par des fonds prélevés sur les revenus des prieurés et des abbayes.
Situés dans la plaine de Grenelle dans le quartier du Gros Caillou, alors faubourg de Paris, les travaux des bâtiments principaux (logements, infirmerie, réfectoire) sont confiés à l'architecte du roi Libéral Bruant par Louvois, secrétaire d'État de la Guerre. Ils sont destinés au logement et à l'entretien des invalides ou des vieillards sans fortune qui ont servi dans les armées. Pour que « ceux qui ont exposé leur vie et prodigué leur sang pour la défense de la monarchie… passent le reste de leurs jours dans la tranquillité… » précise l'édit royal.
Libéral Bruant a de 36 ans, il a déjà réalisé l'hospice de la Salpêtrière. Son projet est sélectionné par Louis XIV parmi les huit proposés. Il conçoit une organisation en cinq cours, centrée sur la plus grande : la cour royale, entourée de quatre corps de logis. Il reprend ainsi le plan de l'Escurial, le palais monastère de Philippe II d'Espagne, près de Madrid, de plus il s'inspire aussi des hôpitaux de l'époque (la Salpêtrière, l'hospice des Incurables). Les travaux sont menés entre mars 1671 (la première pierre est posée le 30 novembre 1671) et février 1674, ce qui peut être qualifié de rapide grâce à l'aide que lui apportent Louvois et ses intendants, les trois frères Camus. Lors de l'inauguration de l'hôtel en octobre 1674 par Louis XIV en personne, les premiers pensionnaires sont accueillis. Néanmoins, à cette date, la construction de l'église n'est pas encore commencée. La face arrière de la grande cour est détruite moins d'un an après son achèvement, pour laisser place aux fondations du grand dôme. Les matériaux de construction, notamment la pierre de craie, sont débarqués au niveau d'un port aménagé sur la Seine au niveau du futur pont Alexandre-III.

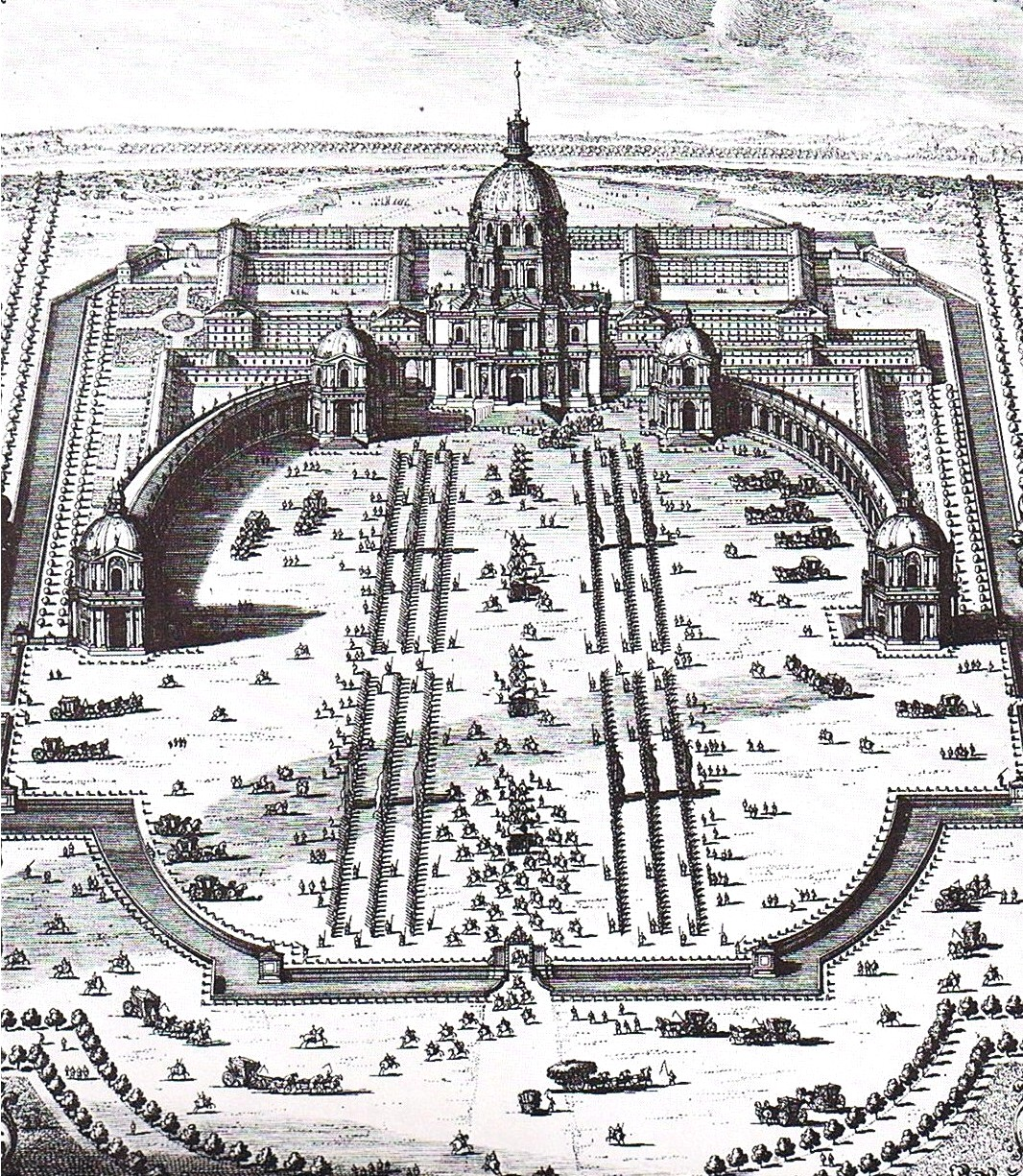
Les plans de Jules Hardouin-Mansart prévoyaient aussi une vaste esplanade avec une monumentale colonnade pour mettre en valeur le dôme au sud, mais elles ne furent jamais réalisées.

L'église royale, initialement prévue par Bruant, bute sur la construction. Louvois, qui y voit l'occasion de mettre à l'écart l'un des protégés de son rival, Colbert. Il détourne Bruant vers d'autres travaux de ponts et chaussées et à partir de mars 1676, il confie l'ouvrage à Jules Hardouin-Mansart, qui travaille également aux pavillons d'entrée et aux infirmeries. La construction de l'édifice religieux dure près de trente ans. Elle n'est achevée que le 28 août 1706, date de la remise des clés par l'architecte au Roi-Soleil. Cette longue construction prend un tournant à la mort de Colbert, dont les restrictions étouffaient la construction. Louvois le remplace au ministère, il quadruple la mise de cent mille livres allouée à la construction du dôme par Colbert. Néanmoins, celui-ci se fait très présent sur le chantier et n'hésite pas à harceler les fournisseurs en pierre, les retardataires tels que Carel. Louvois montre un attachement aux Invalides, dans lequel il souhaite reposer après sa mort. Le 19 juillet 1691, il est inhumé dans l'église, sans avoir vu la fin des travaux sur le dôme. En 1699, son mausolée n'est toujours pas achevé, le roi n'ayant pas libéré les crédits à cet effet. On soupçonne Madame de Maintenon, épouse morganatique du roi et adversaire de Louvois de retarder la construction. Le 29 janvier 1699, le corps de Louvois quitte son hôtel des Invalides, il est inhumé dans l'église du couvent des Capucines qu'il avait fait construire au débouché de la place Vendôme. Néanmoins, celui-ci reste présent par un joli jeu de mots : parmi les décorations d'armes sur une lucarne, l'une présente étrangement un animal sortant des hautes herbes fixant la cour. En effet, d'ici le « loup voit ».

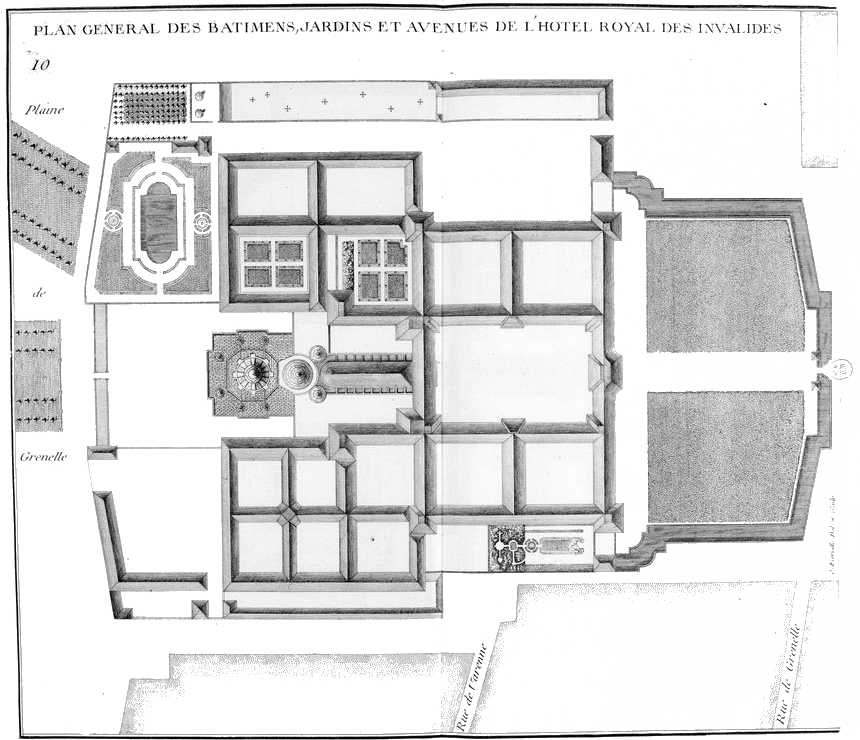
En 1756 par Pérau.

Le lieu devient alors une véritable promenade pour les Parisiens qui se mêlent ainsi à la population militaire. Les cérémonies qui s'y déroulent attirent de nombreux spectateurs. Les Invalides restent pour la monarchie le projet de Louis XIV. Louis XV ne s'y rend pas, et Louis XVI qu'à de rares occasions, durant lesquelles il salue toujours la performance de cette institution. Autre invité illustre de l'époque monarchique, le tsar Pierre Ier de Russie s'y rend en avril 1717.

### Conception
À l'origine, seulement un certain nombre de casernes sont prévues, mais le roi Louis XIV choisit le projet de l'architecte Libéral Bruant qui consiste en un grand bâtiment impressionnant avec une cour royale et l'église.
Le bâtiment est double, même s'il existe une continuité architecturale : la nef constitue l’église des soldats, le chœur, sous la coupole, est qualifié d’église du dôme. Cette distinction est concrétisée par la mise en place, en 1873, d'une grande verrière, séparant les deux parties.
L'hôtel des Invalides comprend alors l'église, une manufacture (confection d'uniformes et imprimerie), un hospice (« maison de retraite ») et un hôpital militaire. Les ateliers initiaux sont rapidement abandonnés afin d'aménager des chambrées supplémentaires.

### Fin de la royauté

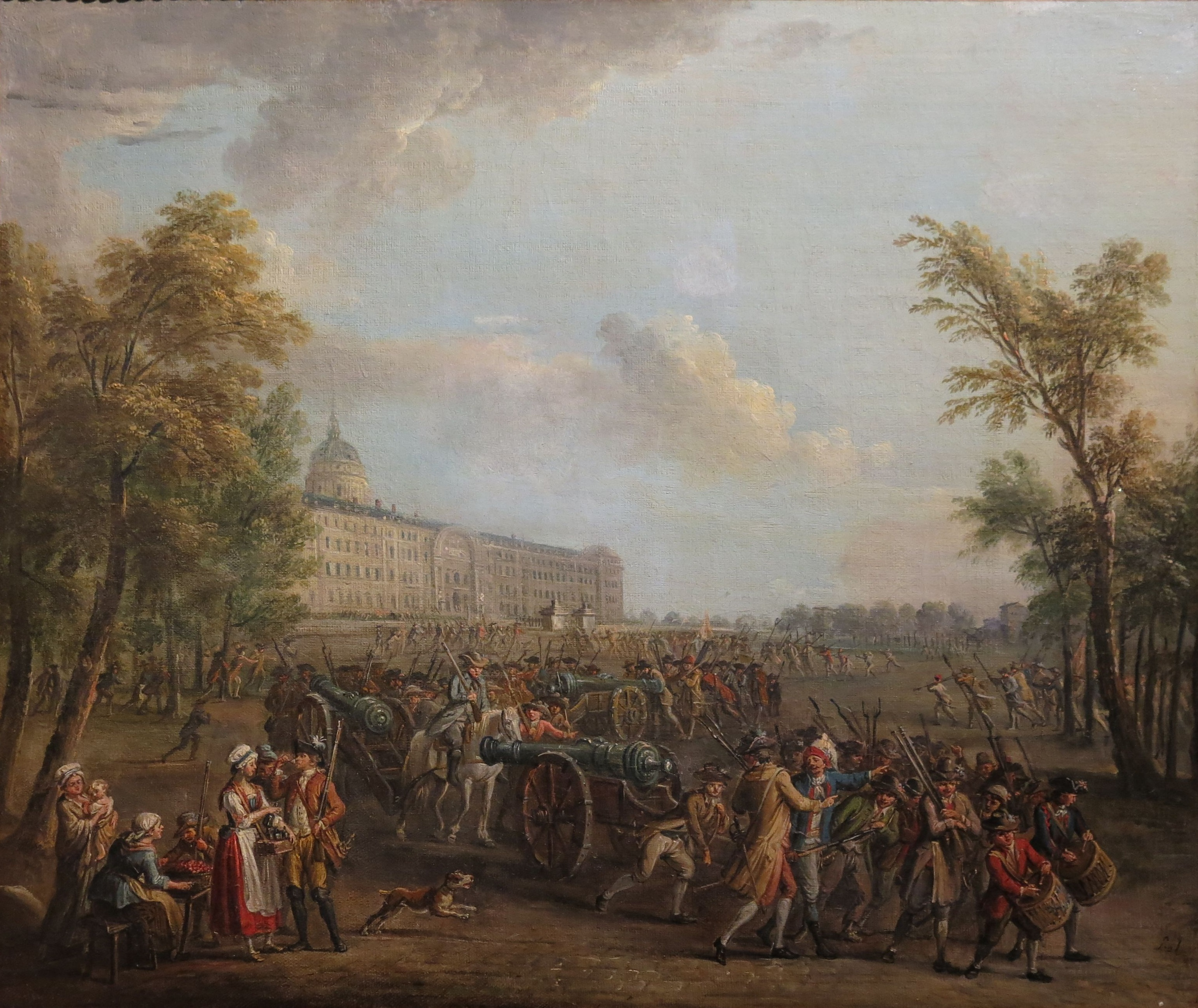
Le 14 juillet 1789, par Jean-Baptiste Lallemand.

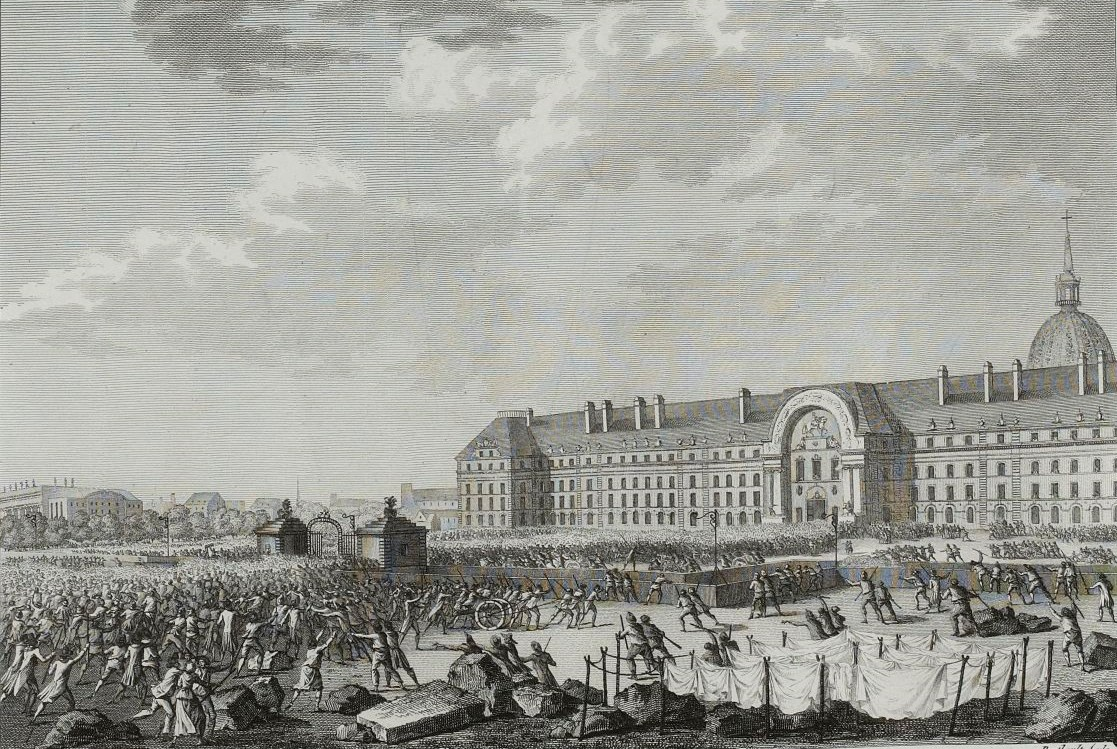
Prise des armes aux Invalides, (musée de la Révolution française).

Lundi 13 juillet 1789, à la nuit tombée, les barricades se lèvent dans Paris. Le baron Pierre-Victor de Besenval, lieutenant général des armées du roi et colonel du régiment des gardes suisses, est chargé de la protection de la ville, mais celui-ci, face à la menace, s'est retranché avec ses troupes dans son camp installé au Champ-de-Mars. La foule s'arme de bâtons et petit à petit pille le couvent Saint-Lazare. Le gouverneur Charles François de Virot de Sombreuil, chargé des Invalides, sait que ce climat s'est propagé dans les propres rangs de son institution. Les réformes impopulaires du comte de Saint-Germain, ministre de la Guerre de Louis XVI, ont mis à dos le gouverneur royaliste et son état major. Parmi les invalides eux-mêmes, la proximité avec les loges maçonniques et la cohabitation avec les soldats français rescapés du corps expéditionnaire de La Fayette durant la révolution américaine, entraînent un élan de sympathie pour le mouvement révolutionnaire.
Le lendemain, 14 juillet 1789, à sept heures du matin, le Comité permanent des électeurs, siégeant à l'hôtel de ville, envoie Ethis de Corny, procureur du Roi, afin de réclamer les armes stockées aux Invalides. Celui-ci arrive à neuf heures, avec son escorte armée. Le gouverneur, ne disposant que de sa garde et d'une compagnie d'artilleurs, refuse de livrer les armes sans ordres formels du roi. Déjà la veille au soir, Sombreuil avait reçu la demande de fournir les armes au peuple. Il avait alors compris l'intérêt de ce stock pour la foule et avait employé 20 invalides pour retirer les chiens des fusils et ainsi les rendre inutilisables. Mais ceux-ci prirent du retard, sûrement pour soutenir l'action révolutionnaire, et l'idée fut abandonnée. Sombreuil explique alors à Ethis de Corny qu'un courrier est parti pour Versailles, et lui demande d'attendre la réponse. Néanmoins la foule qui se masse autour des Invalides refuse la demande et se lance à l'assaut du bâtiment. L'ordre est donné aux artilleurs de faire feu sur la foule mais pas un seul tir ne se fera entendre. Les invalides eux-mêmes ouvrent les grilles. La prise des Invalides permettra à la foule de récupérer 32 000 fusils et 27 canons, qui serviront à la prise de la Bastille.
Le 15 juillet 1789, Sombreuil ne peut calmer ses hommes. Il donne alors sa démission, qui sera refusée par le roi, qui lui demande d'attendre que l'Assemblée prenne une décision quant au sort de l'institution. Le dossier sera examiné bien plus tard en 1791 par la Constituante, chargeant Edmond Louis Alexis Dubois-Crancé du dossier, celui-ci étant déjà chargé du dossier de la réorganisation de l'armée. Celui-ci souhaite la fermeture de l'hôtel pour faire des économies et augmenter la solde des 30 000 soldats invalides répartis dans tout le pays. Les malades seraient alors répartis dans les 83 « hospices de la Patrie » que la Constituante cherche à créer. Le bâtiment serait revendu à la Mairie de Paris, qui pourrait alors le réutiliser comme prison. Le projet est débattu, les invalides eux-mêmes sont divisés, l'abbé Jean-Sifrein Maury est l'un des plus grands détracteurs de l'idée d'une fermeture d'un établissement qu'il juge être « un exemple pour toute l'Europe ».
Le 30 avril, la Constituante tranche le maintien de l'édifice et de son statut, mais sous le nouveau titre d'« hôtel national des militaires invalides », qui sera à la charge d'un comité électif du département de Paris. Ce nouveau statut sera contesté par une partie du personnel (entre autres le héros de la prise de la Bastille, Cordier, et la responsable de l'infirmerie, la veuve Piat), et sera finalement supprimé le 15 mai 1794 puis remplacé par une Agence révolutionnaire, composée de Jacobins. Ceux-ci feront arrêter Sombreuil, qui sera guillotiné à tort avec son fils Stanislas, le 17 juin 1794. Depuis, l'hôtel avait déjà été maintes fois pillé, les emblèmes royaux et symboles religieux martelés, les cours rebaptisées (la cour Royale devient celle de la République, celle de l'Infirmerie en celle de l'Humanité, celle du Gouverneur en celle des sans-culottes…). Les quatre vertus qui ornaient le lanternon du dôme seront d'ailleurs saisies, fondues, pour devenir des balles. Le symbole de Louis XIV subit ainsi les foudres de la Révolution. Néanmoins, avec la déclaration de guerre contre l'Autriche du 20 avril 1792, le gouvernement révolutionnaire n'hésita plus à se tourner vers ses anciens soldats ; les emblèmes ennemis sont présentés aux Invalides, des hommes à poigne sont nommés à la tête de l'institution pour la redresser, tel que Louis-Adrien Brice de Montigny, épaulé de l'adjudant-général Dumesnil et du général de division Jean-François Berruyer. Avec le temps, l'institution retrouve ses marques. Mais c'est un nom qui viendra unir les pensionnaires. Les blessés de la campagne d'Italie ne parlent déjà que de lui : le jeune général Napoléon Bonaparte.

### Le tournant napoléonien

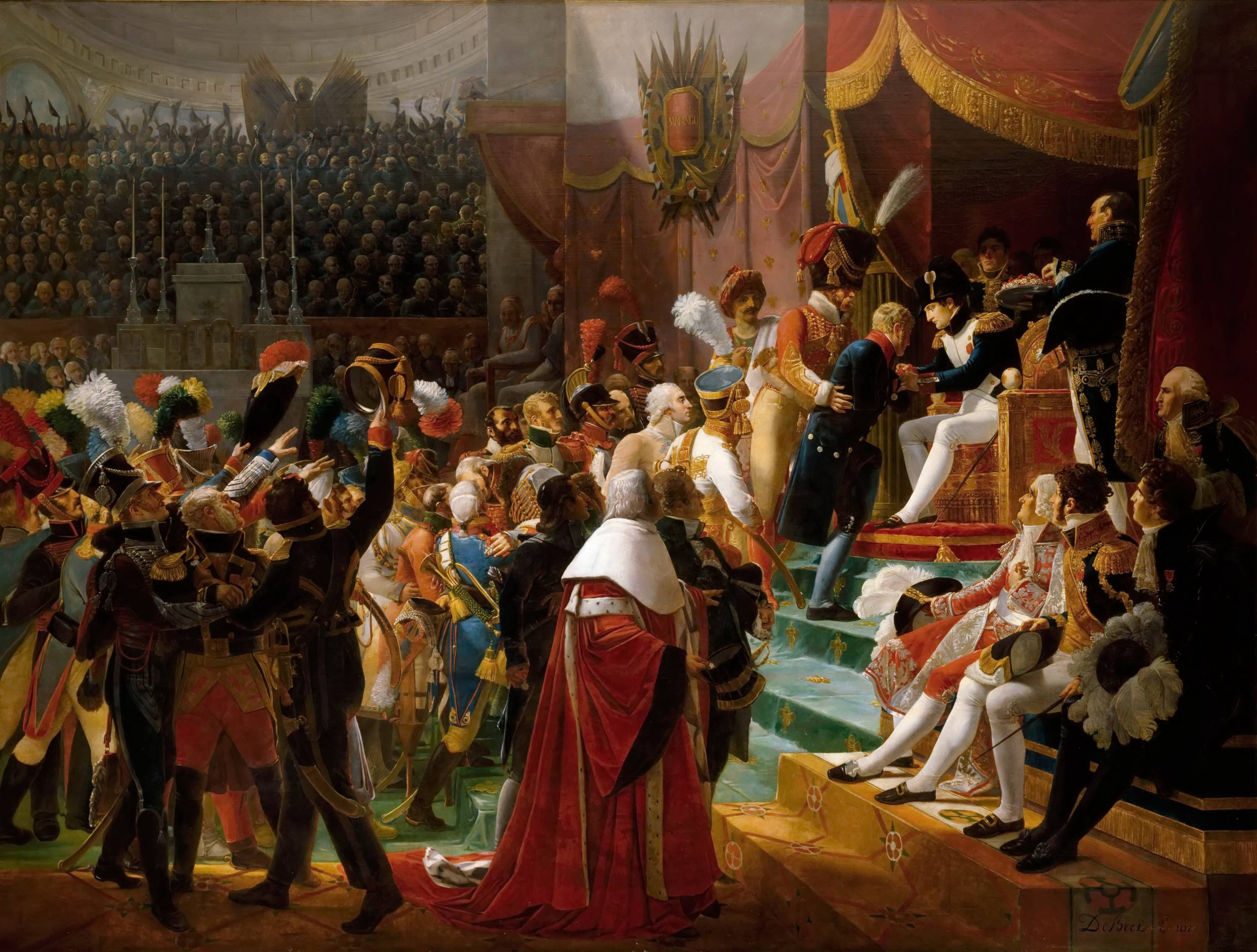
Première distribution des décorations de la Légion d'honneur dans l'église des Invalides, le 14 juillet 1804, Jean-Baptiste Debret (1768–1848), 1812, musée de l'Histoire de France (Versailles).

Renommé hôtel national des Militaires invalides, il est menacé de disparition, mais le jeune général n'a jamais cessé d'entretenir avec les Invalides un rapport étroit. C'était pour lui, à ses débuts, une manière de se légitimer et de gagner le cœur des soldats. Le 23 septembre 1800, l'anniversaire de la fondation de la République, menée par le Premier consul, se tient aux Invalides; le discours prononcé par son frère, Lucien Bonaparte, fait vibrer la corde nationale des vieux soldats. Le 24 décembre 1800, lors de la visite de Bonaparte à l'opéra, un complot mené par Cadoudal fait exploser une bombe, les soldats invalides adressent immédiatement leur soutien et leurs vœux d'avenir. Avec l'annonce du senatus-consulte du 18 mai 1804, proclamant l'Empire, les vieux révolutionnaires s'inquiètent.
Alors, Napoléon ruse, il décale l'anniversaire de la prise de la Bastille au lendemain, un dimanche, jour de repos. La ruse tient au fait qu'en même temps, il prépare une cérémonie nouvelle qui, elle aussi, prendra place aux Invalides. Ainsi, le 15 juillet 1804 a lieu en la chapelle des Invalides une fastueuse cérémonie officielle : la toute première remise de médailles de la Légion d'honneur par Napoléon aux officiers méritants.
La cérémonie est réglée au millimètre. Joséphine, ses belles-sœurs et ses dames d'honneur devancent Bonaparte qui quitte les Tuileries à midi, monté sur un cheval richement harnaché. Il est escorté de ses maréchaux, aides de camp, colonels, généraux de sa garde et grands officiers, et entouré d'une interminable haie de soldats, l'accompagnant jusqu'à l'entrée du dôme. Le nouveau gouverneur des Invalides, le général-sénateur Sérurier, ainsi que le cardinal De Belloy viennent à sa rencontre, Napoléon s'installe sur le trône installé dans le chœur. Depuis l'inauguration de Louis XIV en 1706, on n'avait connu pareille gloire pour le monument. Hauts militaires, Clergé et grands savants se disputent les meilleures places, alors que les élèves de Polytechnique et les invalides, installés sur des gradins, assistent à tout ce beau spectacle.

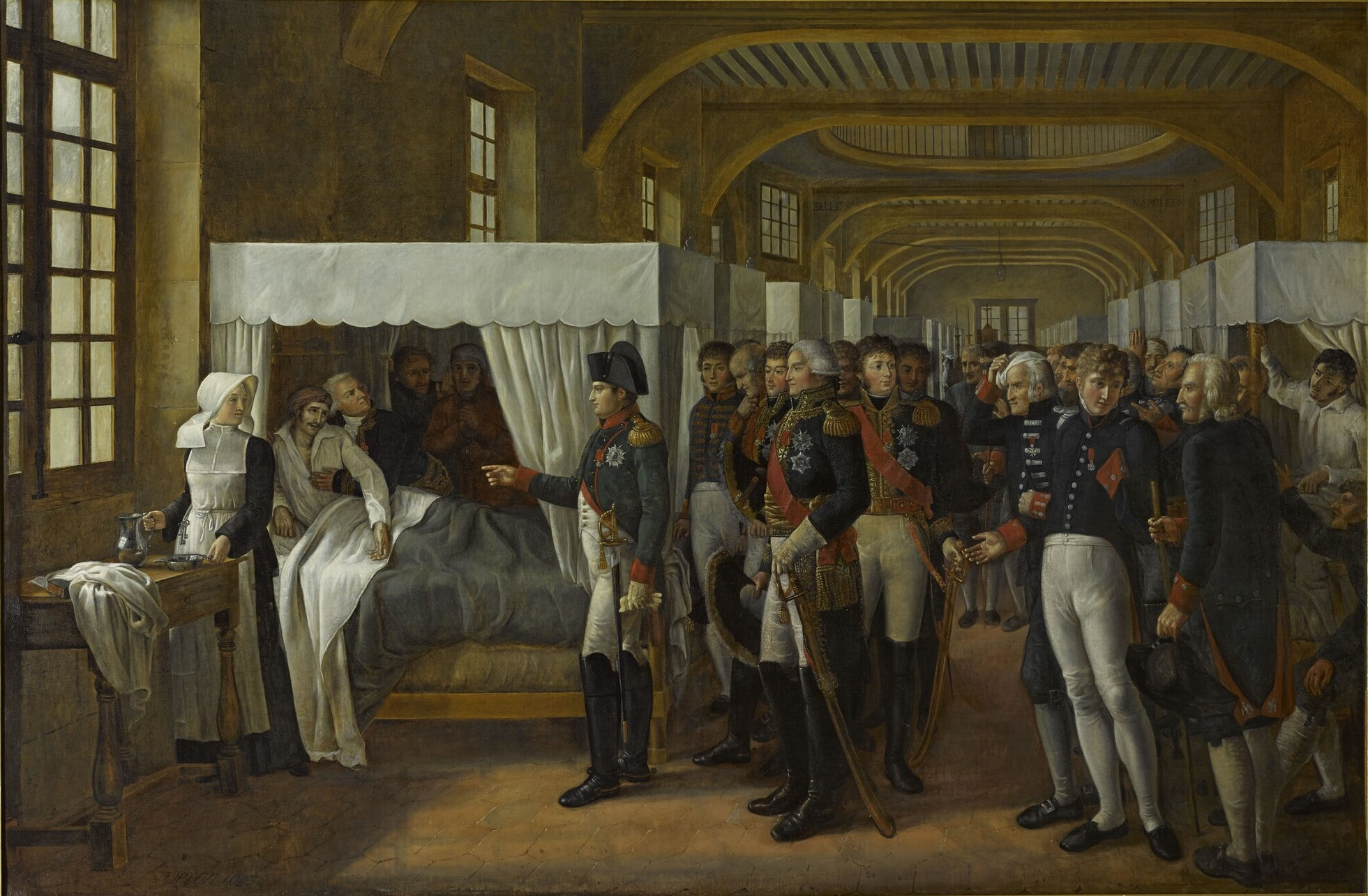
Napoléon Ier visitant l'infirmerie des Invalides, 11 février 1808, Alexandre Veron-Bellecourt, 1809, musée de l'Histoire de France (Versailles).
Il est accompagné des maréchaux Berthier, Duroc, Murat, Sérurier (gouverneur de Invalides), et du médecin des Invalides, Jean François Coste.

Après les discours vient le moment des décorations. Napoléon lui-même reçoit la Légion d'honneur des mains de son petit-fils et neveu, le prince Louis, mais celui-ci le détache de son habit et préfère alors décorer le cardinal Giovanni Battista Caprara. Le noble geste attire la sympathie de la foule. Au pied de Napoléon se trouvent deux bassins, l'un contenant les légions en or pour les grands officiers, commandants et officiers, l'autre d'argent pour les chevaliers, il commence la distribution en épinglant les croix à la poitrine de chacun. On y retrouve de brillants militaires, Kellermann, Oudinot, Suchet, Marmont… mais aussi les cardinaux comme Belloy ou Fesch, des scientifiques comme Monge, fondateur de Polytechnique, le chimiste Berthollet, les astronomes Lalande, Cassini ou Méchain, le chirurgien Pelletan, le savant apothicaire Parmentier, ancien employé des Invalides, et bien d'autres: peintres, musiciens, botanistes, cuisiniers… À chacun d'eux il touche un mot, sur leurs blessures, leurs travaux, leurs souvenirs communs… Après la cérémonie, le Te Deum de Pierre Desvignes retentit dans le chœur de la chapelle impériale, alors que Napoléon repart avec le grand-maître des cérémonies, M. De Ségur, et le grand chambellan Talleyrand.
Si son frère, Lucien Bonaparte, rêve d'une grande nécropole militaire, Napoléon lui, écarte les projets, n'étant pas suffisamment grandiose pour rivaliser avec l'œuvre de Louis XIV. Il préfère s'occuper du fonctionnement de l'Institution, ainsi que de sa réputation. Il efface tous les mauvais traitements qu'avait infligés la Révolution française, avec la dégradation des statues, et ainsi il demande à Pierre Cartellier la reconstitution de la statue équestre de Louis XIV, sur le haut relief de la porte d'honneur, sculptée par Nicolas Coustou.
L'Empereur y place le 17 mai 1807 en grande pompe l'épée du roi de Prusse Frédéric II de Prusse, acquise à la suite de sa victoire le 25 octobre 1806 à la bataille de Potsdam.
Napoléon se rendra à plusieurs reprises écouter les récriminations de ses anciens compagnons d'armes. Le 25 mars 1811, il concède à l'hôtel un budget de 6 millions de francs de l'époque. C'est pour les Invalides un véritable âge d'or que ce Premier Empire.

### De la mort de Napoléon à nos jours

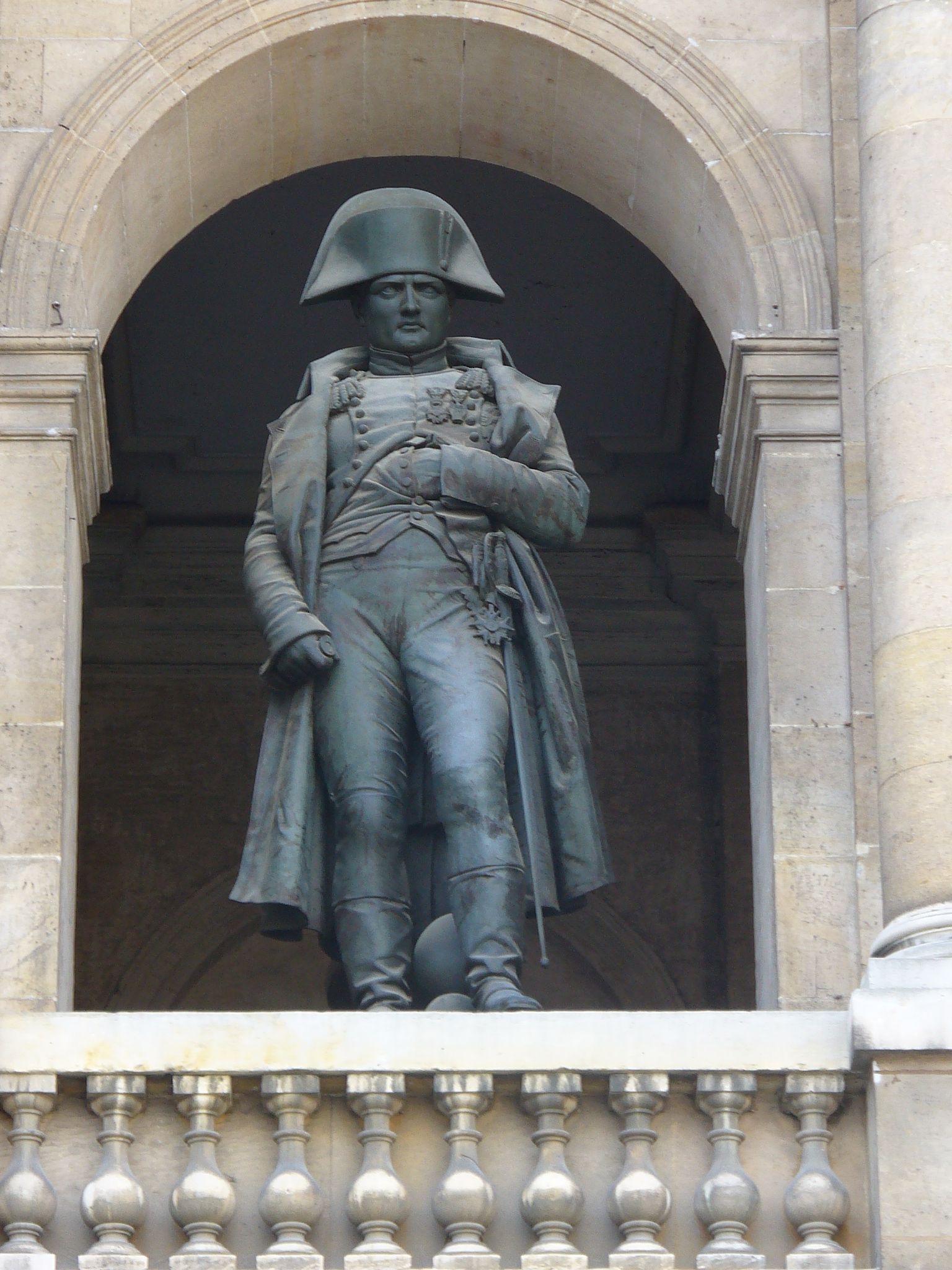
Le Napoléon Ier en petit caporal de Charles Émile Seurre, avec son bicorne et sa redingote grise ouverte sur son uniforme des chasseurs de la Garde, main gauche glissée dans le gilet et lunette télescopique dans la main droite, les boulets à ses pieds rappelant qu'il a été artilleur. Cour d'honneur de l'hôtel des Invalides.

En 1814, les Invalides sont rebaptisés « hôtel royal des Invalides », mais dans le cœur des militaires bonapartistes ils restent le lieu emblématique de leur héros. Avec la chute de Charles X et l'avènement de Louis-Philippe Ier, les bonapartistes sont libres d'afficher leur fidélité et la question du retour des cendres peut être posée. Victor Hugo et Alexandre Dumas réclament ce retour. Finalement, c'est Adolphe Thiers qui, à l'Assemblée, parvient à faire basculer le débat. Le retour des cendres lui semble un beau symbole du retour d'une France puissante. Si Louis-Philippe Ier reste réticent, son fils le duc d'Orléans est enthousiaste. Le 1er mai 1840, jour de la saint Louis-Philippe, celui-ci accepte la requête d'Adolphe Thiers. Charles de Rémusat, ministre de l'Intérieur, demande alors à l'Assemblée, un crédit d'un million de francs pour financer le retour des restes et la construction d'un tombeau dont l'emplacement est déjà désigné : les Invalides, déjà choisies par Napoléon lui-même. Lorsque le deuxième million réclamé à l'Assemblée est refusé, la presse se déchaîne : les royalistes y voient un affront, les républicains une somme colossale, les bonapartistes une dépense naturelle. Le prince de Joinville est chargé du transfert à bord de La Belle Poule et de La Favorite le 7 juillet 1840 de Toulon, revenant le 30 novembre 1840 à Cherbourg. Mais coup de théâtre entre deux, le gouvernement Adolphe Thiers vient de chuter et celui-ci est remplacé par le maréchal Soult qui charge François Guizot des Affaires étrangères, et ainsi donc du rapatriement. Or celui-ci est un fervent adversaire de Thiers ainsi qu'un anti-bonapartiste. Joinville se retrouve alors bloqué à Cherbourg, attendant des ordres qui n'arrivent pas. Si le chantier avance à grands pas sous la houlette des maîtres d'œuvre Henri Labrouste et Louis Visconti, la cérémonie, elle, n'est pas prête. Néanmoins, la Dorade peut enfin remonter la Seine pour accoster à Courbevoie au cri de « Vive l'Empereur ! ».
À partir de 1871, sous la troisième République, l'hôtel se dote très tôt d'une fonction muséographique : musée d'artillerie en 1872 et musée historique des armées en 1896, réunis en musée de l'armée en 1905. En 1896, il n'y a qu'une quarantaine d'invalides dans l'hôtel.

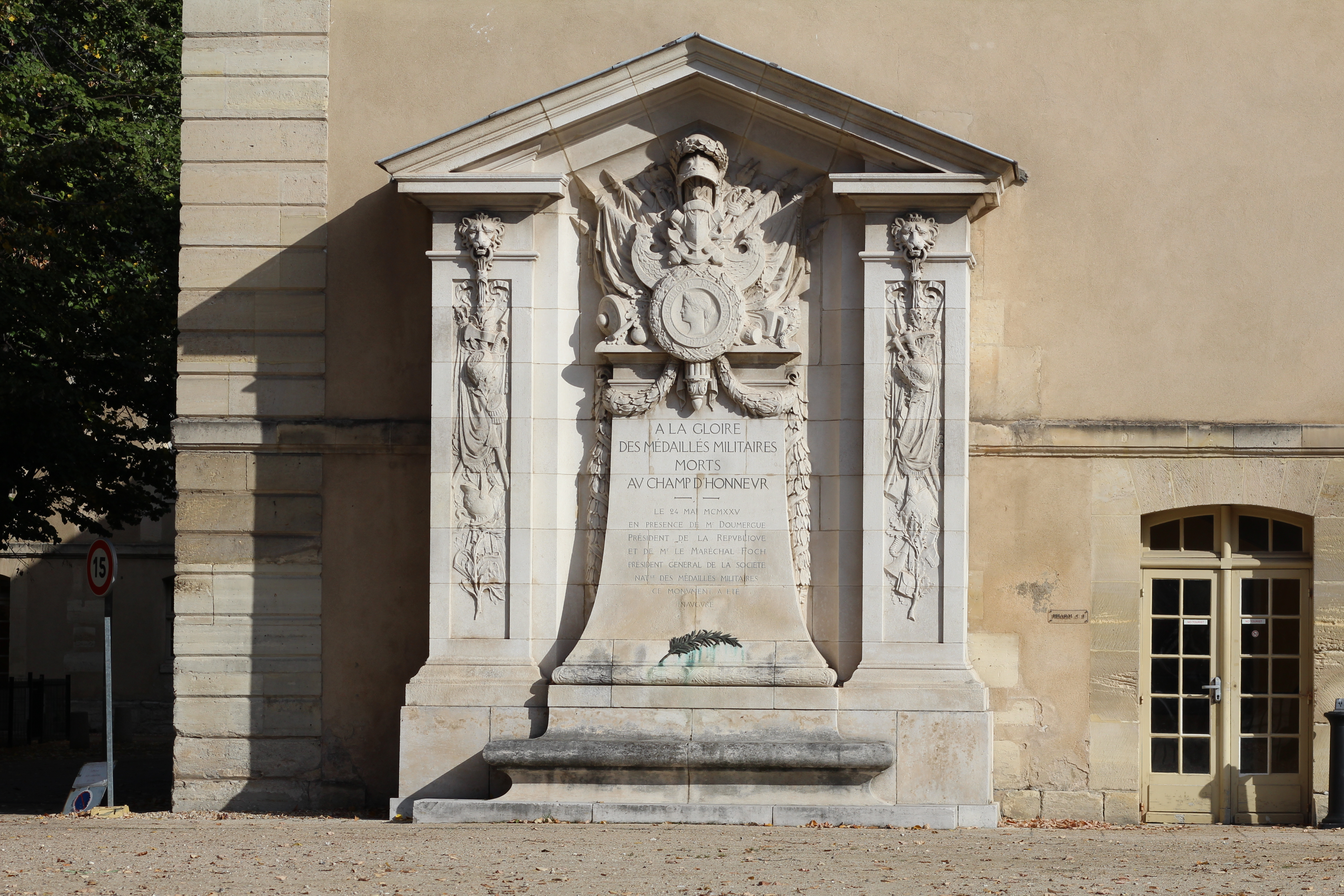
Monument aux morts inauguré en 1925, en face de la place Vauban.

Différents décors ont eu une existence temporaire : outre la statue d'Eugène de Beauharnais installée entre 1870 et 1970 dans l'avant-cour du côté de l'Esplanade, les chars du Maréchal Leclerc, l'avion de Guynemer et bien d'autres témoins de l'histoire militaire du XXe siècle, on peut citer notamment les grandes fresques du peintre Bénédict Masson représentant des scènes de l'histoire de France depuis les origines, commencées sous le second Empire et jamais achevées. Restaurées en 1913, elles ont définitivement été effacées par les restaurations de la fin du XXe siècle.
La statue en pied de Napoléon dans la cour d'honneur a connu des vicissitudes : commandée par Louis-Philippe au sculpteur Charles Émile Seurre pour être installée au sommet de la colonne Vendôme en 1833, elle est remplacée sous Napoléon III par une statue jugée plus digne représentant Napoléon dans la toge de César. C'est cette statue qui sera abattue par la Commune de Paris. En attendant, la statue de Seurre est installée au rond-point de Courbevoie, situé dans l'axe historique de l'Ouest parisien. À la chute du Second Empire, elle est déboulonnée par les Parisiens, qui croient la rumeur selon laquelle les Prussiens veulent l'attacher par le cou et la traîner le long des rues de la capitale. Devant être transférée aux Invalides pour échapper aux Prussiens en 1870 et à la Commune en 1871, elle est placée sur une barge de la Seine, mais elle tombe à l'eau (accident ? Jetée intentionnellement ?). Une rumeur prétendit que la tête en bronze se sépara du corps lors de la chute et que la tête actuelle ne serait pas l'originale. Elle est repêchée en 1876 et placée dans les réserves des Invalides. Restaurée, à l'initiative de la Société des amis du musée de l'Armée, elle trouve le 11 mars 1911 sa place actuelle aux Invalides. Elle est remplacée à Courbevoie par le groupe sculpté La Défense de Paris, inauguré en 1883.
L'hôtel des Invalides accueille une centaine de grands invalides de guerre des armées françaises. L'administration chargée de cette mission est l'Institution nationale des invalides. C'est aussi resté le lieu parisien emblématique de l'armée française, et de ce fait la cour d'honneur de l'hôtel des Invalides est un cadre privilégié pour de nombreuses cérémonies militaires.
Le samedi 13 septembre 2008, le pape Benoît XVI célébra une messe sur l'esplanade des Invalides devant 260 000 personnes dans le cadre de son voyage apostolique en France.

## La double église
L'église Saint-Louis-des-Invalides se composait de deux espaces contigus qui partageaient initialement le même sanctuaire :
- Le dôme des Invalides, aujourd'hui désacralisé, chapelle à l'usage exclusif de la famille royale, puis panthéon militaire ;
- l'église des soldats, aujourd'hui cathédrale Saint-Louis-des-Invalides, construite pour les pensionnaires des Invalides, déclarée « cathédrale » du diocèse aux armées françaises en 1986[15].

Ces deux espaces sont séparés par une verrière conçue par l'architecte Alphonse-Nicolas Crépinet en 1873 et achevée en 1876.

### Le dôme des Invalides

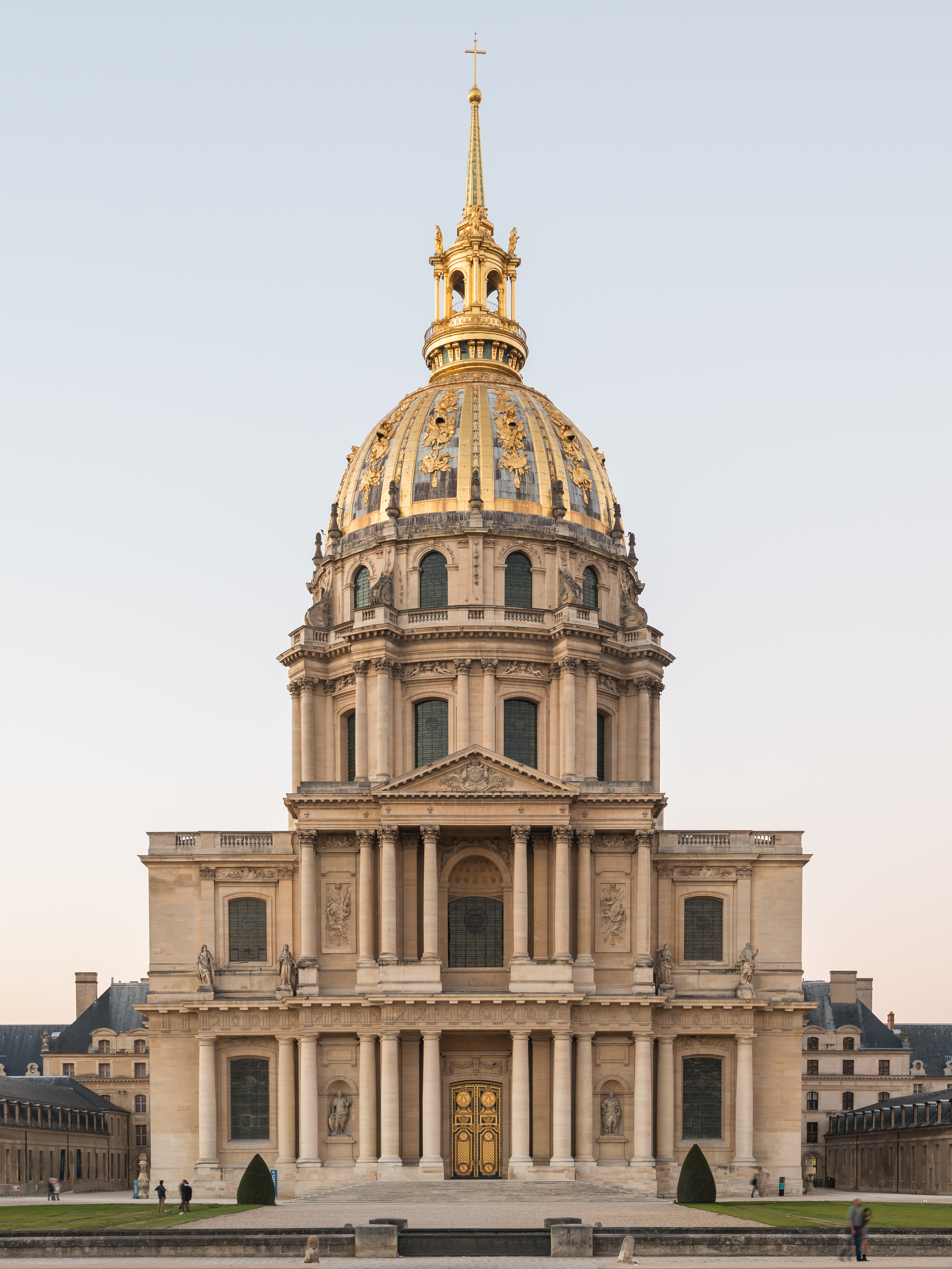
Le dôme des Invalides.

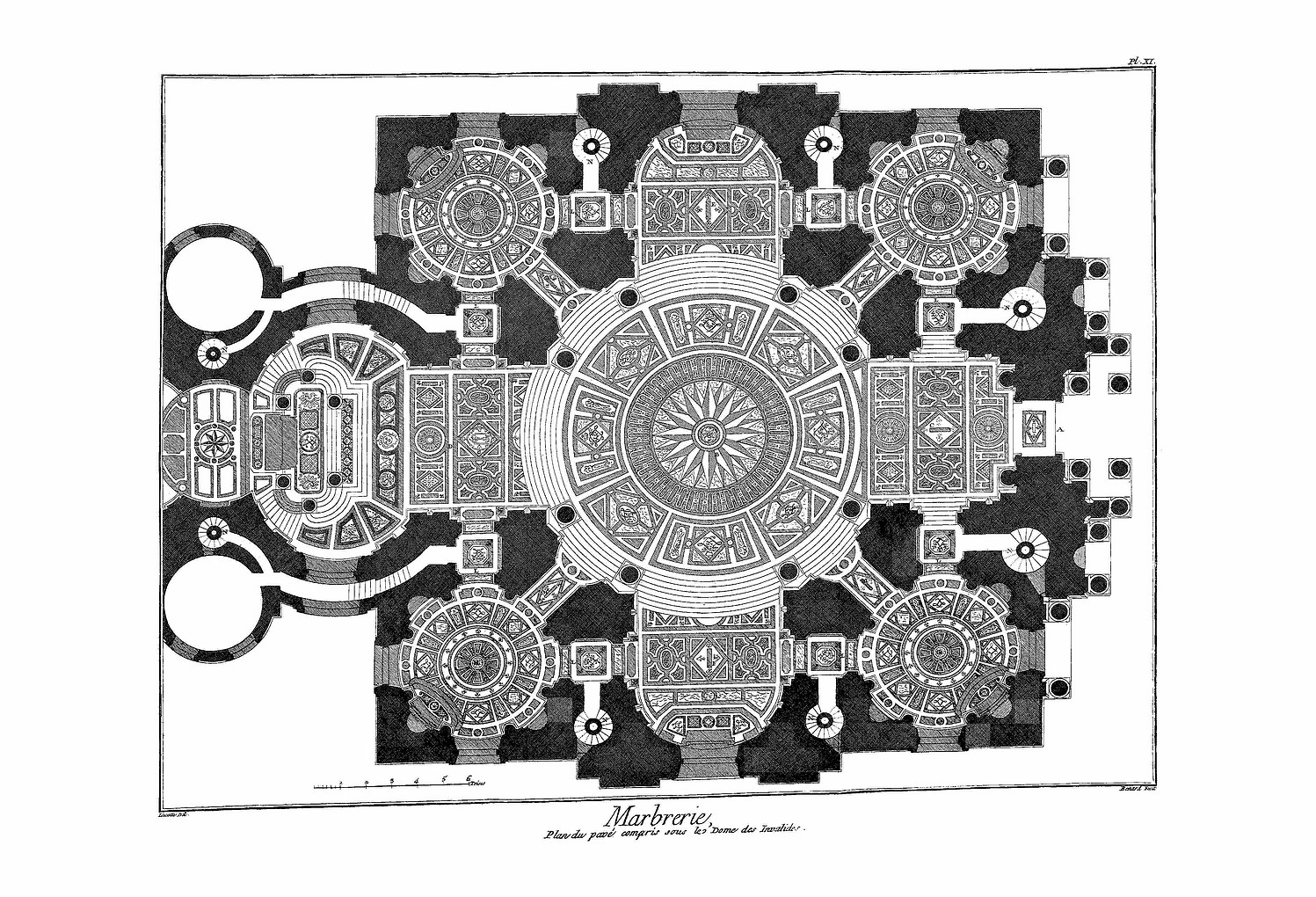
Robert Bénard, Pavé sous le dôme des Invalides, gravure pour L'Encyclopédie de Diderot et d'Alembert, volume 4.

Le plan général de l’édifice au sol, par Jules Hardouin-Mansart, est simple : une croix grecque inscrite dans un plan carré. Chacune des façades extérieures est composée de deux ordres superposés, soulignés par un porche surmonté d’un fronton triangulaire. Elle est couronnée un dôme culminant à 90 mètres surmonté d'un lanternon portant la hauteur totale à 107 mètres (351 pieds).
Le dôme est posé sur un haut tambour à deux étages ornés de hautes fenêtres. C’est à ce niveau que la très grande rigueur « classique » de l’architecture évolue sensiblement : les formes se compliquent plus l'on s’élève en hauteur, d'une architecture à structure carrée au sol surmontée de frontons triangulaires, on passe insensiblement à des formes complexes où les courbes dominent peu à peu en s'élevant : tambour, volutes, dôme, oculi… Le premier étage du tambour est entouré de contreforts qui supportent la double coupole en pierre à l'intérieur. Ces contreforts, inspirés de ceux de Saint-Pierre de Rome, sont intercalés avec de hautes fenêtres aux linteaux courbés, ils sont chacun ornés de deux colonnes géminées comme pour les entrefenêtres où il n'y a pas de contreforts. Ces contreforts, au nombre de huit, ne sont pas disposés régulièrement aux points cardinaux de l’édifice mais regroupées par deux du fait de l'emplacement des piliers sur lesquelles ils sont posés qui sont situés à l'intérieur de l'édifice groupés par deux aux quatre coins de la croisée, donc de biais par rapport aux faces externes du monument. Des petites volutes typiquement baroques complètent ces contreforts à la base du deuxième étage du tambour, comme à l'église Notre-Dame du Val-de-Grâce et à l’image de la Salute de Venise.
Le dôme de couverture proprement dit, de forme ovoïde, entouré de pots à feu, est fait d'une couverture de plomb sur une solide charpente en bois de chêne. Il est constitué de douze compartiments dorés et décorés de trophées dans lesquels se dissimulent des lucarnes. Enfin, le dôme de couverture est surmonté d’un haut lanterneau élancé entièrement doré qui n'est pas sans rappeler des formes gothiques. C’est un pavillon carré, posé en biais par rapport à la façade, aux angles décorés de colonnes sur lesquelles sont disposées des statues, il est surmonté d’un obélisque effilé terminé d’une croix. La construction de ce dôme a été achevée en 1708, 27 ans après la pose de la première pierre.
Il a été redoré en 1807, 1830, 1839, 1937 et pour la dernière fois en 1989, nécessitant 12 kilos d’or à cette occasion.
À l'intérieur, sous le dôme de couverture en charpente, il y a deux coupoles en pierre de taille qui composent deux plans scénographiques. Elles sont ornées de fresques représentant les figures de plusieurs saints peintes par Jean Jouvenet et une immense composition de Charles de la Fosse qui représente Saint Louis dans son manteau d'hermine aux emblèmes royaux (la fleur de lys) remettant son épée à Jésus-Christ en personne, entouré d'anges musiciens.
Depuis 1861, sous le dôme et les coupoles, repose le corps de l'empereur Napoléon Ier dans six cercueils successifs à l'intérieur d'un sarcophage de quartzite rouge, dans une crypte à ciel ouvert creusée à cet effet au centre de l'édifice.

#### Chapelles
Il y a quatre chapelles au rez de chaussée, qui ceinturent la coupole. Dédicacées à Grégoire, Augustin, Jérôme, Ambroise et Marie pour l'autel principal, elles sont décorées de peintures réalisées par Pierre Dulin, Louis de Boullogne, Bon Boullogne, Noël Coypel et Michel Corneille.

#### Images du dôme

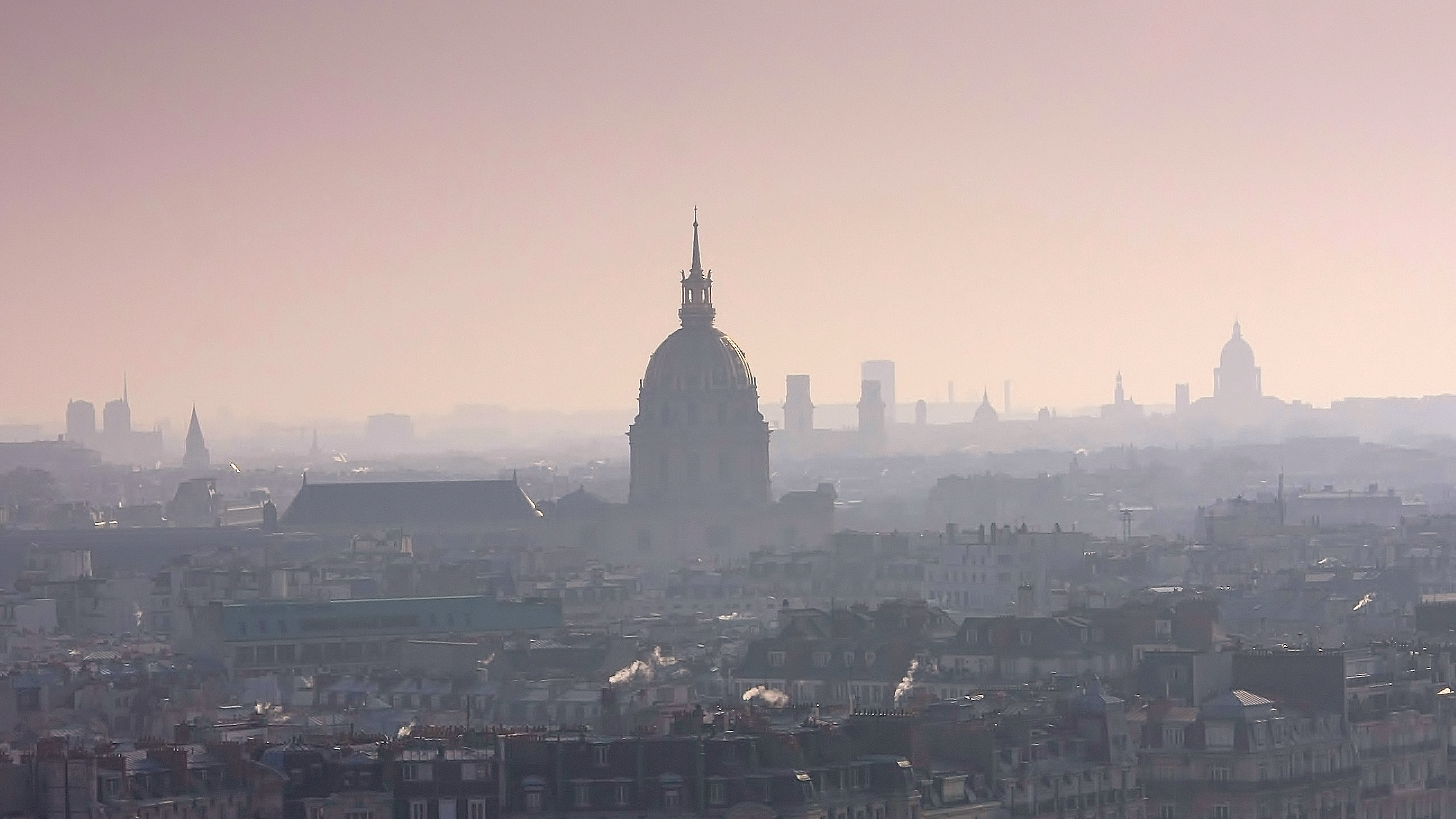
Le dôme dominant Paris, vue depuis la tour Eiffel (avec le Panthéon à droite et la cathédrale Notre-Dame à gauche).
Vue du bâtiment depuis le jardin du sud-ouest.
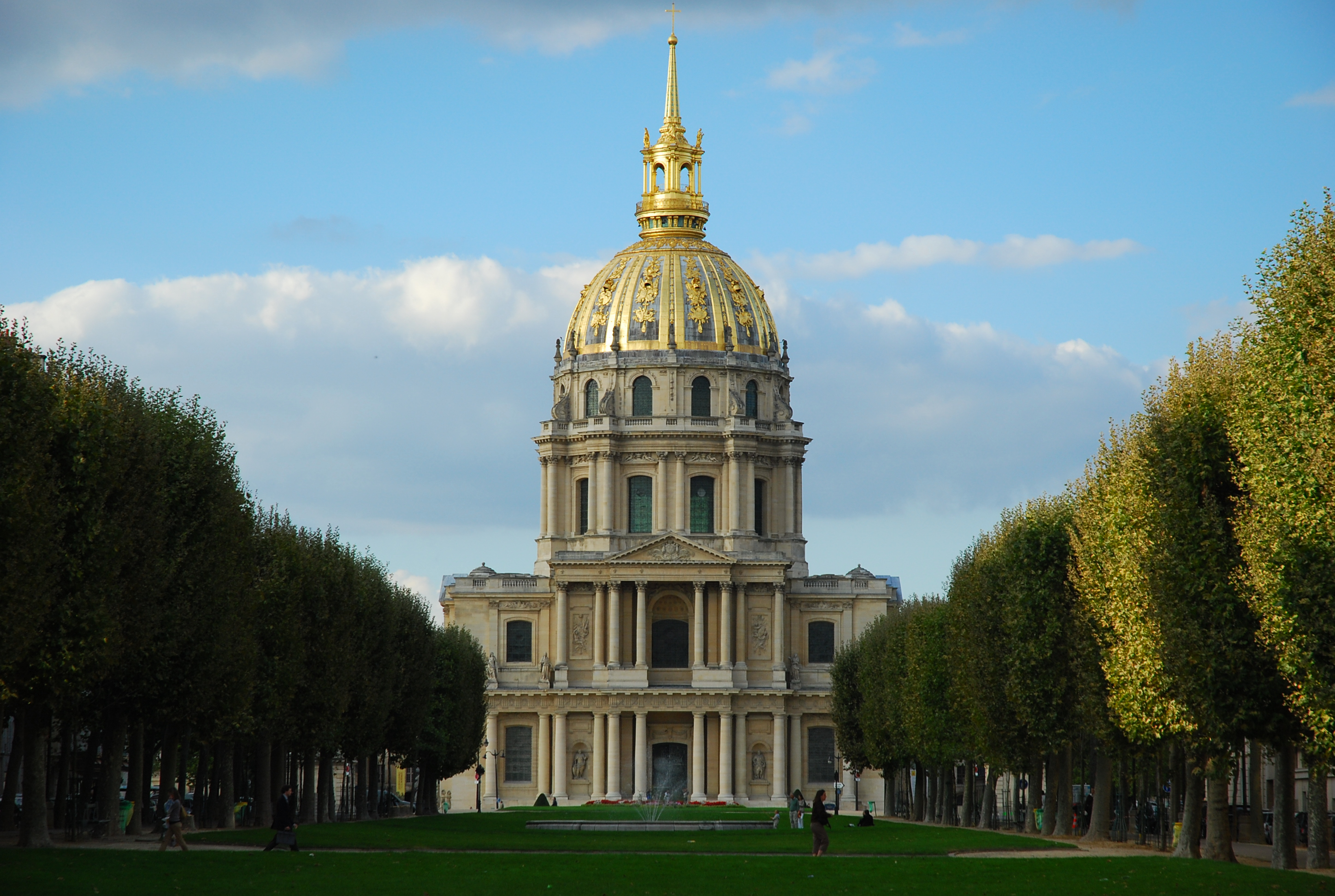
Vue à distance depuis l'avenue de Breteuil, permettant de mieux percevoir les proportions architectoniques réelles.
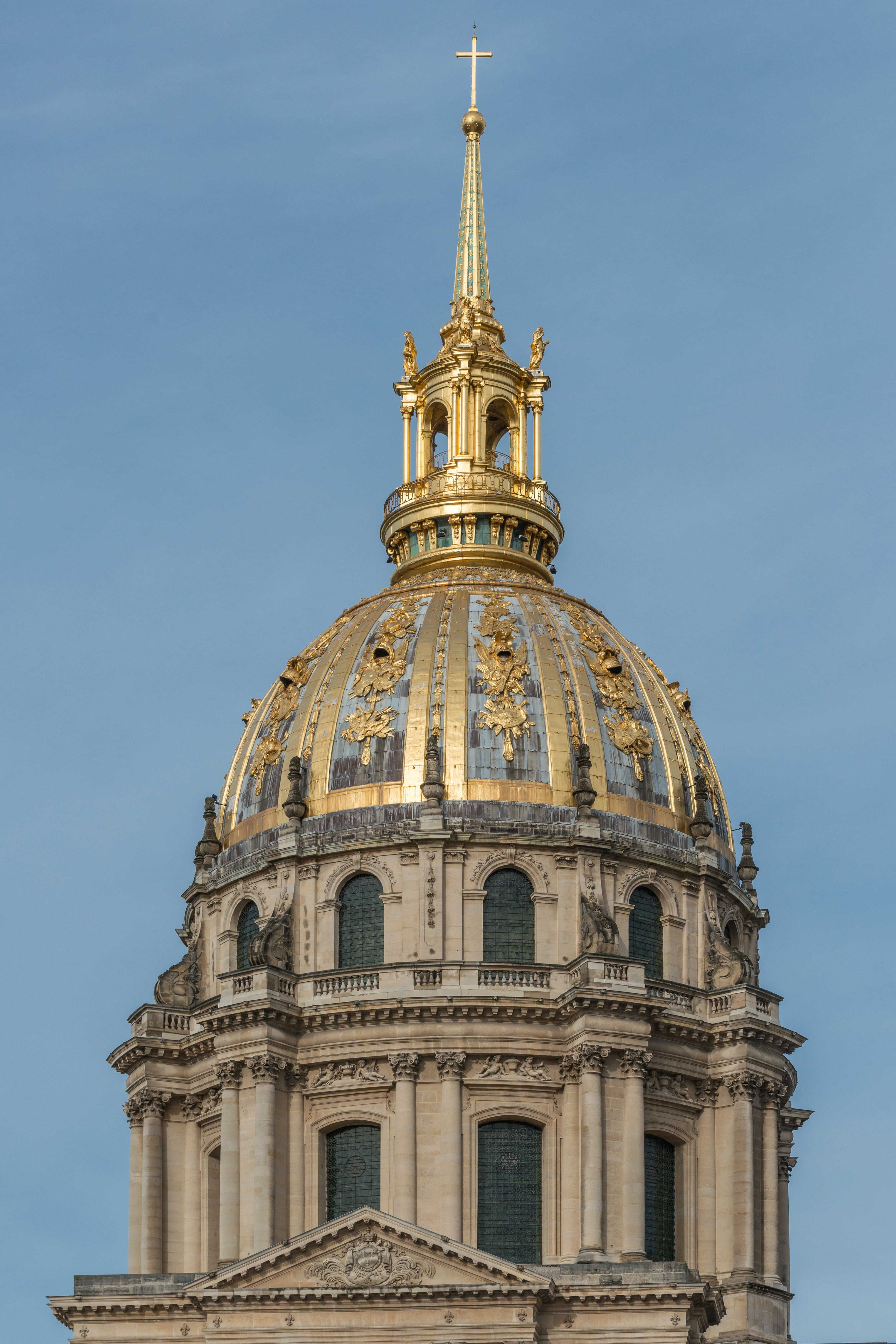
Haut tambour à deux étages, dôme et lanternon.
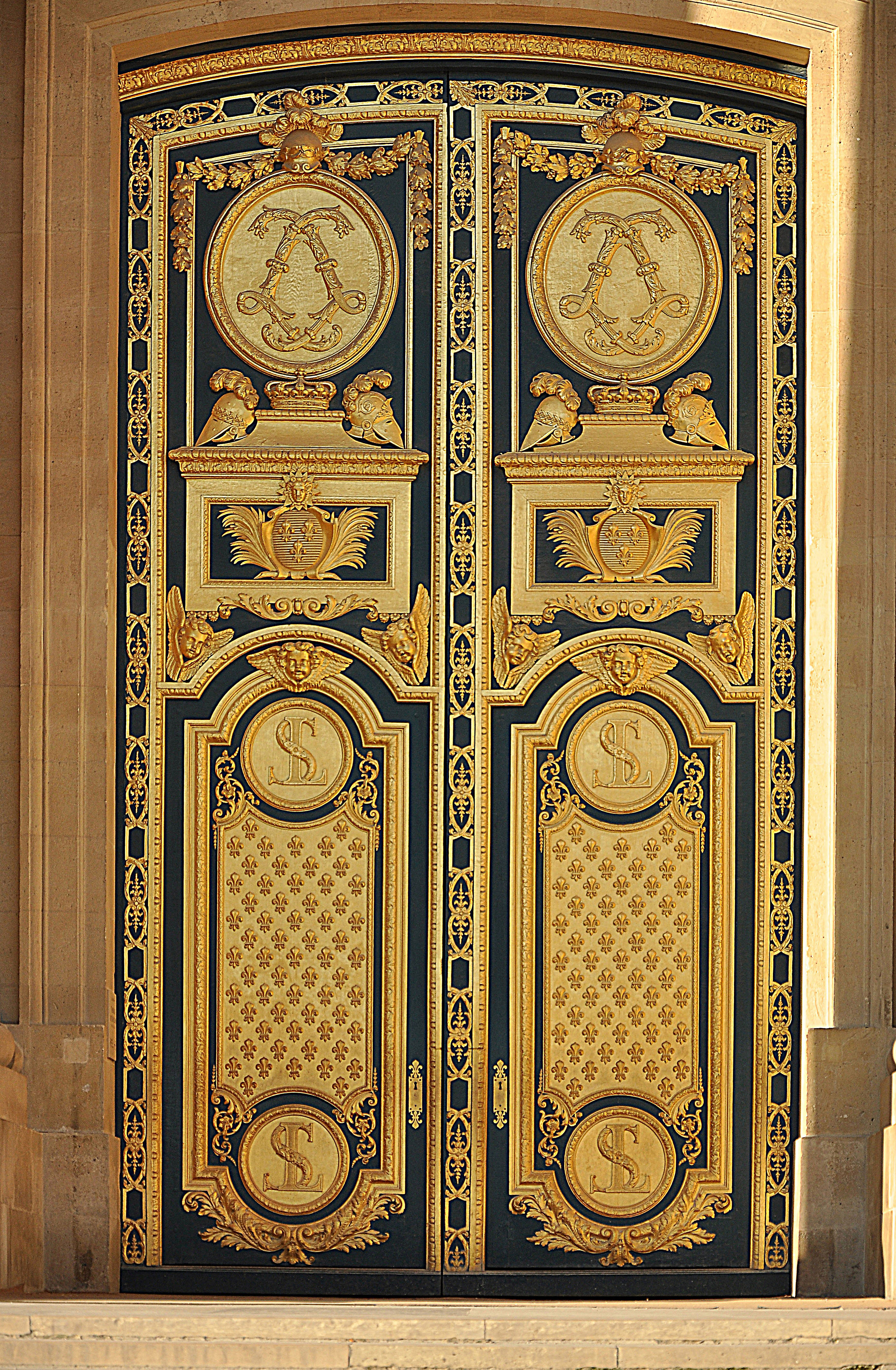
La porte sud du dôme, en bronze, décorée à l'or.
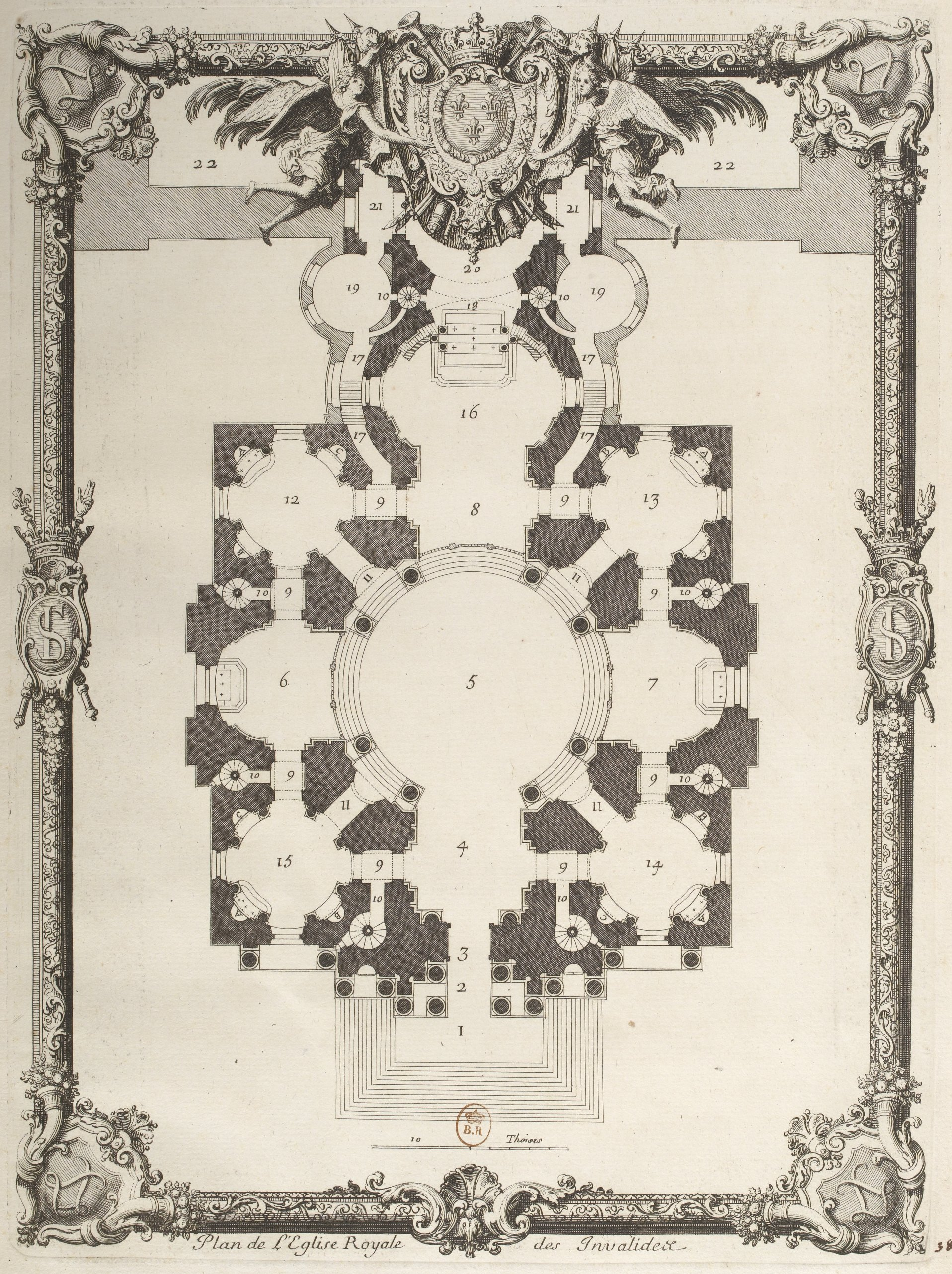
Plan de la chapelle royale des Invalides en 1760.
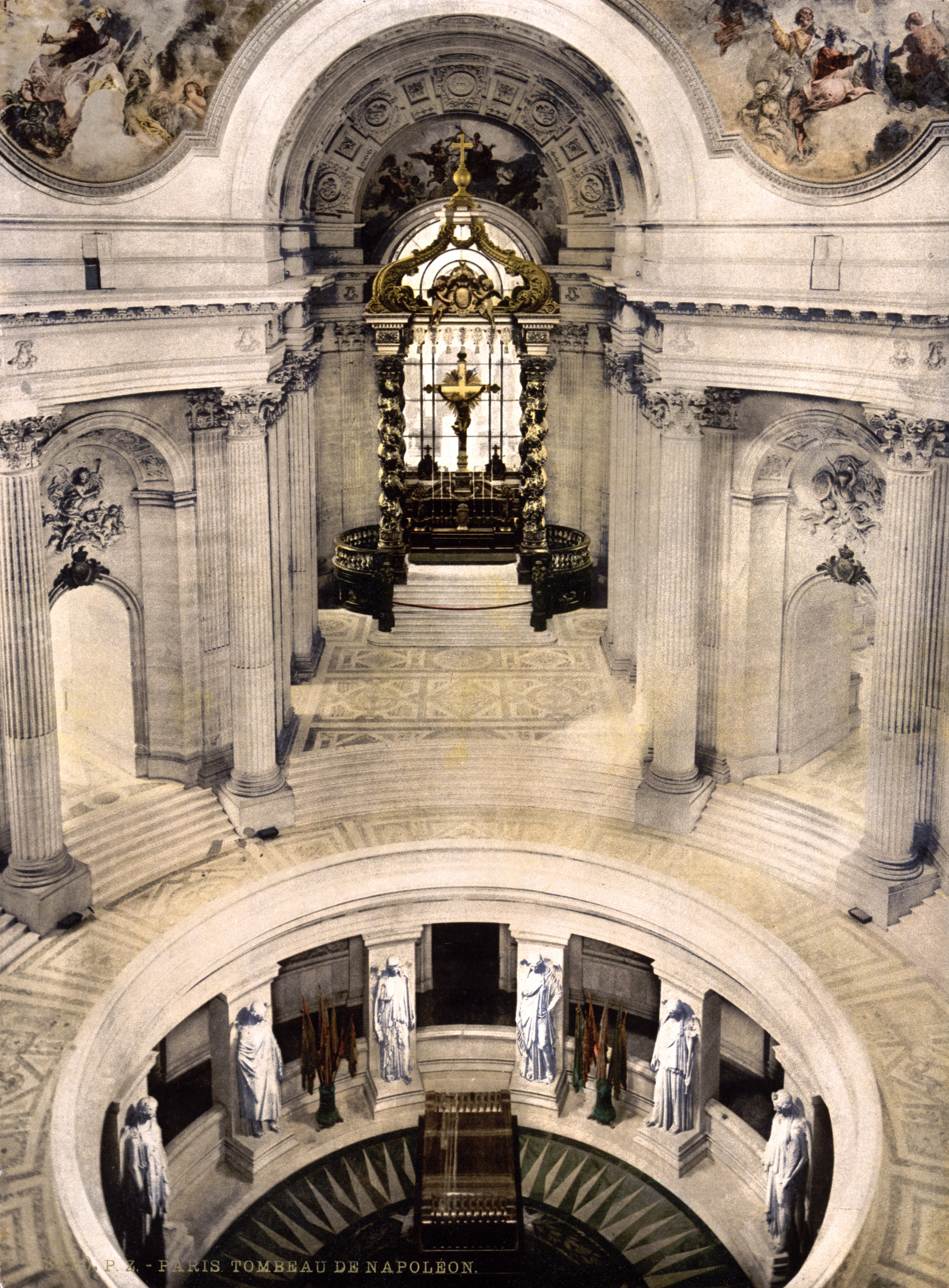
Vue générale de la croisée avec le tombeau de Napoléon au centre.
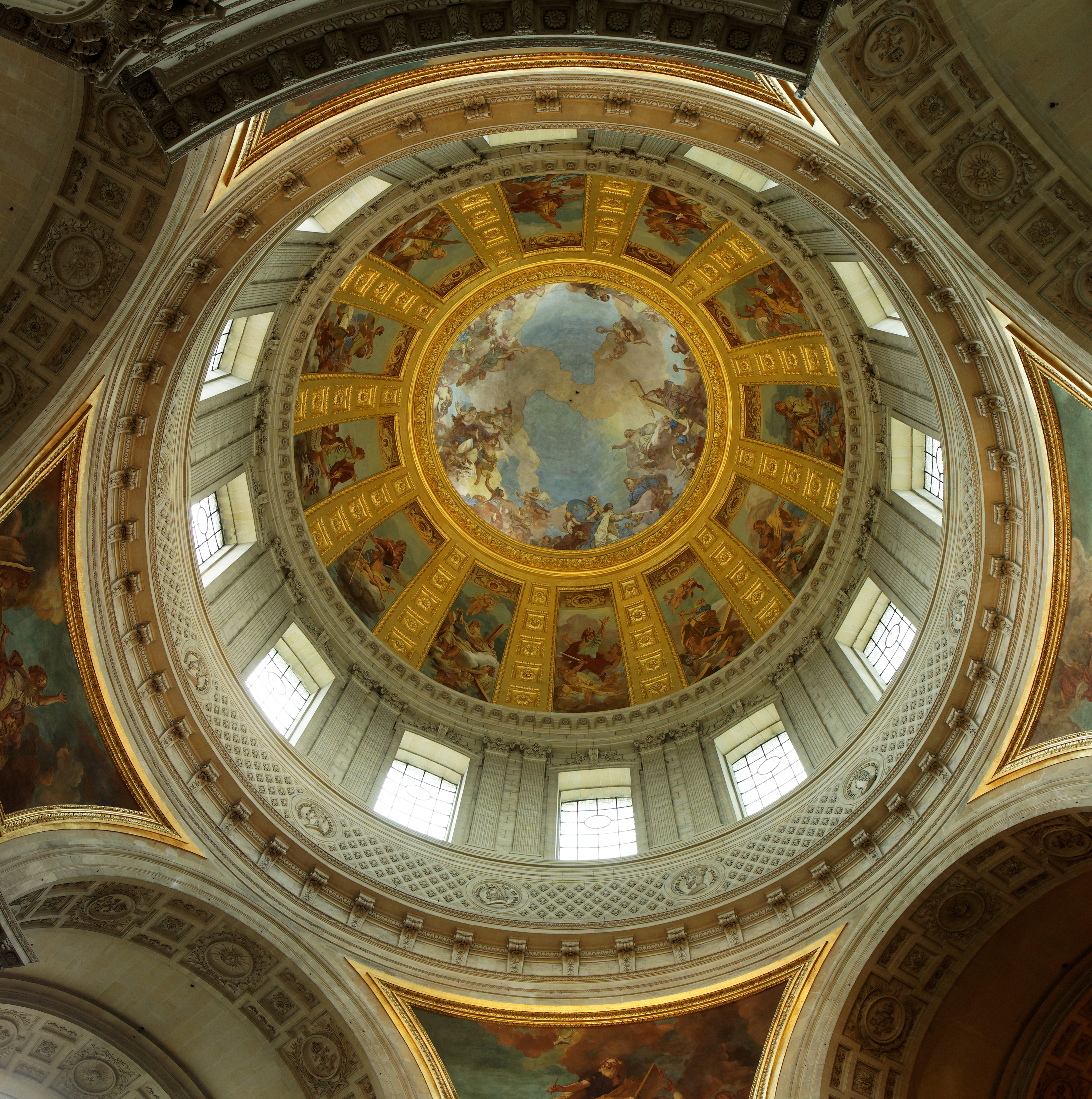
L'intérieur du dôme (vue verticale) avec ses deux coupoles superposées et peintes.
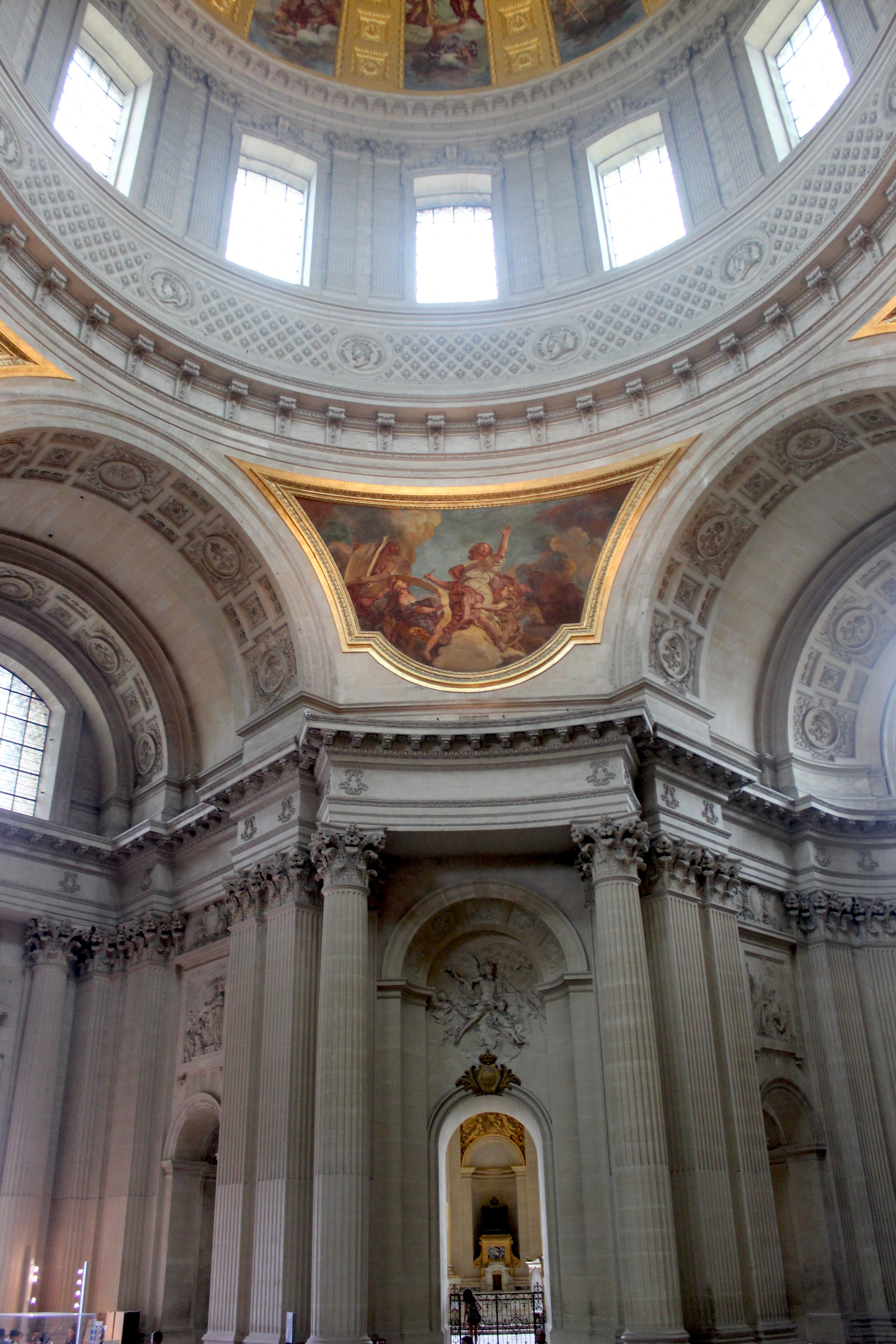
Vue de l'architecture intérieure.
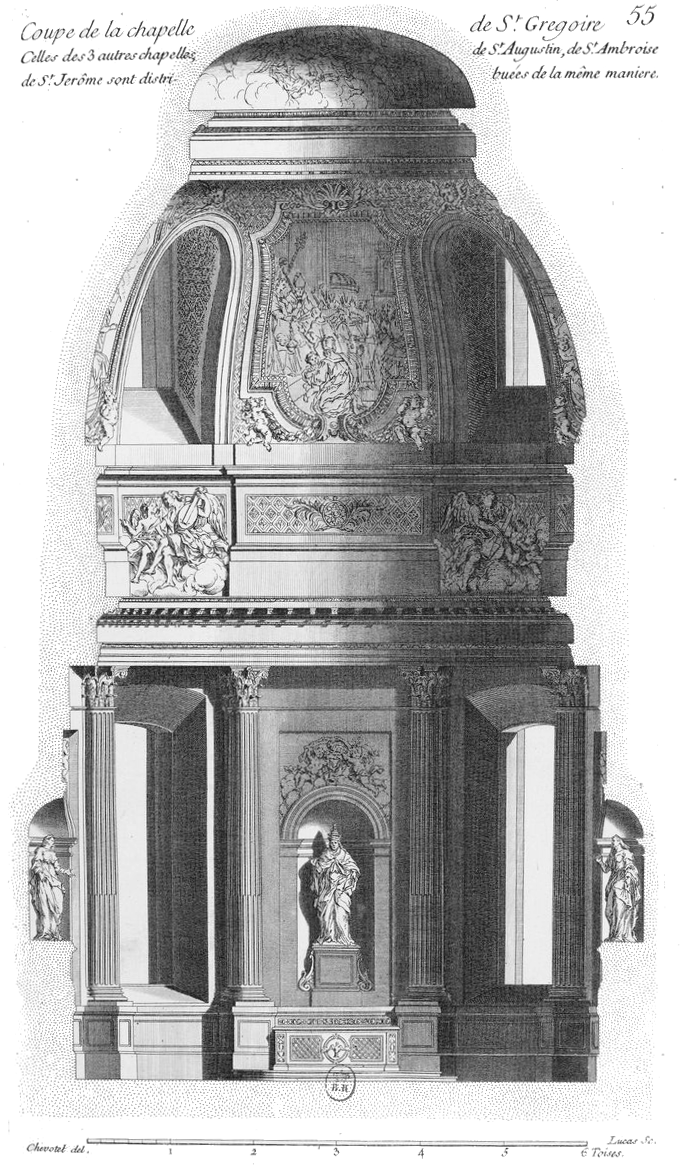
Présentation de la chapelle de Grégoire, l'un des quatre petits dômes latéraux.
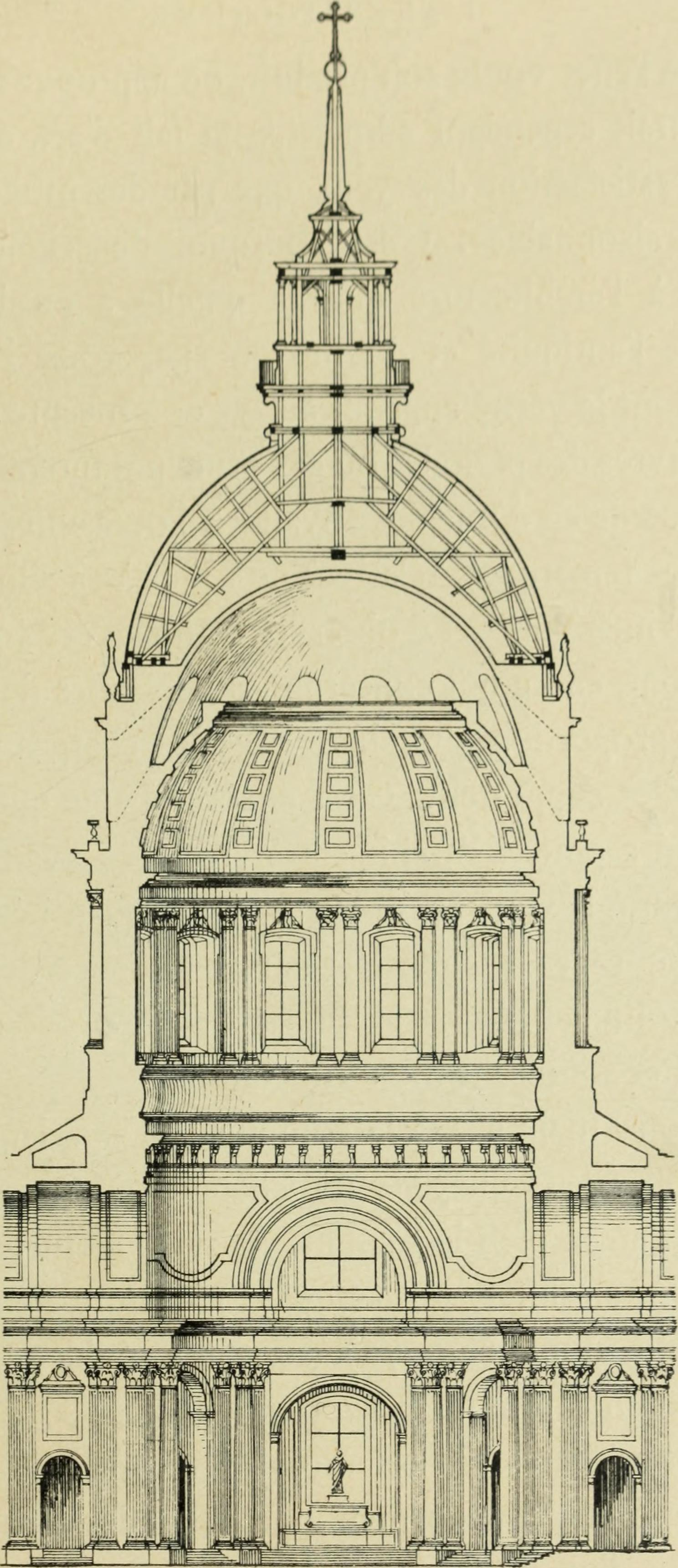
Plan en coupe du dôme avec sa structure en triple coque.
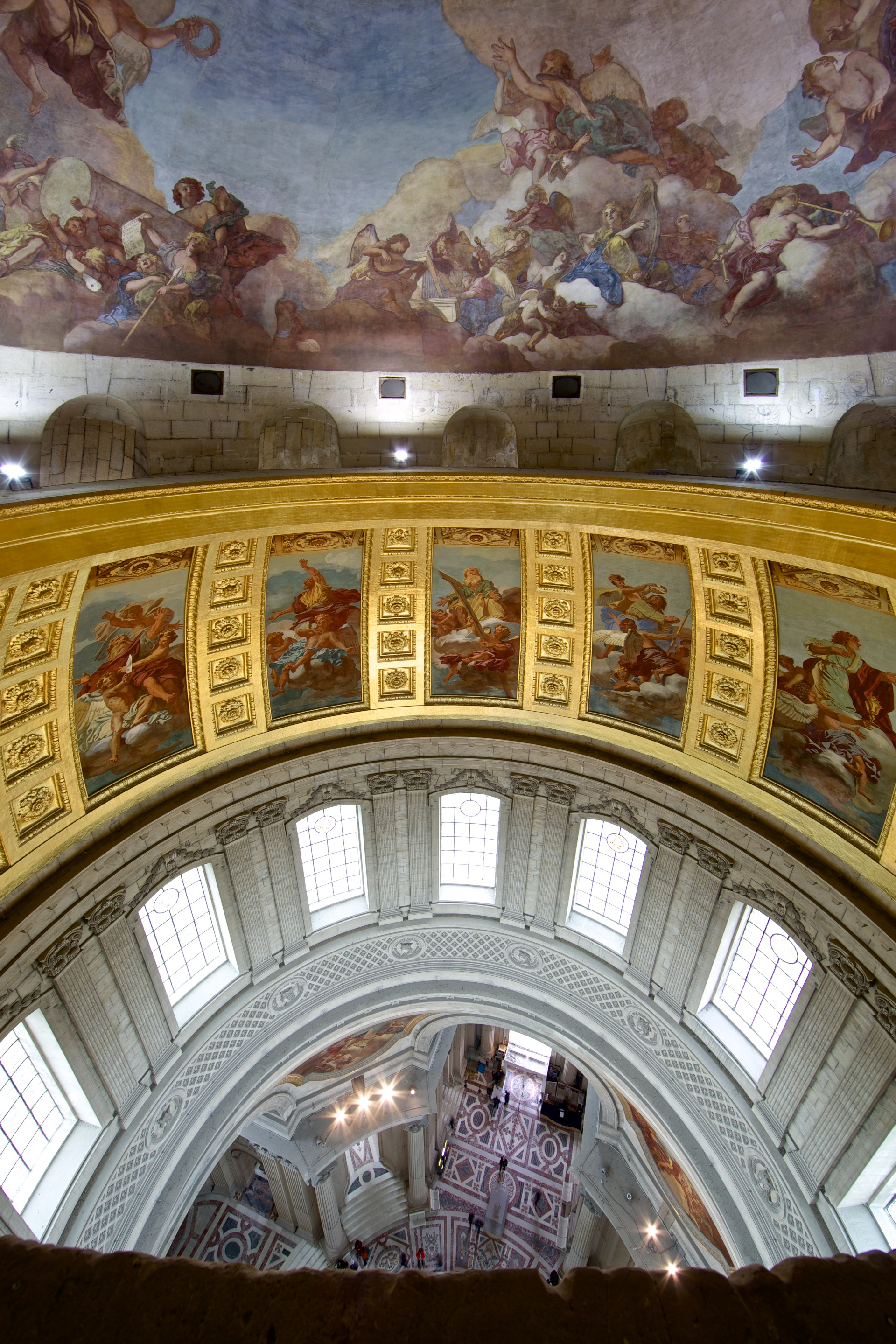
Vue sur les deux coupoles en pierre sous le dôme.
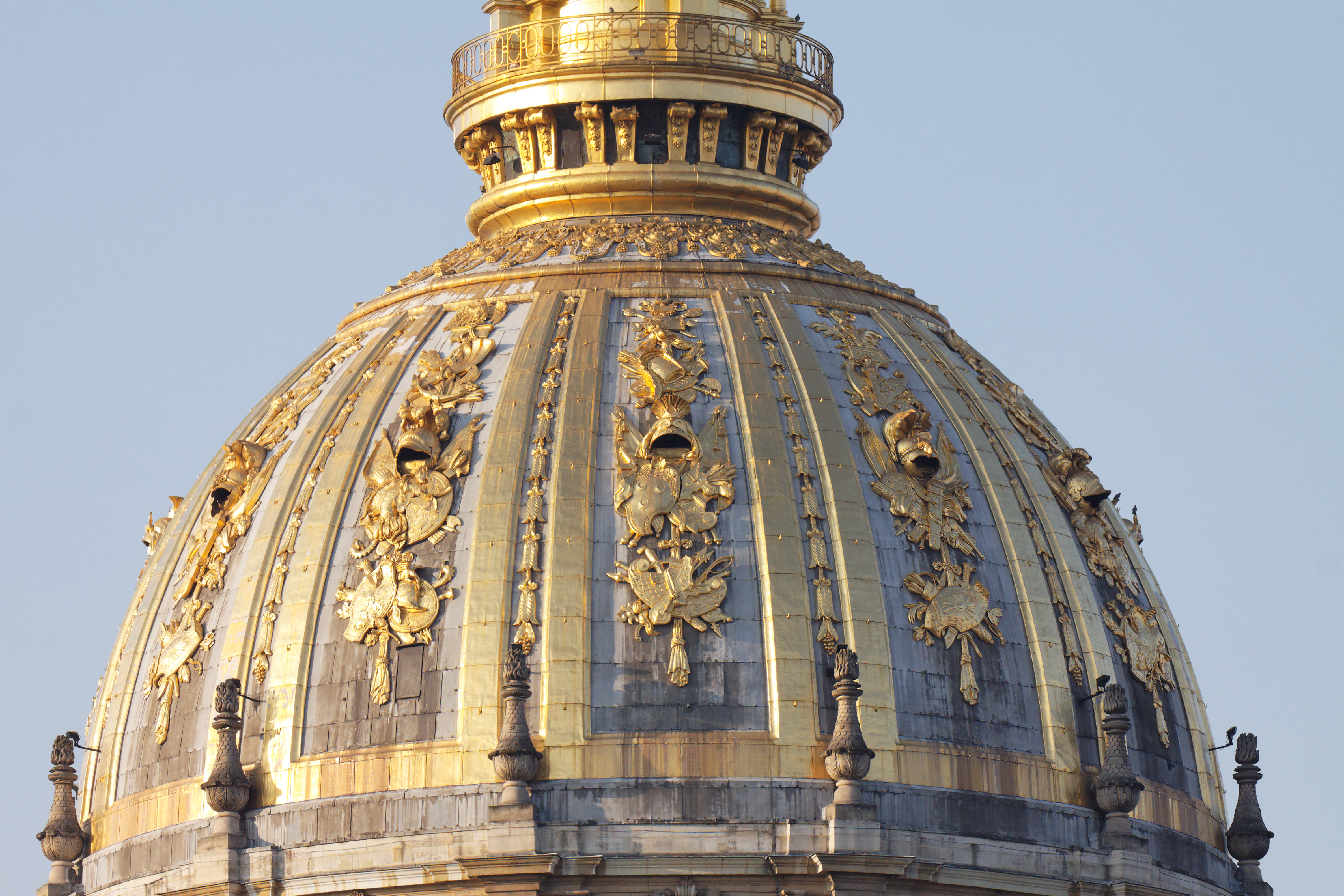
Gros plan sur le dôme de couverture, en plomb sur charpente de bois, richement orné et doré.
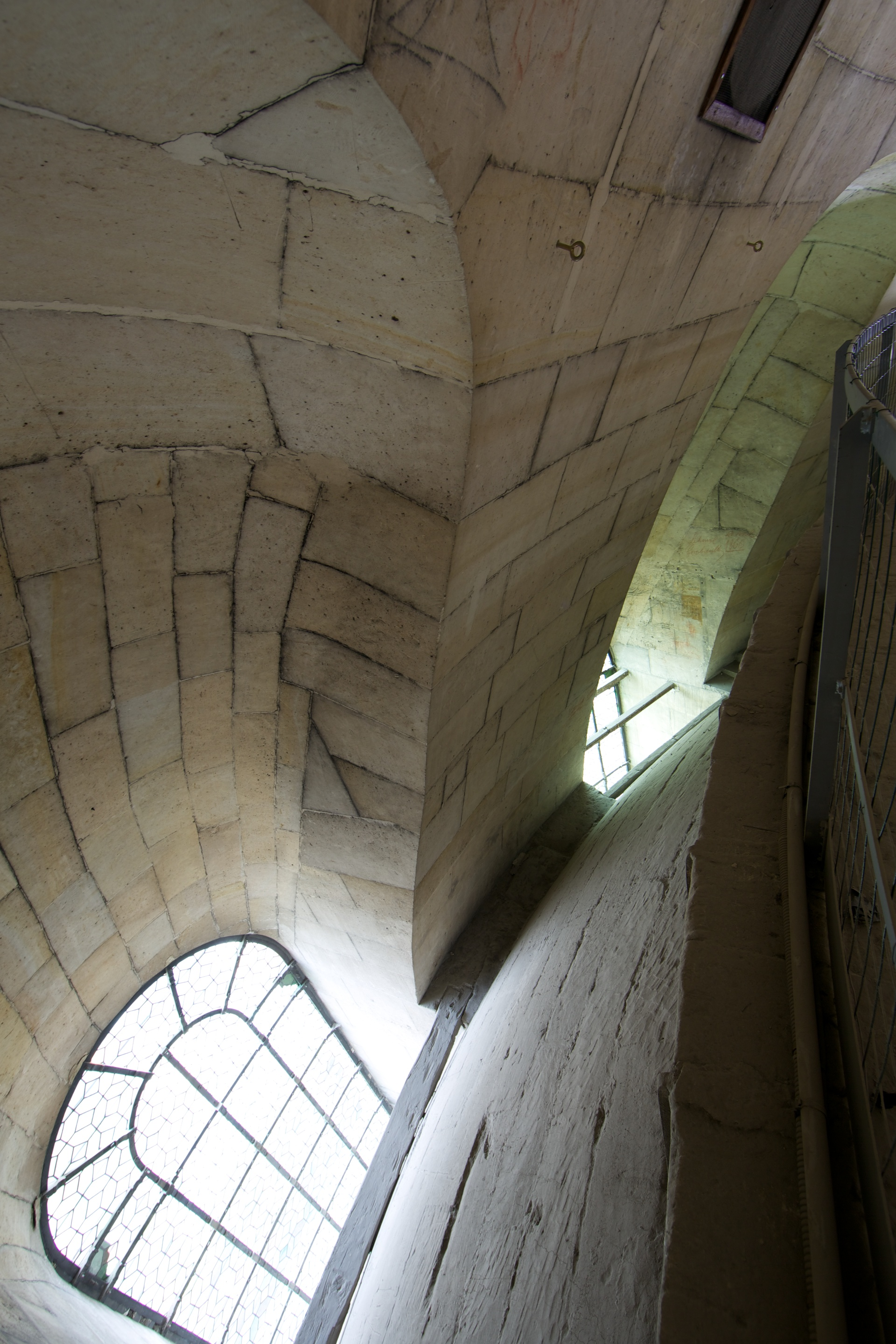
Interstice entre les deux coupoles intérieures en pierre.
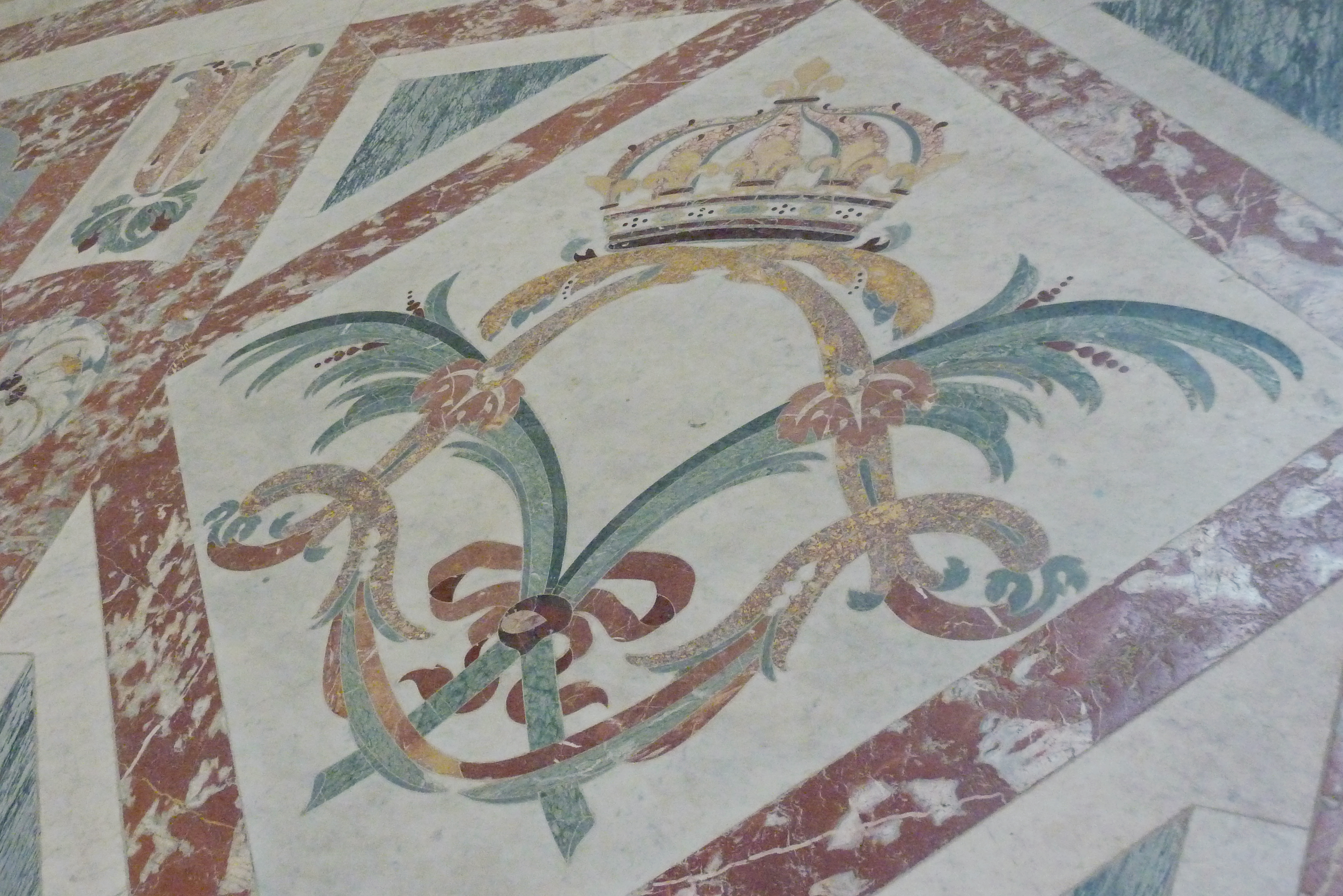
À l'intérieur, les sols en marbre sont décorés de délicates marqueteries de marbres polychromes.

### La cathédrale Saint-Louis-des-Invalides

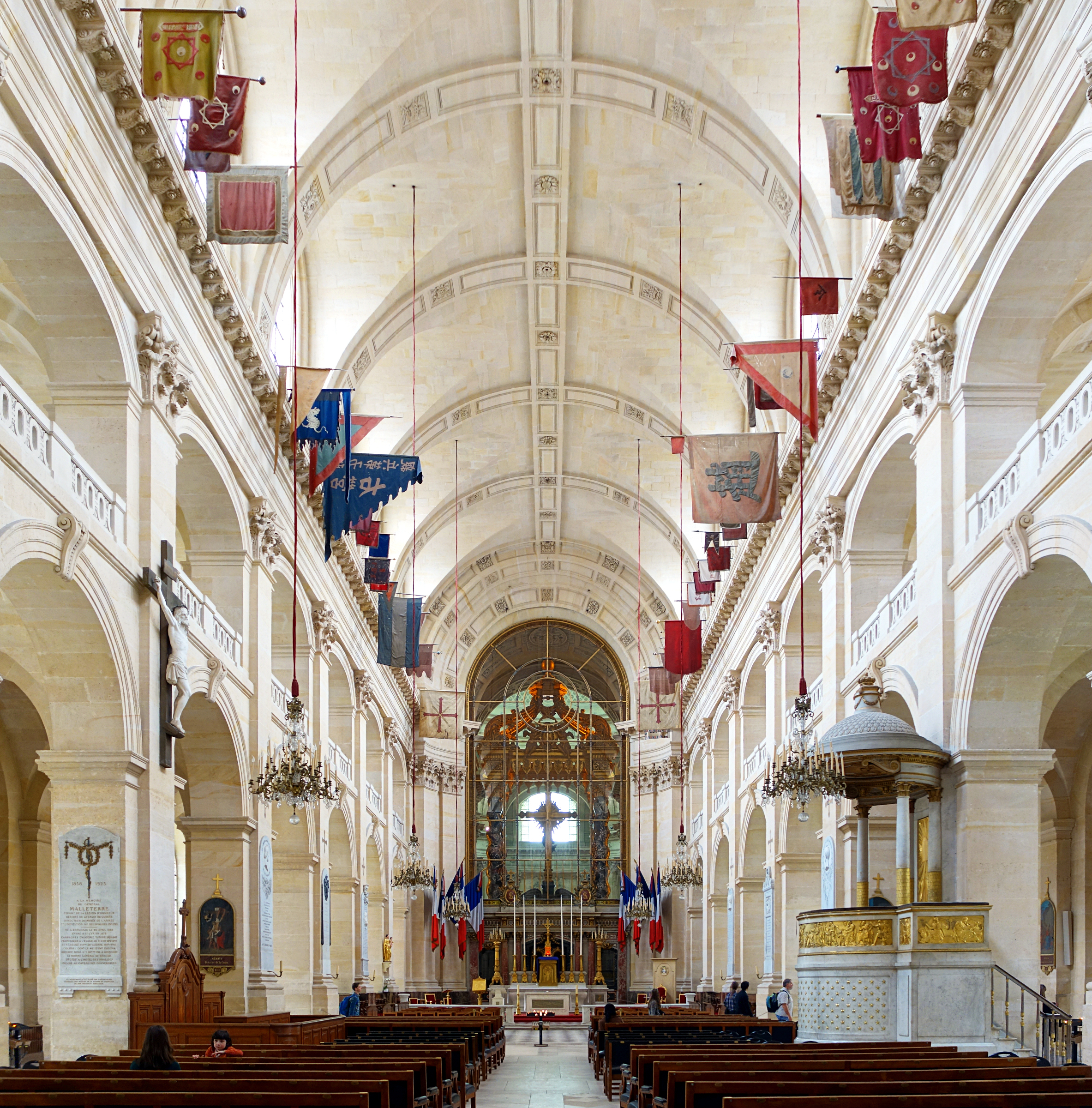
La nef de Saint-Louis-des-Invalides.

Dans l'esprit de Louis XIV, l'Hôtel des Invalides doit non seulement soigner les invalides de guerre mais aussi veiller à la moralité de ses pensionnaires : comme à l'Escurial la place d'honneur sera donc réservée à une église, logiquement placée sous le patronage de Saint Louis, roi de France. Elle a été construite à partir de 1676 par Jules Hardouin-Mansart, après la conception par Libéral Bruant, l'architecte de l'hôtel des Invalides. L'église, siège d'une paroisse du diocèse de Paris jusqu'en 1791, a été ouverte pour les soldats dès 1679. Le tintement de la cloche leur rappelait leurs devoirs spirituels : prière du matin et du soir et assistance obligatoire à la messe et aux vêpres le dimanche et les jours de grandes fêtes.
Le « vicariat aux armées françaises » est créé en 1957, sous l'autorité du cardinal archevêque de Paris. En 1967 il devient indépendant. La constitution apostolique Spirituali militum curae de Jean-Paul II du 21 avril 1986 le transforme en ordinariat aux Armées. À dater du 21 juillet 1986, on parle plutôt de diocèse aux Armées, d'évêque aux Armées et l'église Saint-Louis obtient alors le statut de cathédrale du diocèse aux armées françaises.
Le chœur de la cathédrale Saint-Louis est le seul de toutes les cathédrales qui soit, en permanence, orné de drapeaux français.
On peut y voir, accrochés sous la voûte selon une tradition ancienne, les drapeaux et bannières pris à l'ennemi. Le Premier Consul désirait y installer les chefs-d'œuvre d'art envoyés d'Italie en France après le traité de Tolentino ; mais, face aux réticences de David, il accepta la suggestion de l'architecte Pierre Fontaine de plutôt suspendre aux voûtes les drapeaux pris à l'ennemi. À droite, près de l'entrée, se trouvent également une borne de la voie de la Liberté, puis une borne de la Terre sacrée.

### Le projet de colonnade de Saint-Louis-des-Invalides
Jules Hardouin-Mansart avait prévu de doter l'église des Invalides d'une colonnade inspirée de celle de la basilique Saint-Pierre de Rome mais moins fermée que celle-ci.
La colonnade devait être indépendante de l'église afin de laisser à celle-ci son autonomie monumentale. Elle se serait appuyée à quatre pavillons, coiffés de petits dômes, qui auraient atteint la hauteur du socle rectangulaire de l'église. À ce demi-cercle de pierre eût répondu un demi-cercle d'eau constitué de fossés, l'ensemble délimitant un grand parvis.
Quand le général de Gaulle envisagea de quitter le palais de l'Élysée, il fut envisagé d'installer la présidence de la République aux Invalides et de mener à son terme le projet de Jules Hardouin-Mansart en construisant cette colonnade.

## L'hôtel des Invalides et l'urbanisme parisien

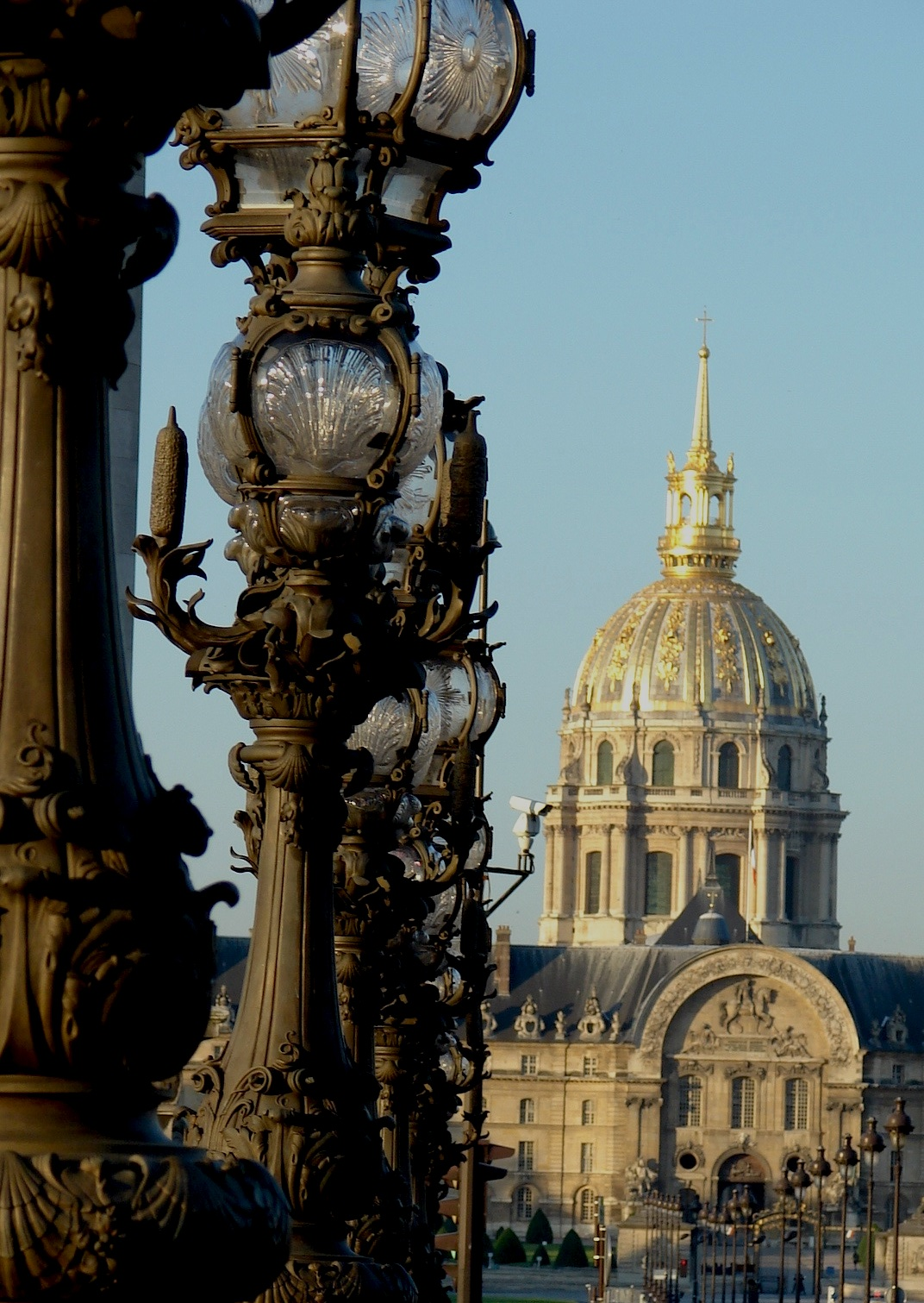
Le pont Alexandre-III a été construit dans l'axe de l’hôtel des Invalides.

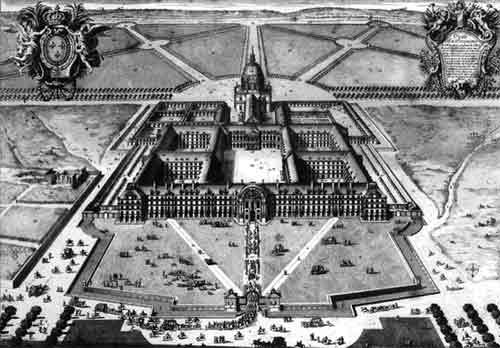
Les Invalides sous Louis XIV, vue depuis le nord.

Le dôme doré des Invalides constitue un des points de repère du paysage parisien.
Sous Louis XIV, les Invalides étaient situés dans la rase campagne, en bordure des zones urbaines de la ville de Paris d'alors mais en dehors, les bâtiments étaient ainsi entourés de champs et de prairies. À l'origine, l'entrée principale des Invalides, du moins celle qui accueillait le roi en grande pompe, se situait plutôt au sud, au niveau de la Chapelle royale (le dôme), là où était prévu un grand parvis avec une colonnade pour l’accueil du roi et de la cour venant depuis Versailles. De larges allées rayonnantes bordées d'arbres ont donc été tracées au sud dans la campagne. Avec l’agrandissement de la ville de Paris dans les périodes ultérieures, les Invalides se sont retrouvés au cœur de la ville, et toute cette campagne périphérique est aujourd'hui très densément urbanisée, l'urbanisation a intégré ces anciens tracés. Les anciennes allées entourant les Invalides et celles qui y mènent sont donc devenues des avenues et des boulevards urbains importants dans ce qui est aujourd'hui le 7e arrondissement : l'avenue de Breteuil notamment, mais aussi l'avenue de Ségur, l'avenue de Villars, l'avenue de Tourville, le boulevard des Invalides, et le boulevard de La Tour-Maubourg. L'avenue de Lowendal, quant à elle, a été ajoutée plus tard.
Depuis l'origine, le parvis nord de l’hôtel se prolonge au-delà des limites de l'hôtel au nord par une large esplanade publique jusqu'à la Seine, devenue l'actuelle esplanade des Invalides, le long de laquelle se trouvent aujourd'hui les ambassades d'Autriche et de Finlande, la gare des Invalides et l'hôtel du ministre des Affaires étrangères. Deux espaces cimentés aux extrémités nord servent de terrain de jeu aux patineurs à roulettes. L'esplanade des Invalides est un des grands espaces libres de construction à l'intérieur de Paris, tout comme le Champ-de-Mars et le jardin des Tuileries. Au bout de cette esplanade, qui accueillit l'Exposition universelle de 1900, le pont Alexandre-III a été construit sur la Seine dans l'axe de l’hôtel des Invalides et de son dôme pour les mettre en valeur dans la perceptive d'une avenue triomphale, ce pont est considéré comme le plus luxueux de Paris, il mène de l'autre côté de la Seine au Petit Palais et au Grand Palais construits le long de cet axe.
L’hôtel a la mission de garde des emblèmes et des trophées de la France. À ce titre, des canons pris à l'ennemi sont exposés en trophée le long des douves, face à l'esplanade des Invalides. Jusqu'au début du XXe siècle, ils tiraient des salves d'honneur qui marquaient les grandes réjouissances publiques.

## L'hôpital militaire des Invalides

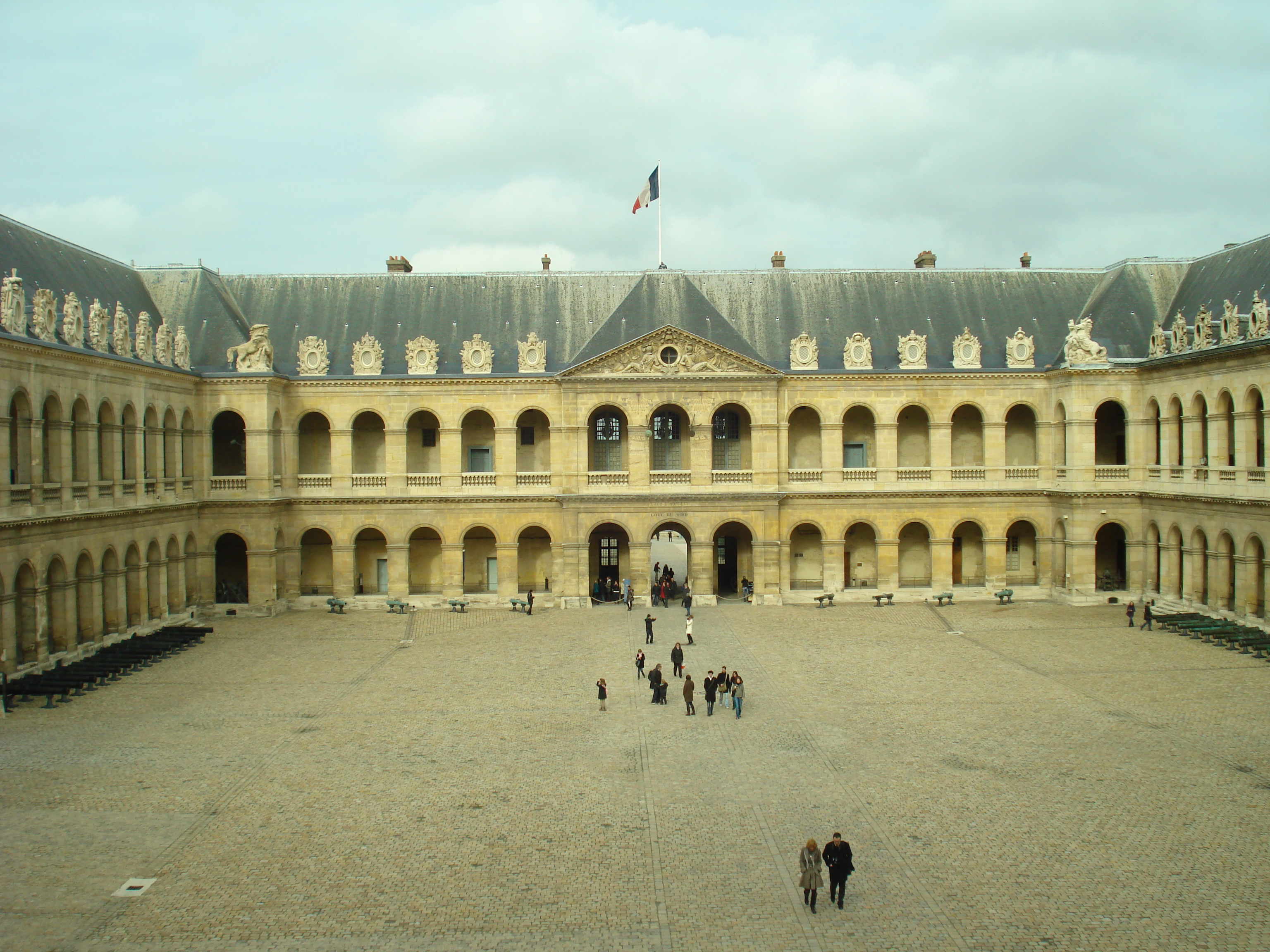
La cour d'honneur de l’hôtel des Invalides (ces bâtiments sont aujourd'hui occupés par le musée de l'Armée).

Les soldats invalides n'accédaient aux Invalides qu'après dix années de service dans l'Armée, puis porté à vingt en 1710 et à dix-huit ans à partir de 1729, soit trois engagements. La charge était remise au gouverneur de l'hôtel, car le lieu était considéré à la fois comme un bâtiment religieux, mais à l'organisation militaire, de vérifier les différents dossiers de candidature. Ainsi les protestants, les marins et les malades des écrouelles furent refusés à l'époque de Louis XIV. Religieuse donc, par le refus des protestants à partir de 1685, mais aussi par la formation de quarante jours que chaque soldat recevait à son arrivée par les prêtres. Cette instruction religieuse fut souvent descendue à quinze jours pour les officiers. Une différence que l'on retrouve dans le logement. Par deux ou trois, les officiers ont le droit à une chambre chauffée. Pour les soldats, des dortoirs de cinq ou six lits. La qualité des couvertures et la forme des lits en sont d'autres preuves. Au XVIIe siècle, on compte 343 chambres de soldats et 41 chambres d'officiers, pour un total de 2 140 lits.
La vie quotidienne y est agréable, ils se promènent librement, allant dans l'un des huit chauffoirs dont deux étaient considérés comme « fumeurs ». Si les femmes sont interdites, les soldats mariés pourront découcher deux fois par semaine. Interdiction de boire ou manger dans les chambres, et interdiction à toute forme de commerce sous peine d'exclusion. Les premiers invalides rescapés de la guerre de Trente Ans sont admis dès la fin des travaux en 1674. L'institution saturée dès 1676, les invalides pouvaient loger à l'extérieur de l'hôtel via leurs soldes. Louis XIV n'hésitait pas à distribuer des terrains à ses soldats sur lesquels ils pouvaient faire bâtir leur maison. Néanmoins, entre 1676 et 1690, le bâtiment accueille 6 000 invalides, nourris copieusement, et bénéficiant de bonnes règles d'hygiène et d'un service luxueux d'infirmerie. En effet, celui-ci comprendra 300 lits individuels à l'époque de Louis XIV, véritable luxe à l'époque. Les soins sont assurés par trente « soeurs grises » (Filles de la charité), un médecin, un apothicaire, dont le plus célèbre fut sans doute Antoine Parmentier au XVIIIe siècle, et un chirurgien.
Deux fois par jour, médecin et chirurgien font la tournée des lits, cahier d'ordonnances à la main. Béquilles et jambes de bois sont distribuées le jeudi. La nuit, deux sœurs veillent sur les malades. Le lieu reste sous la coupelle religieuse. Douze prêtres de la congrégation de la Mission de Saint-Lazare se chargent des offices : prières quotidiennes au roi, pour sa famille et la « prospérité des armes ». Matin et soir, les invalides suivent la prière, ainsi que les vêpres les dimanches et jours de fêtes.
Les invalides travaillent néanmoins encore au service de l'État. Les plus valides sont envoyés en détachement (comme à Dieppe, Lisieux, Honfleur, Saint-Malo…), dès 1690, alors que d'autres restent à Paris pour confectionner des uniformes, des bas, des souliers ou même des tapisseries dans les manufactures installées à l'hôtel. L'une de ces manufactures, objet de toutes les fiertés, l'atelier de calligraphie et d'enluminures, travaille même pour Versailles. Une discipline de fer règne sous Louis XIV aux Invalides. Pas de retardataires acceptés lorsque les grilles se ferment au son du tambour militaire le soir. Un système de récompense enrichit les délateurs sur les mœurs mauvaises des invalides. En cas de faute : privation de vin, retenues, prison, expulsion ou « cheval de bois » (le soldat est assis sur un cheval d'arçon, dans l'avant-cour de l'hôtel et subit les moqueries de ses compagnons…) sont possibles.
À la suite de la loi du 23 janvier 1873 visant à combattre l'alcoolisme, notamment dans l'armée, le gouverneur des Invalides écrit au ministre de la Guerre Ernest Courtot de Cissey, qui est derrière ce texte, pour lui indiquer qu'il sera « dans l'obligation de faire envoyer de l'Hôtel les vieillards ayant versé leur sang pour leur pays » et obtient de lui une exemption pour les pensionnaires des Invalides.
En 1918, l'hôpital connaît un afflux de blessés.
En 1940, les pensionnaires sont évacués dans l'Orne avant de revenir définitivement en juin 1941. En 1942, un réseau de résistance prend domicile au pied du Dôme, permettant l'évasion d'aviateurs alliés.
Après la guerre, l'Institut accueille de nombreux blessés puis ceux des guerres d'Indochine et d'Algérie puis ceux des opérations extérieures (OPEX) et les victimes d'accidents au service de la France.
Dans les années 1970, le ministère aux Anciens combattants décide la réfection et l'humanisation des locaux qui servent de lieu de vie à ceux qui ont servi le pays dans les ordres militaires, cette charge est confiée à l'entreprise alsacienne UA5, fondée par Jean Apprill et Pierre Gebhart, les travaux ont été dirigés par leur associé Jean-Paul Meyer. L'inauguration a été faite le 18 décembre 1980 par le président de la République Valéry Giscard d'Estaing et le gouverneur militaire de Paris, accompagnés de différents secrétaires d'État.
Depuis la loi du 3 juillet 1991, l'Institution nationale des Invalides (INI) est un établissement public administratif.
De fait, l'hôpital est encore en activité, il dispose de treize places en hôpital de jour. Il est ouvert à tous (pas seulement aux militaires) comme le sont tous les hopitaux militaires (Legouest (Metz), Bégin (Saint-Mandé), Percy (Clamart), Clermont-Tonnerre (Brest), Desgenettes (Lyon), Robert-Picqué (Villenave-d'Ornon), Laveran (Marseille) et Sainte-Anne (Toulon)),.

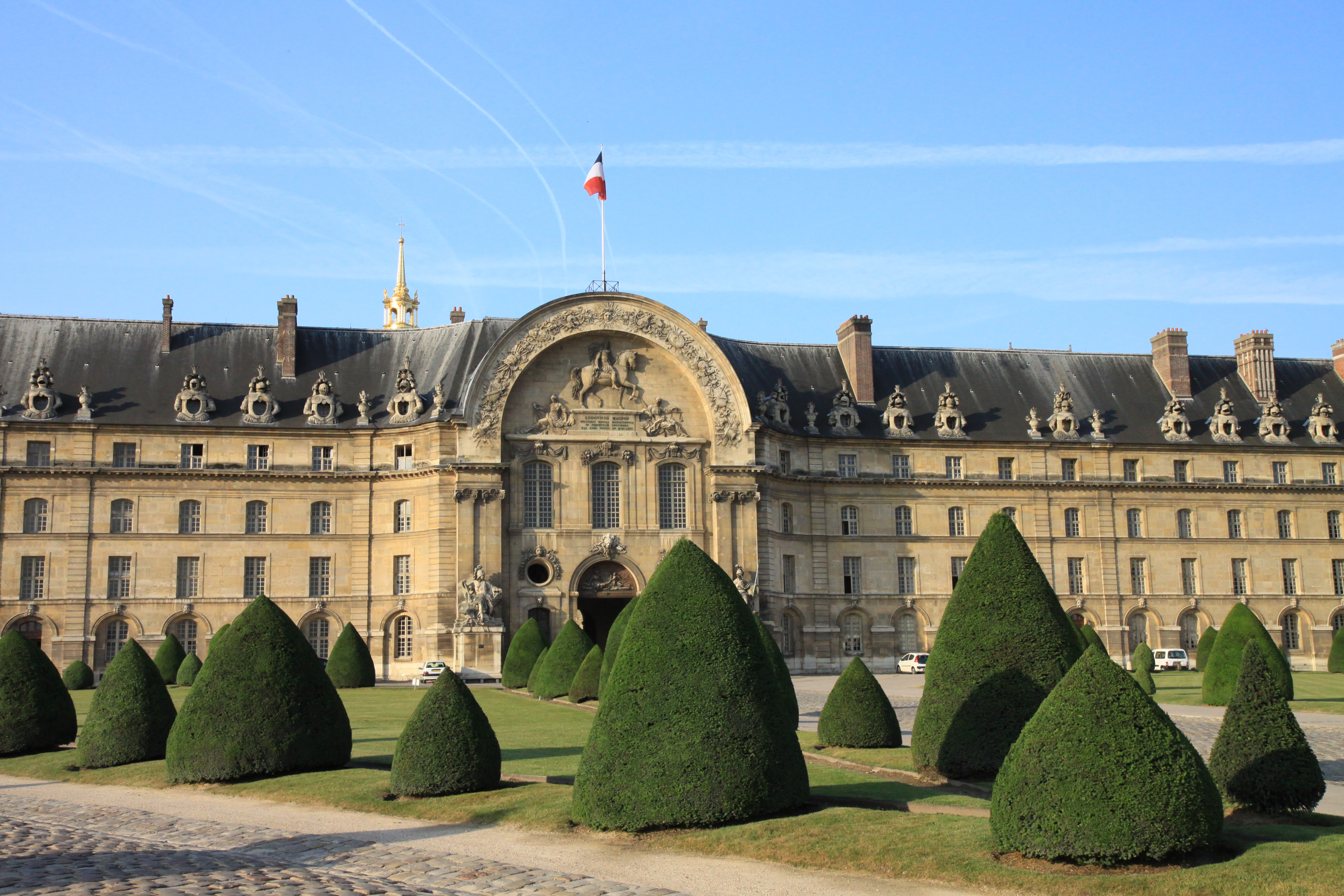
Façade nord du complexe, sur l'esplanade.
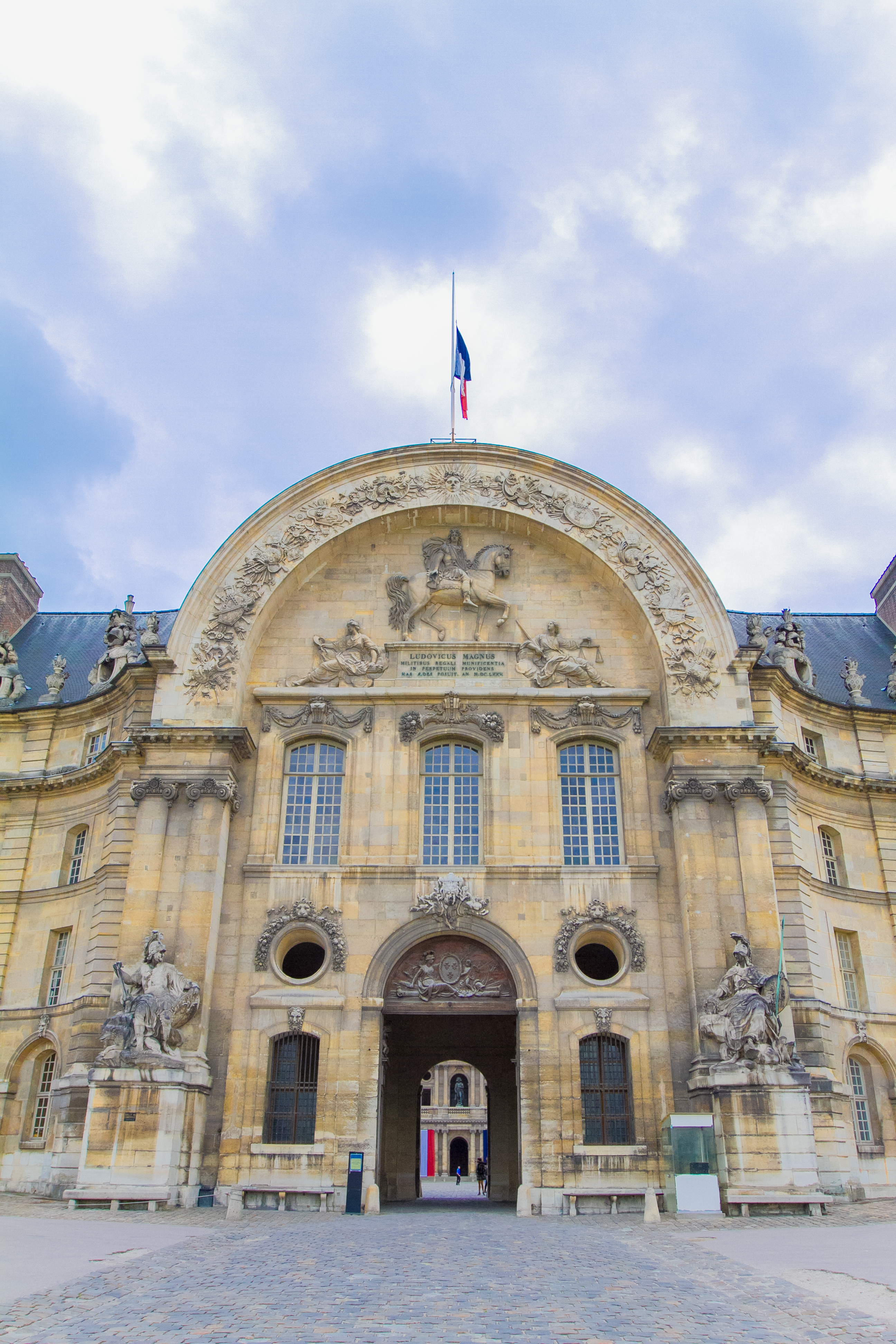
Le portail d'entrée nord avec Louis XIV en cavalier sur le fronton.
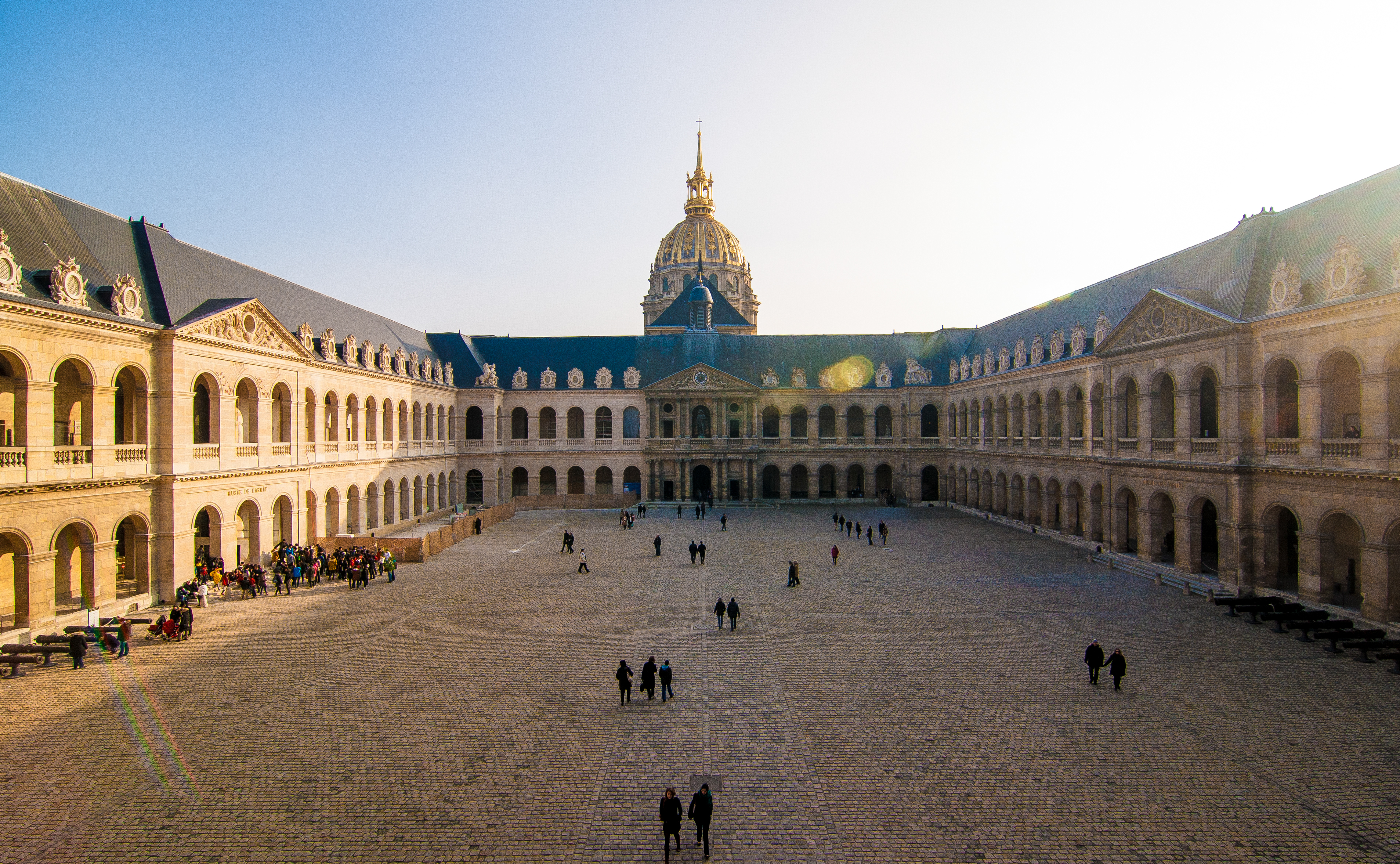
Vue générale sur la cour d'honneur des Invalides.
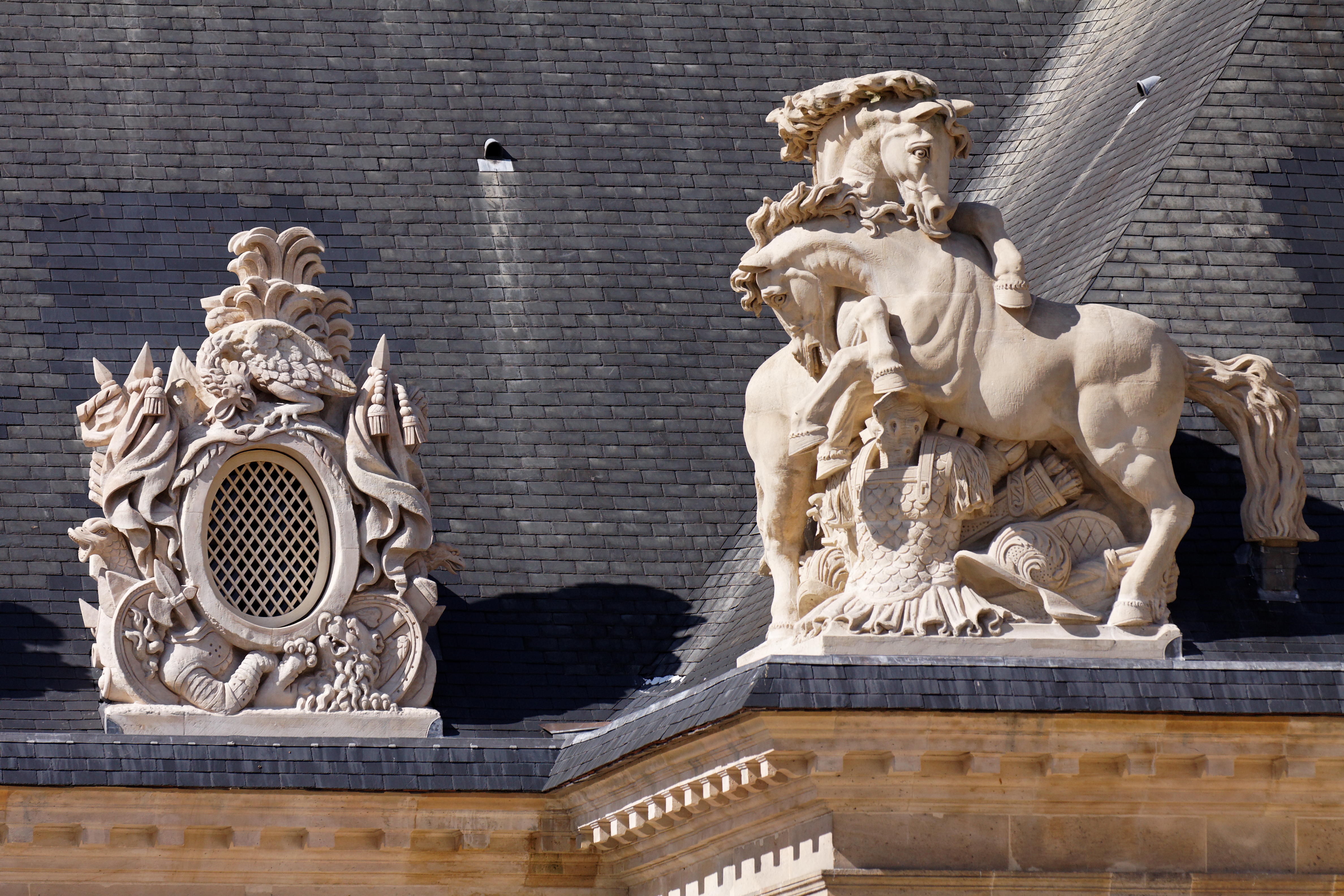
Sculpture et lucarne sculptée décorant la cour d'honneur.

## Le panthéon militaire

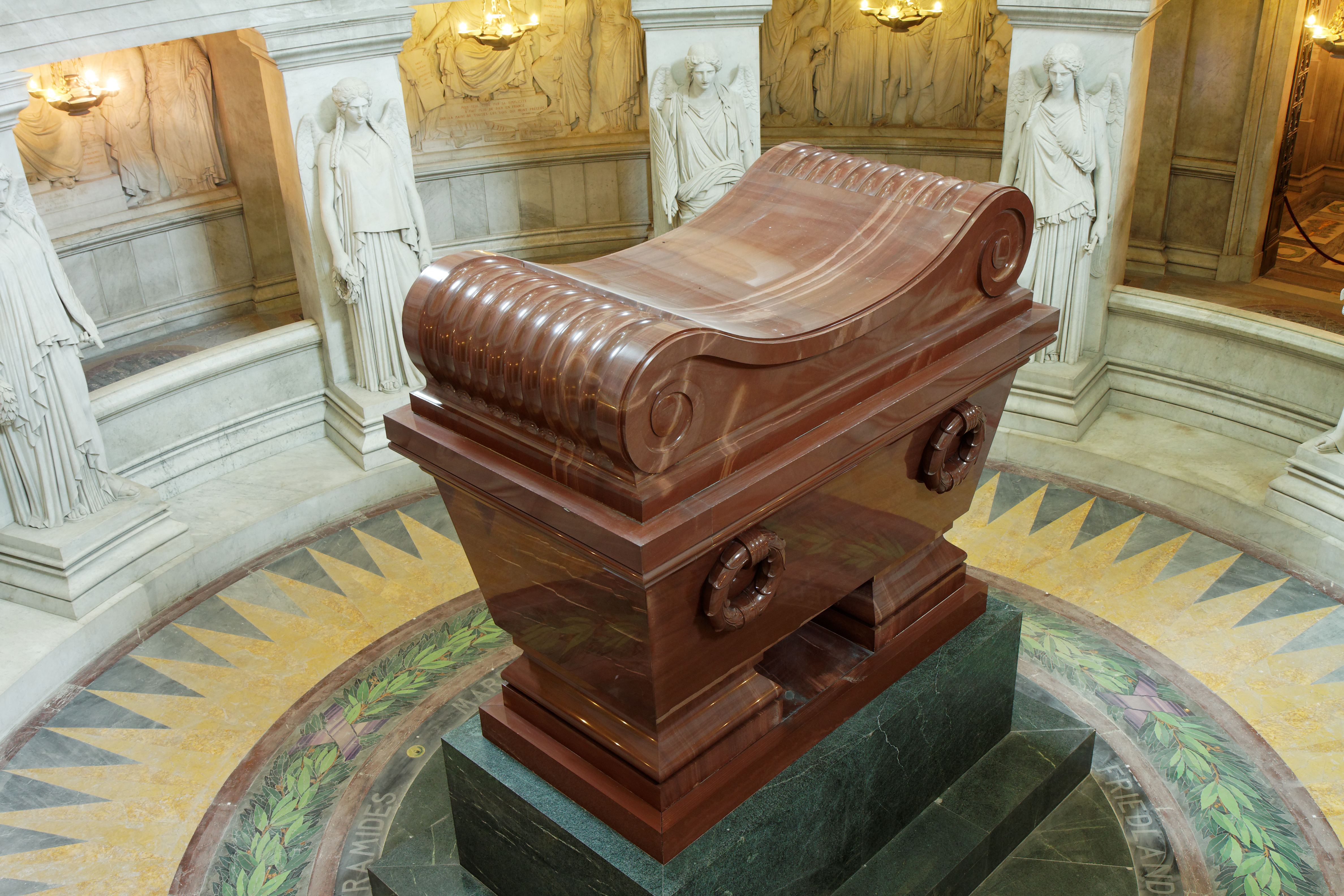
Le sarcophage de Napoléon Ier en quartzite rouge.

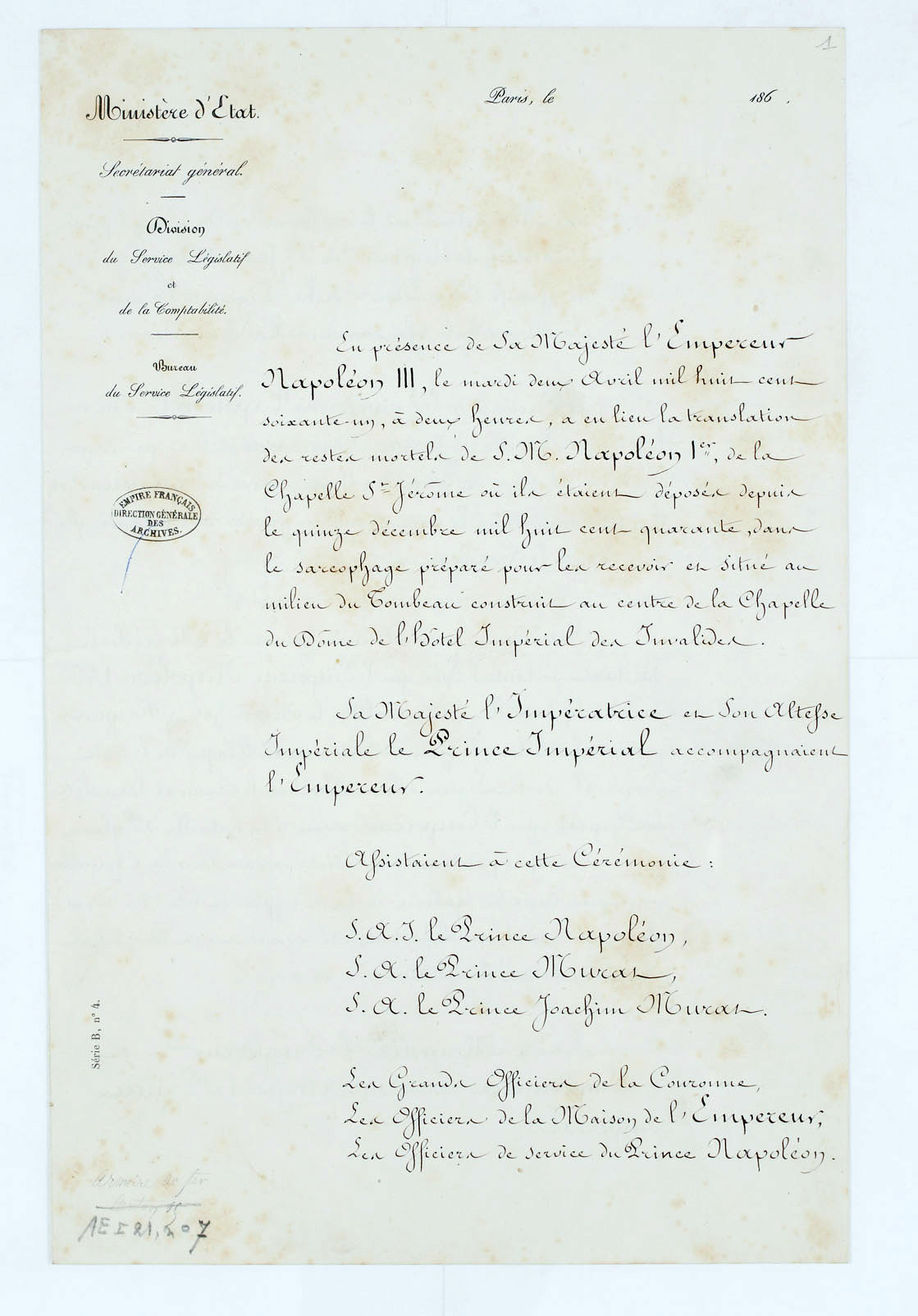
Expédition du procès-verbal de la translation des restes mortels de l’empereur Napoléon Ier dans le sarcophage du tombeau construit dans l’église de l’hôtel des Invalides. Don de Napoléon III. 2 avril 1861, archives nationales de France.

Plusieurs hommes de guerre français reposent aux Invalides.
Ainsi, pour les périodes monarchique et révolutionnaire : le maréchal de France Henri de La Tour d'Auvergne, vicomte de Turenne, le cœur du maréchal Sébastien Le Prestre de Vauban, le cœur de Théophile Malo Corret de La Tour d'Auvergne, héros des guerres de la Révolution, le général François Séverin Marceau et Claude Joseph Rouget de Lisle, l'auteur de La Marseillaise.
La dépouille de Napoléon Ier, décédé en 1821 à l'île Sainte-Hélène, fut placée provisoirement — le tombeau commandé à Louis Visconti par Louis-Philippe n'étant alors pas achevé — dans la chapelle Saint-Jérôme le 15 décembre 1840, sous la monarchie de Juillet dont les dirigeants cherchaient à rassembler les partisans de l'empereur défunt (dans le même temps, était en effet achevé l'arc de triomphe de l'Étoile).
Son corps (dans plusieurs cercueils successifs) ne fut placé que le 2 avril 1861, en présence de la famille impériale et de quelques dignitaires, dans un monumental sarcophage, ni dans la « très belle pierre proche du marbre » bretonne trouvée et proposée au gouvernement par le minéralogiste Paul Émile de La Fruglaye (petit-fils du célèbre Louis-René Caradeuc de La Chalotais) — qui finalement, y fit tailler son propre tombeau dans la chapelle de son château de Keranroux —, ni dans du porphyre de Russie, comme il est souvent dit, mais dans du quartzite rouge de Finlande ou « grès métamorphique » extrait d'une carrière de Carélie appartenant au tsar Nicolas Ier de Russie, reposant sur un socle en granit vert des Vosges, l'ensemble étant placé dans une crypte ouverte de forme circulaire pratiquée au centre de la chapelle Saint-Louis, sous le dôme. La pierre tombale originelle de Napoléon Ier rapatriée en 1840 de l'île de Sainte-Hélène se situe elle à proximité, dans la cour de Nîmes, un jardin longeant l'église Saint-Louis-des-Invalides.

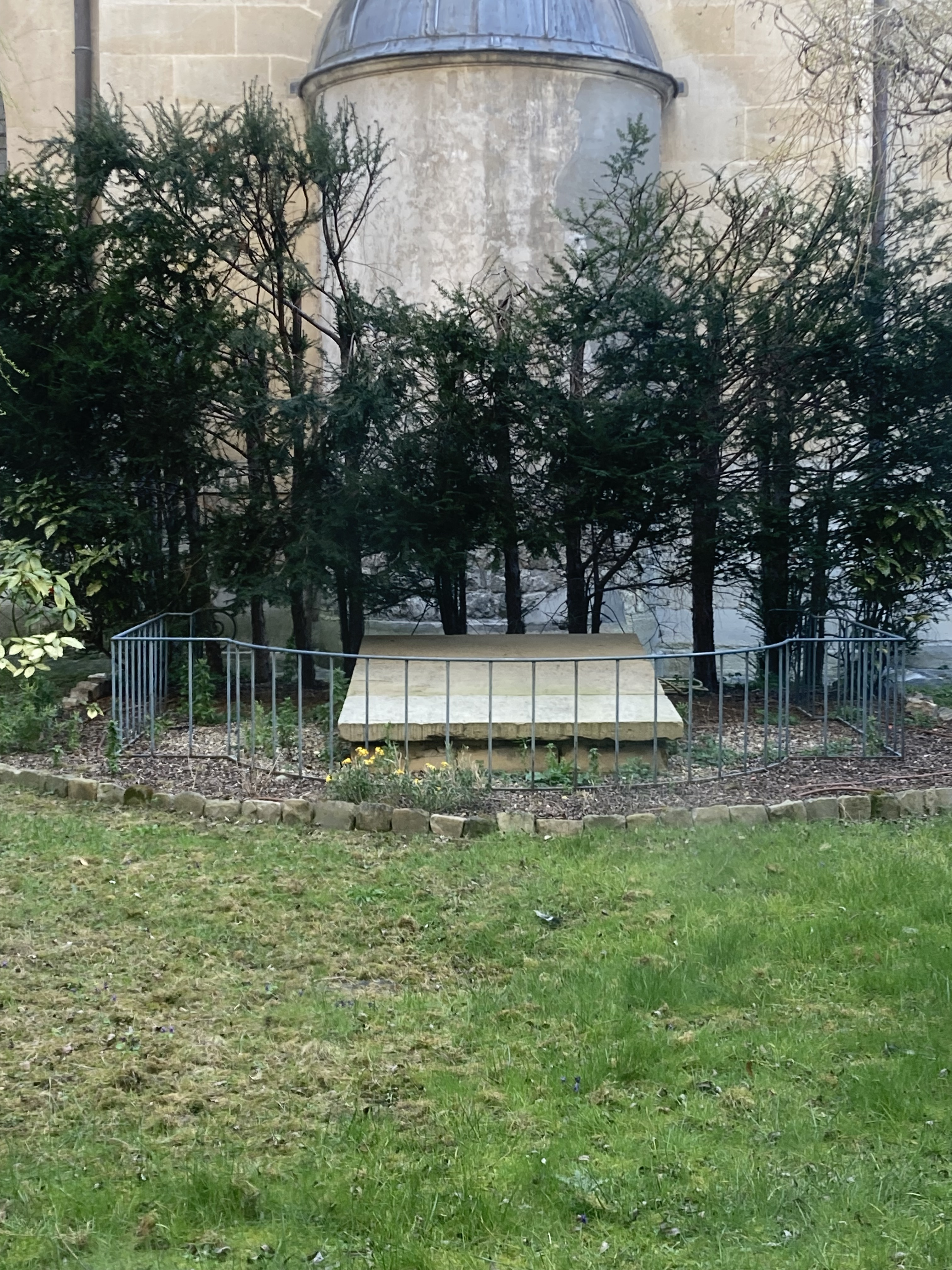
Tombe de Napoléon provenant de Sainte-Hélène.

Le 15 décembre 1940, les « cendres » ou plutôt le cercueil de son fils unique, dit le « roi de Rome » Napoléon II ou « l'Aiglon », y furent transportées de Vienne pour y être placées dans une chapelle du dôme des invalides, sur proposition d'Adolf Hitler conseillé par Otto Abetz et en présence de Fernand de Brinon pour le Gouvernement de Vichy (Paris étant à l'époque en zone occupée).
Y reposent également les dépouilles de ses frères Joseph et Jérôme Bonaparte ainsi que le cœur de la reine de Westphalie, épouse de ce dernier, et d'autres membres de la famille Bonaparte.
Plusieurs commandants en chef de la Première et Seconde Guerre mondiale ont été également inhumés aux Invalides : les maréchaux de France Ferdinand Foch, Hubert Lyautey, Philippe Leclerc de Hauteclocque, Alphonse Juin, les généraux Robert Nivelle, Charles Mangin, Pierre Auguste Roques et Henri Giraud, les amiraux Boué de Lapeyrère et Gauchet.
Les gouverneurs de l'hôtel des Invalides, qui reste une place militaire, le sont également ; l'amiral Émile Guépratte, le général Louis Ernest de Maud'huy sont enterrés dans le caveau qui leur est réservé.
À défaut de leur dépouille, plusieurs grands personnages militaires français ont seulement leur cœur inhumé aux Invalides.

### Personnalités reposant dans l'église
À ce jour[Quand ?], le tombeau impérial est entouré, dans les chapelles, par :
- Napoléon II, empereur des Français, théoriquement, roi de Rome, duc de Reichstadt, « l'Aiglon », fils de Napoléon Ier
- le maréchal de Turenne
- le cœur de Vauban
- Joseph Bonaparte, roi d'Espagne
- Jérôme Bonaparte, roi de Westphalie, et le cœur de son épouse Catherine de Wurtemberg
- Jérôme Napoléon Charles Bonaparte, le fils de Jérôme Bonaparte
- le maréchal Lyautey
- le maréchal Foch.

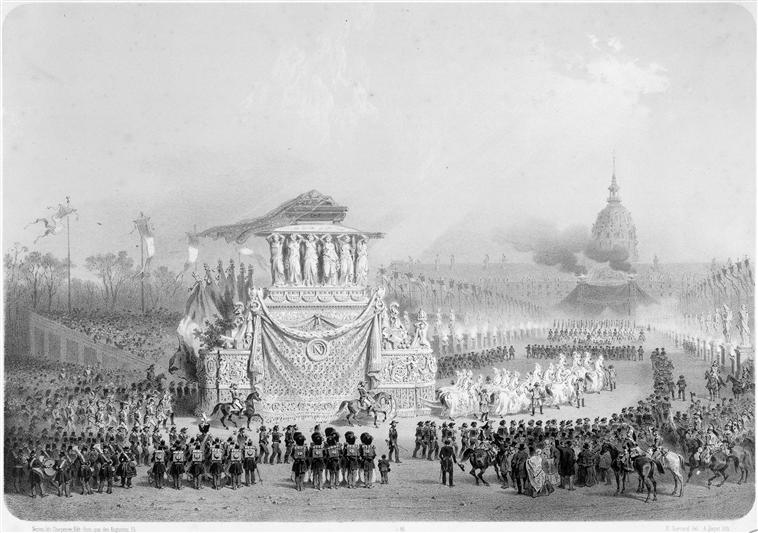
Le retour des cendres de Napoléon vers les Invalides.
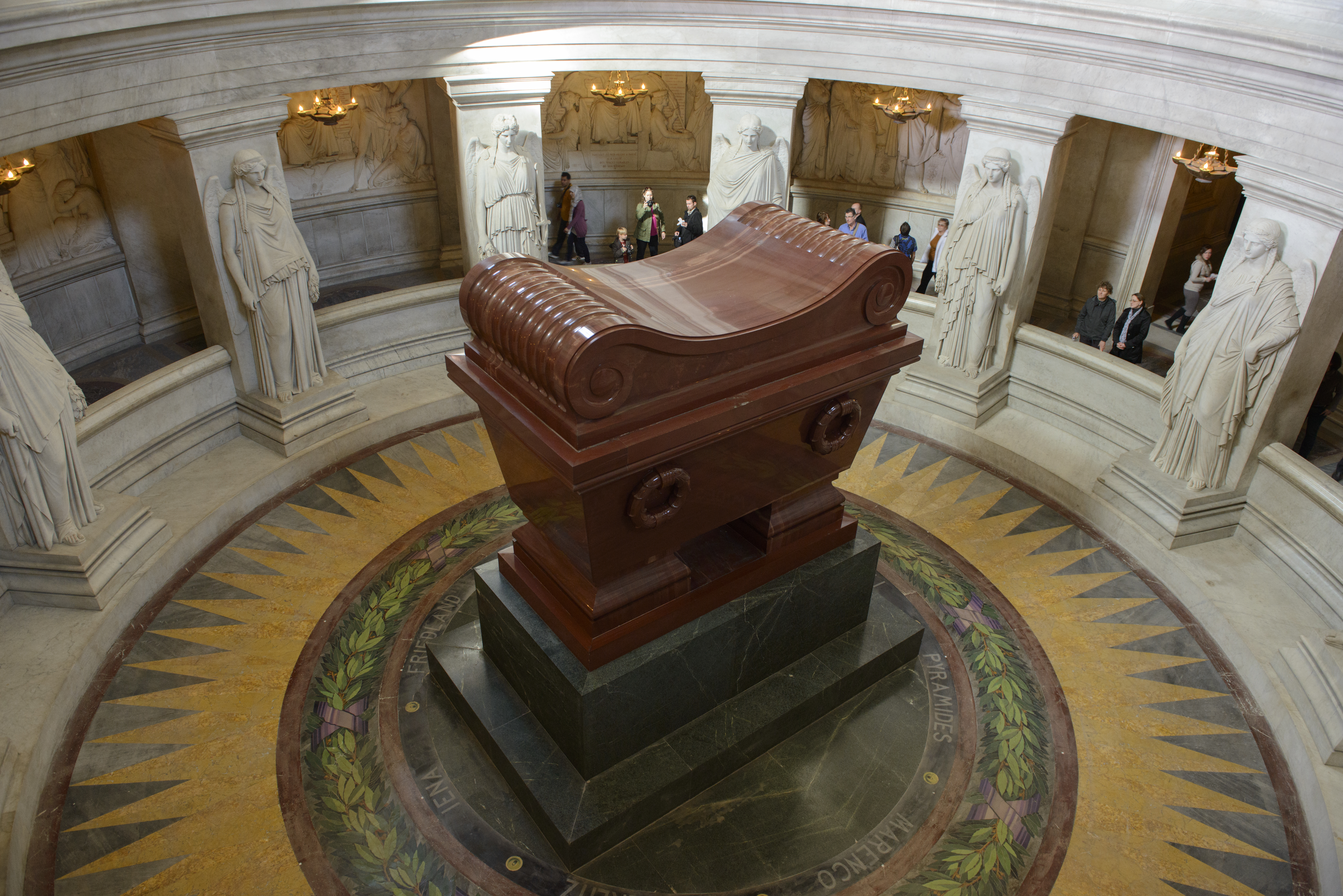
Le tombeau de Napoléon, sous le dôme, dans une fosse (crypte) à ciel ouvert entourée de victoires en marbre blanc.
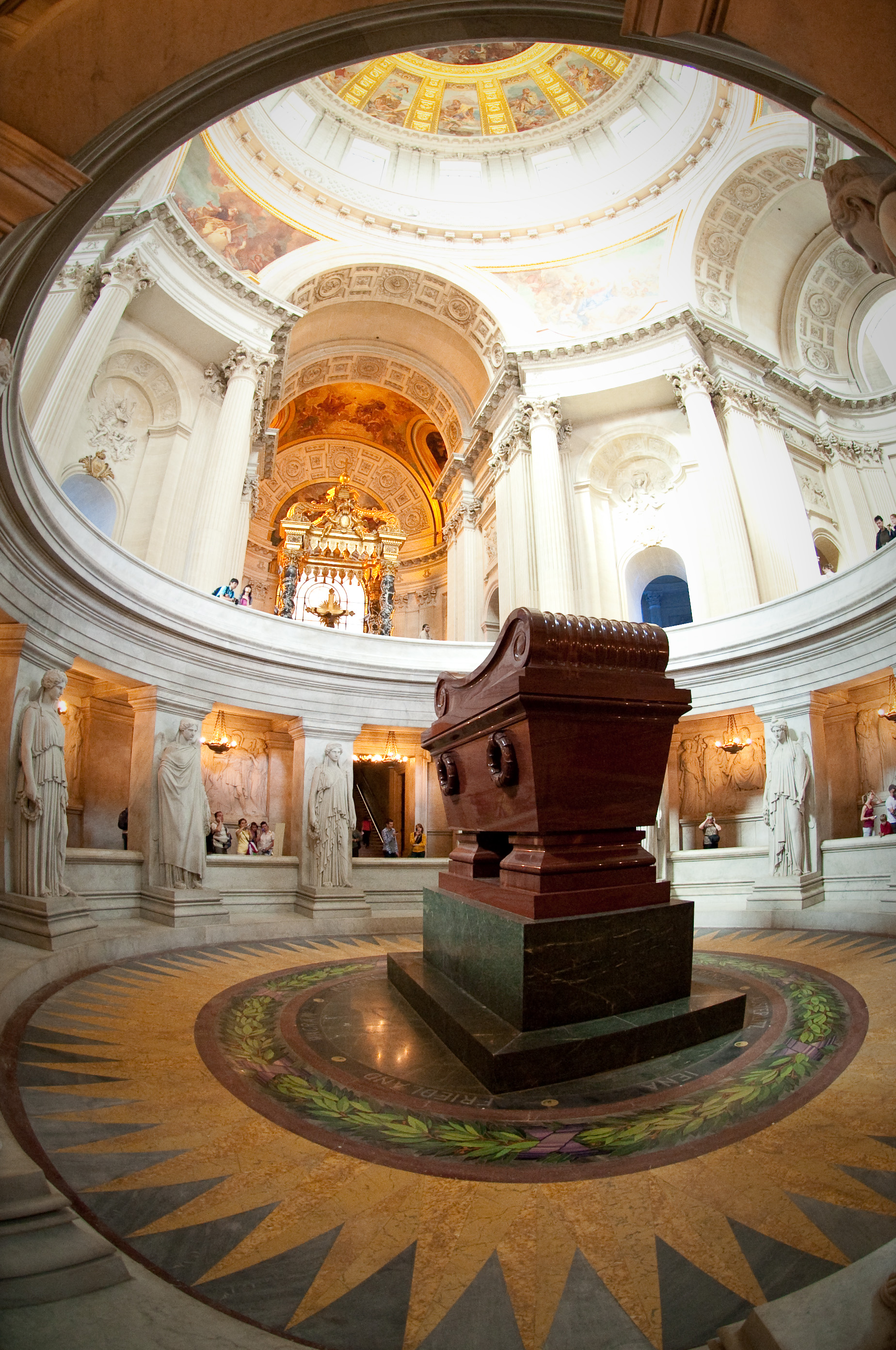
Le tombeau de Napoléon est une crypte à ciel ouvert au centre de l'église du Dôme.
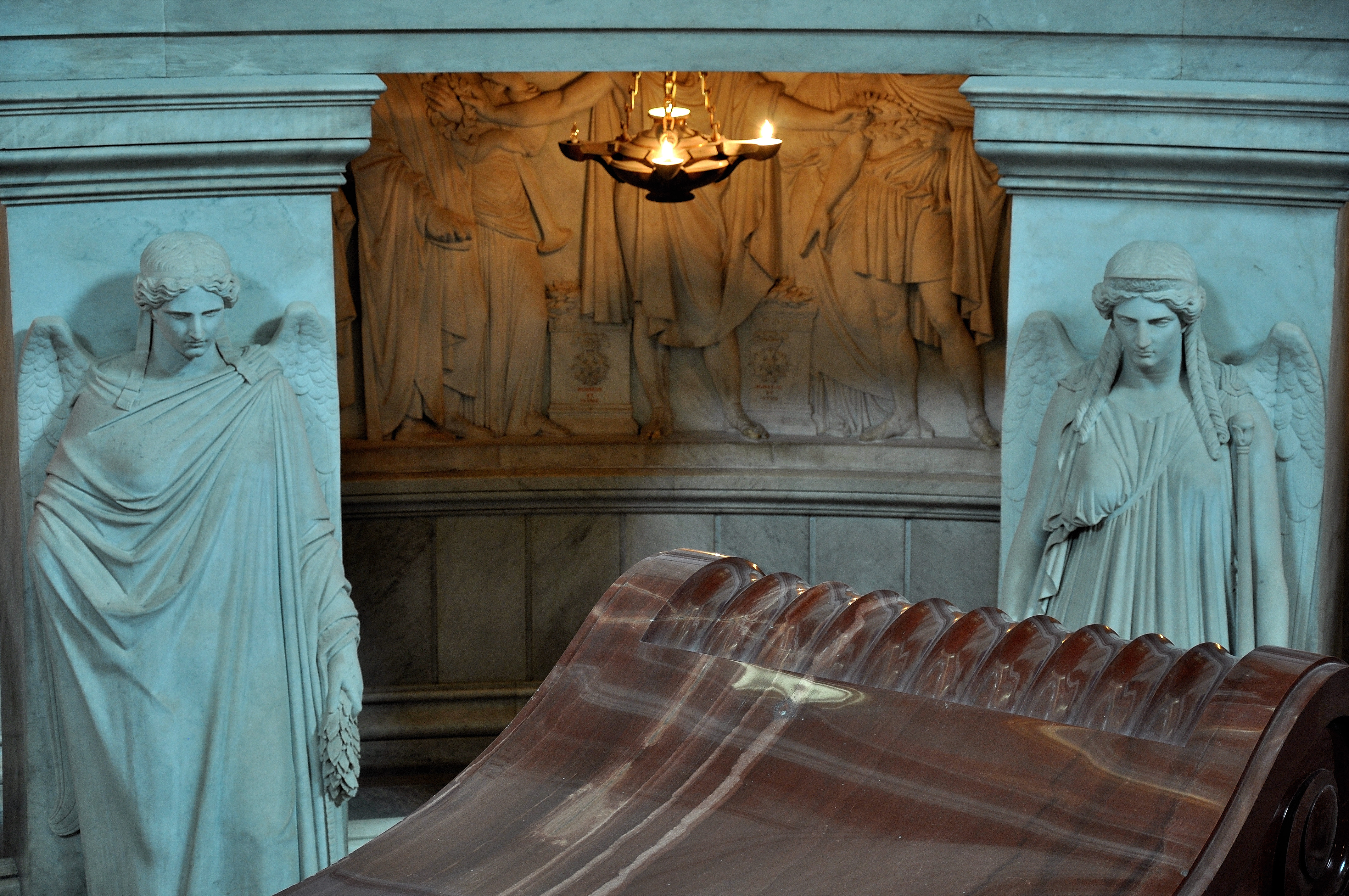
Deux des douze victoires entourant Napoléon.
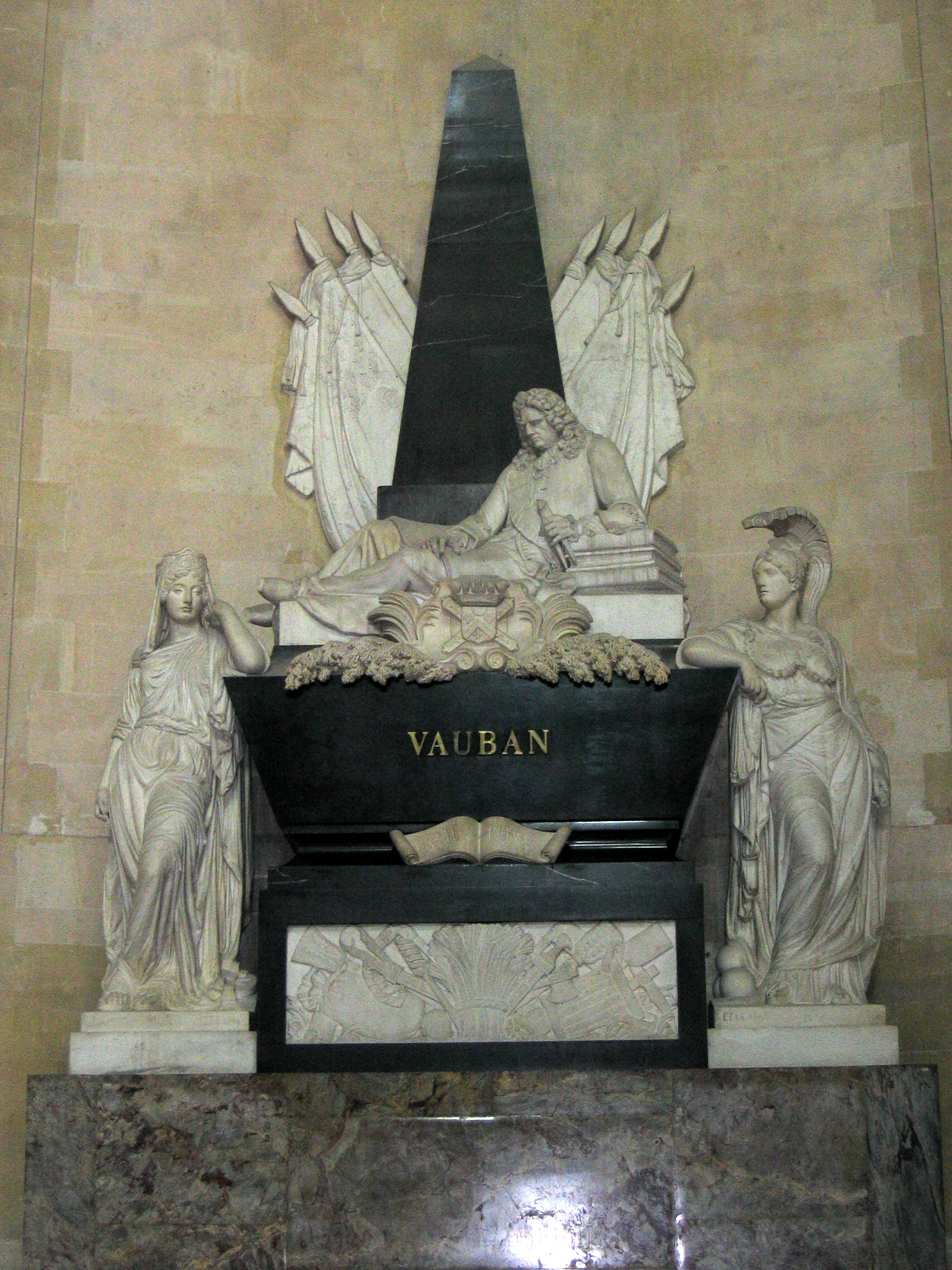
Le monument de Vauban.
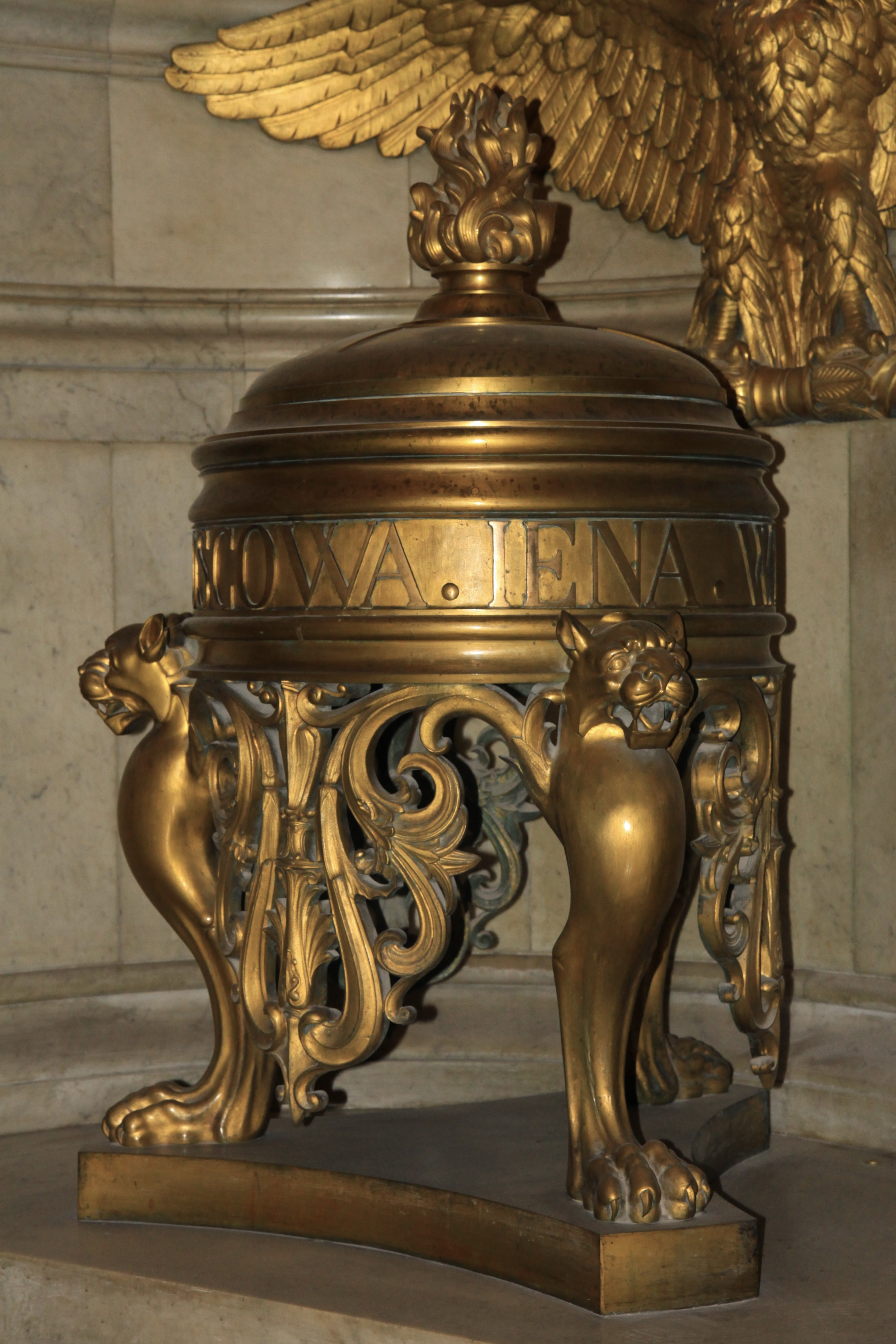
Urne décorative du tombeau du roi de Rome. Le cercueil se trouvant sous la dalle de marbre.
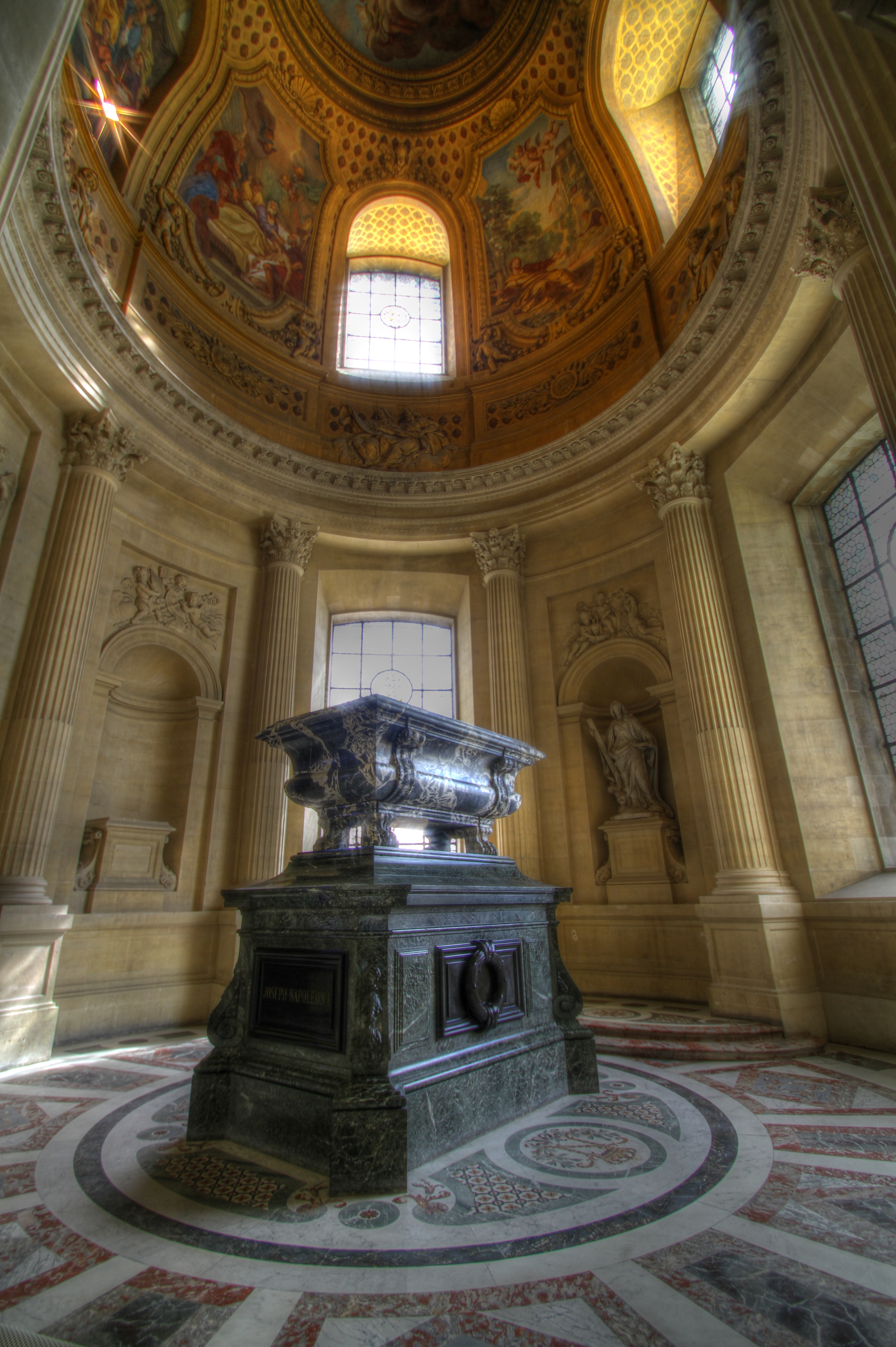
Tombe de Joseph Bonaparte, sous l'une des quatre petites coupoles latérales.
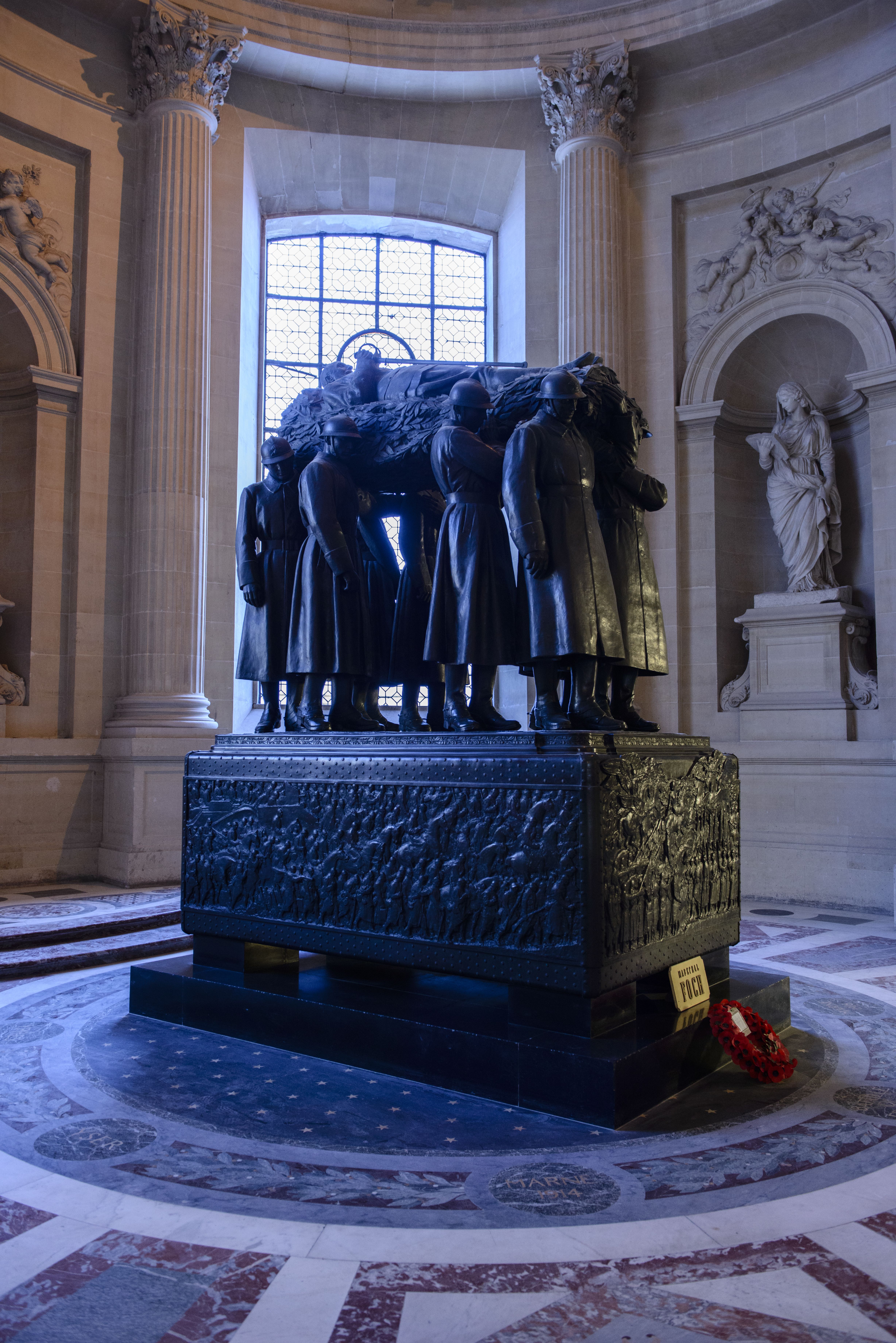
Le tombeau du maréchal Foch, également sous l'une des coupoles latérales.
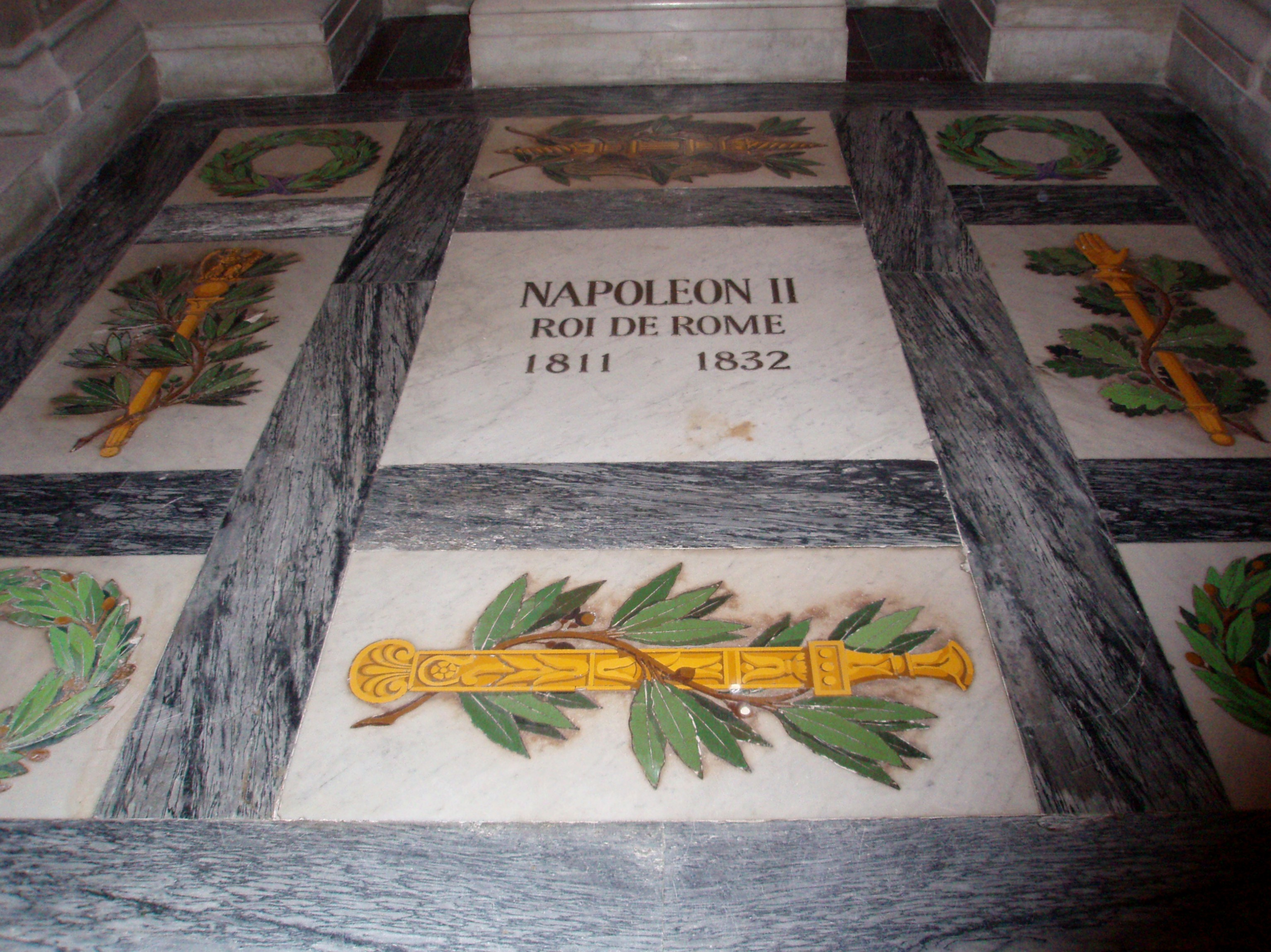
Tombeau de l'aiglon le fils de Napoléon.

#### Les cœurs posés sur des cippes en marbre dans la crypte
- Cœur du lieutenant du roi Jean Beryrand, seigneur de Senneric
- Cœur du général d'Hautpoul
- Cœur du lieutenant général Baraguay d'Hilliers
- Cœur de Marie-Maurille de Sombreuil, comtesse de Villelume
- Cœur du lieutenant général Deconchy
- Cœur du général de Bisson
- Cœur de général Eblé
- Cœur du général Négrier

#### Les corps d’autres grands militaires reposant dans la crypte[35]
- Le cœur du général Leclerc, beau-frère de Napoléon
- Le cœur de Théophile-Malo de La Tour d'Auvergne, premier grenadier de la République
- Le général Duroc, maréchal du palais de Napoléon Ier
- Le général Bertrand, maréchal du palais de Napoléon Ier
- Les cendres du général Marceau
- Le cœur du général Kléber
- Le général Lasalle
- Le général Nivelle
- Le général Mangin
- Rouget de Lisle
- Le maréchal de Mac-Mahon, gouverneur général de l'Algérie et président sous la IIIe République
- Le maréchal Leclerc
- Le maréchal Juin
- Les 14 victimes de l’attentat de Fieschi du 28 juillet 1835
- Général de Lariboisière
- Maréchal Bessières
- Maréchal Lobau
- Maréchal Exelmans
- Maréchal de Saint-Arnaud
- Amiral Hamelin
- Maréchal Pélissier, duc de Malakoff
- Maréchal Regnault de Saint-Jean-d'Angely
- Général Roques
- Général de Maud'huy
- Général Humbert
- Général Maistre
- Maréchal Maunoury
- Général de Mitry
- Vice-amiral Boué de Lapeyrère
- Général Lanrezac
- Général Putz
- Général Baucheron de Boissoudy
- Général Gérard
- Général de Langle de Cary
- Maréchal Fayolle
- Général Sarrail
- Vice-amiral Gauchet
- Général Cordonnier
- Amiral Guépratte
- Maréchal Franchet d'Esperey
- Général comte de Lasalle
- Maréchal Valée
- Amiral Duperré
- Général Duvivier
- Maréchal Bugeaud
- Maréchal Sébastiani
- Maréchal Baraguay d'Hilliers
- Maréchal Canrobert
- Général Malleterre
- Général Ruffey
- Général Pau
- Vice-amiral Fournier
- Amiral Ronarc'h
- Général Guillaumat
- Général d'Amade
- Général d'Urbal
- Général Henrys
- Général Duchêne
- Général Houdemon
- Général Kientz
- Général Monclar
- Général Giraud

#### Gouverneurs des Invalides
Tous les gouverneurs des Invalides y ont leurs sépultures, à l'exception de Charles François de Virot de Sombreuil, remplacé par sa fille Marie-Maurille de Sombreuil.
Geneviève Alexandrine Framboisier de Bauney de Sainte-Honorine épouse de Guillaume Marie de Gilibert de Merliac, lieutenant colonel major de l'hôtel des Invalides de 1767 à 1793, y a également sa sépulture.

### Hommage national
L'hôtel des Invalides, en tant que Panthéon militaire, est le lieu de ceux qui sont morts pour la nation. Depuis le retour des cendres de Napoléon aux Invalides en 1840, l'hommage national se déroule, le plus souvent, dans la cour d'honneur de l'hôtel des Invalides. Bien qu'il s'agisse habituellement d'un hommage rendu aux soldats tués dans les combats, de nombreuses personnalités civiles y ont été honorées après leur mort.
Cette distinction officielle a également lieu pour les victimes du terrorisme, comme celles des attentats du 13 novembre 2015 (première fois qu'un hommage national est rendu à des civils anonymes), Xavier Jugelé et le caporal Albéric Riveta en 2017 ou Arnaud Beltrame en 2018. En revanche, les familles des victimes des attentats de janvier 2015 en France n’ont pas voulu d’une cérémonie militaire, l'hommage ayant lieu à l’Élysée, à huis clos, loin des caméras.
La cérémonie d'hommage national a lieu dans la cour d'honneur des Invalides. D'un côté de cette cour sont alignés, au garde-à-vous, des détachements des trois armées et la musique, de l'autre côté les civils. La cérémonie, présidée par le président de la République, comprend traditionnellement les phases suivantes : les honneurs militaires puis la revue des troupes par le président de la République (qui est également chef des armées), l'arrivée du cercueil recouvert du drapeau national, une prise de parole de proches, l'éloge funèbre prononcé par le chef d'État, les honneurs funèbres militaires, le départ du cercueil et les honneurs aux drapeaux,.

#### Hommages de personnalités
- Jacques-Yves Cousteau, navigateur, en 1997[40] ;
- Jacques Chaban-Delmas, homme d'État, en 2000 ;
- Abbé Pierre, prêtre catholique, en 2007 ;
- Philippe Séguin, homme d'État, en 2010 ;
- Pierre Schoendoerffer, cinéaste, en 2012 ;
- Stéphane Hessel, diplomate, en 2013 ;
- Pierre Mauroy, homme d'État, en 2013 ;
- Dominique Baudis, journaliste, en 2014 ;
- Robert Chambeiron, résistant, en 2015 ;
- Geneviève de Gaulle, Germaine Tillon, Jean Zay et Pierre Brossolette, résistants, en 2015[41] ;
- Charles Pasqua, homme politique, en 2015 ;
- Michel Rocard, homme d'État, en 2016 ;
- Albéric Riveta, militaire, en 2017 ;
- Simone Veil, femme d'État, en 2017[42] ;
- Jean d'Ormesson, écrivain, en 2017 ;
- Arnaud Beltrame, gendarme, en 2018 ;
- Claude Lanzmann, cinéaste, en 2018 ;
- Charles Aznavour, chanteur, en 2018[43] ;
- Jacques Chirac, ancien président de la République française, en 2019 ;
- Jean Daniel, journaliste, en 2020 ;
- Daniel Cordier, résistant, en 2020 ;
- Jean-Paul Belmondo, acteur, en 2021 ;
- Hubert Germain, résistant, en 2021 ;
- Michel Bouquet, acteur, en 2022[44] ;
- Jacques Perrin, cinéaste, en 2022[45] ;
- Gisèle Halimi, militante féministe, en 2022[46].

## Les musées
| Le plan de l'Hôtel des Invalides | | |
| - Dôme des Invalides - Église Saint-Louis-des-Invalides - Musée de l'Armée - Musée des Plans-Reliefs - Musée de l'Ordre de la Libération - Institution nationale des Invalides - Gouverneur des Invalides - Gouverneur militaire de Paris - Chancellerie de l'ordre de la Libération - Office national des anciens combattants et victimes de guerre | 1. Cour d'honneur 2. Cour d'Angoulème 3. Cour d'Austerlitz 4. Cour de la Victoire 5. Cour de la Valeur 6. Cour de Mars 7. Cour de Toulon 8. Cour de Nismes 9. Cour de Metz 10. Cour de l'Infirmerie | 1. Cour d'Oran 2. Cour de la Paix 3. Cour d'Arles 4. Cour d'Alger 5. Cour Saint-Louis 6. Cour Saint-Joseph 7. Cour Saint-Jacques |

### Le musée des Plans-reliefs
Dès 1777, la galerie royale des plans-reliefs avait quitté le palais du Louvre pour les Invalides ; elle s'y trouve toujours, au musée des Plans-reliefs.

### Le musée de l'Armée

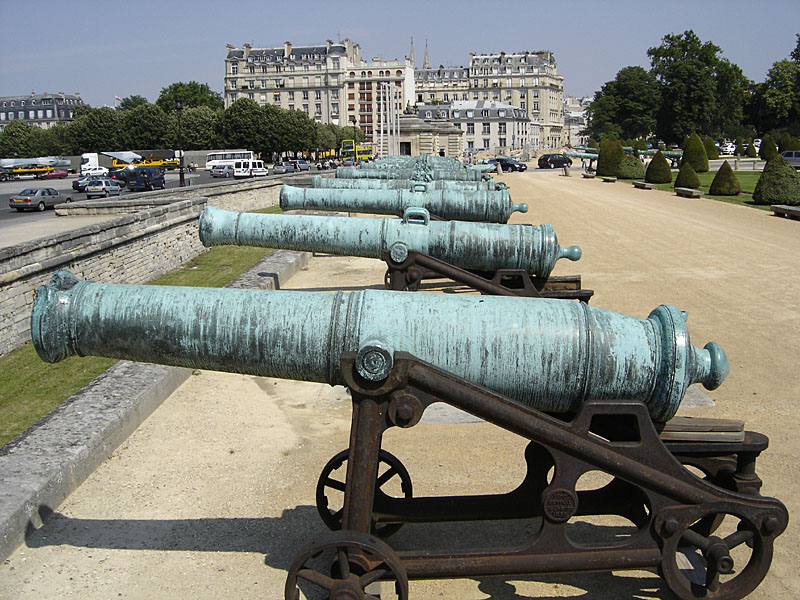
Alignement des canons à l'entrée.

Elle y est rejointe en 1871 par le musée de l'Artillerie, dont les pièces ornent les cours et promenades du palais.
Pour conserver la trace des traditions de l'armée, ses trophées et les objets de la vie quotidienne des soldats, un musée historique de l'Armée est créé en 1896. Il fusionne avec celui de l'artillerie en 1905 pour former le musée de l'Armée.
Une section regroupe les armes et armures anciennes placées sous vitrines. Une autre, sur trois étages, retrace l'histoire des guerres de 1870, 1914-1918 et 1939-1945 avec de nombreux objets et documents d'époque.
Depuis la fin de la Seconde Guerre mondiale, pendant laquelle les Invalides cachèrent un réseau de résistance en 1942, le musée s'est agrandi du musée de l'ordre de la Libération et du Musée d'histoire contemporaine (fermé en 2021, les collections étant transférées à Nanterre au sein du nouveau bâtiment de La Contemporaine).
L'historial Charles-de-Gaulle est un espace multimédia de 2 500 m2 en sous-sol, inauguré le 22 février 2008, qui retrace la vie et l’œuvre du général de Gaulle par l'image et le son, principalement avec des documents audiovisuels.

## Administration
L'hôtel des Invalides a été dirigé par des gouverneurs (1670-1792), un conseil général d'administration (1793-1796), des commandants (1796-1803), de nouveau des gouverneurs (1803-1871), encore des commandants (1871-1941) et enfin de nouveau des gouverneurs depuis 1941.
Les Invalides hébergent également le secrétariat général de la Défense et de la Sécurité nationale (SGDSN), le Groupement interministériel de contrôle (GIC), l'Agence nationale de la sécurité des systèmes d'information (ANSSI) ainsi que l'Opérateur des systèmes d'information interministériels classifiés (OSIIC) et le cabinet du gouverneur militaire de Paris.

## Galerie

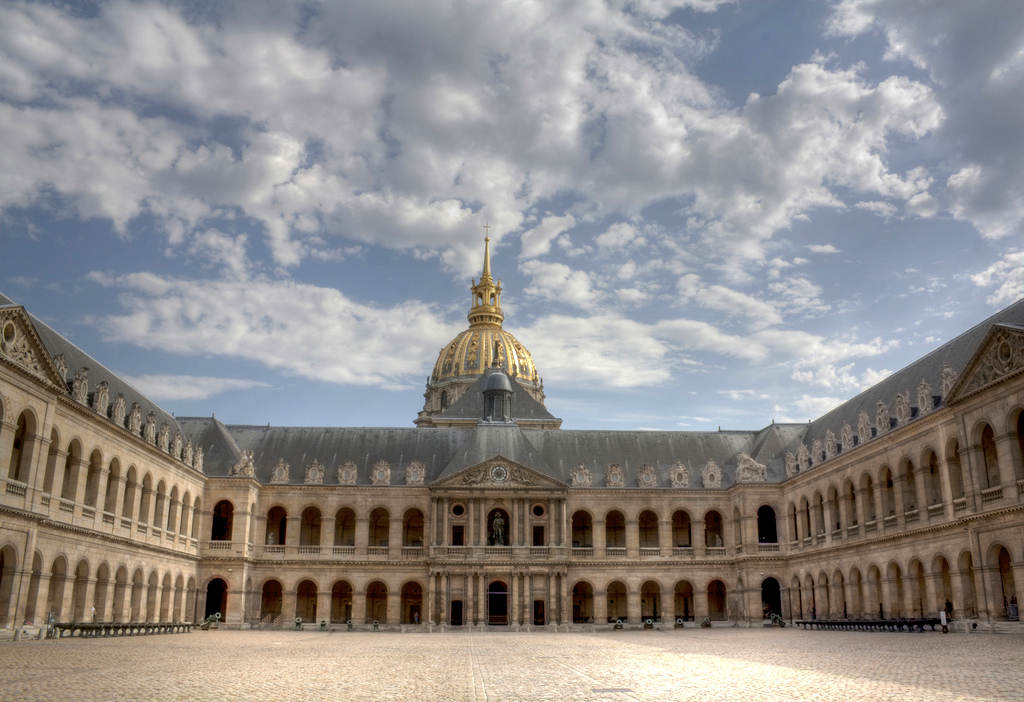
Cour d'honneur des Invalides.
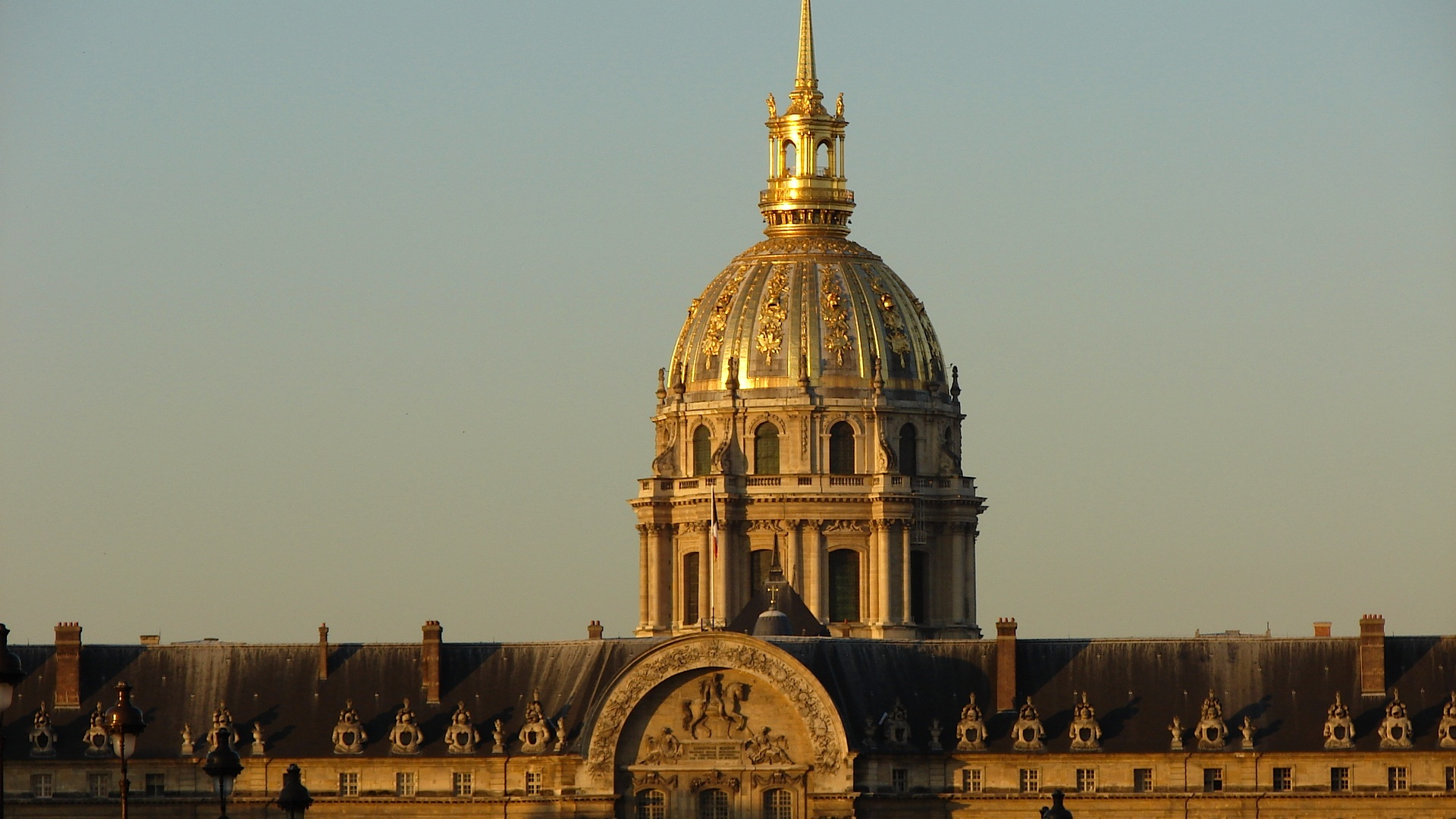
Vue sur le dôme depuis le nord.
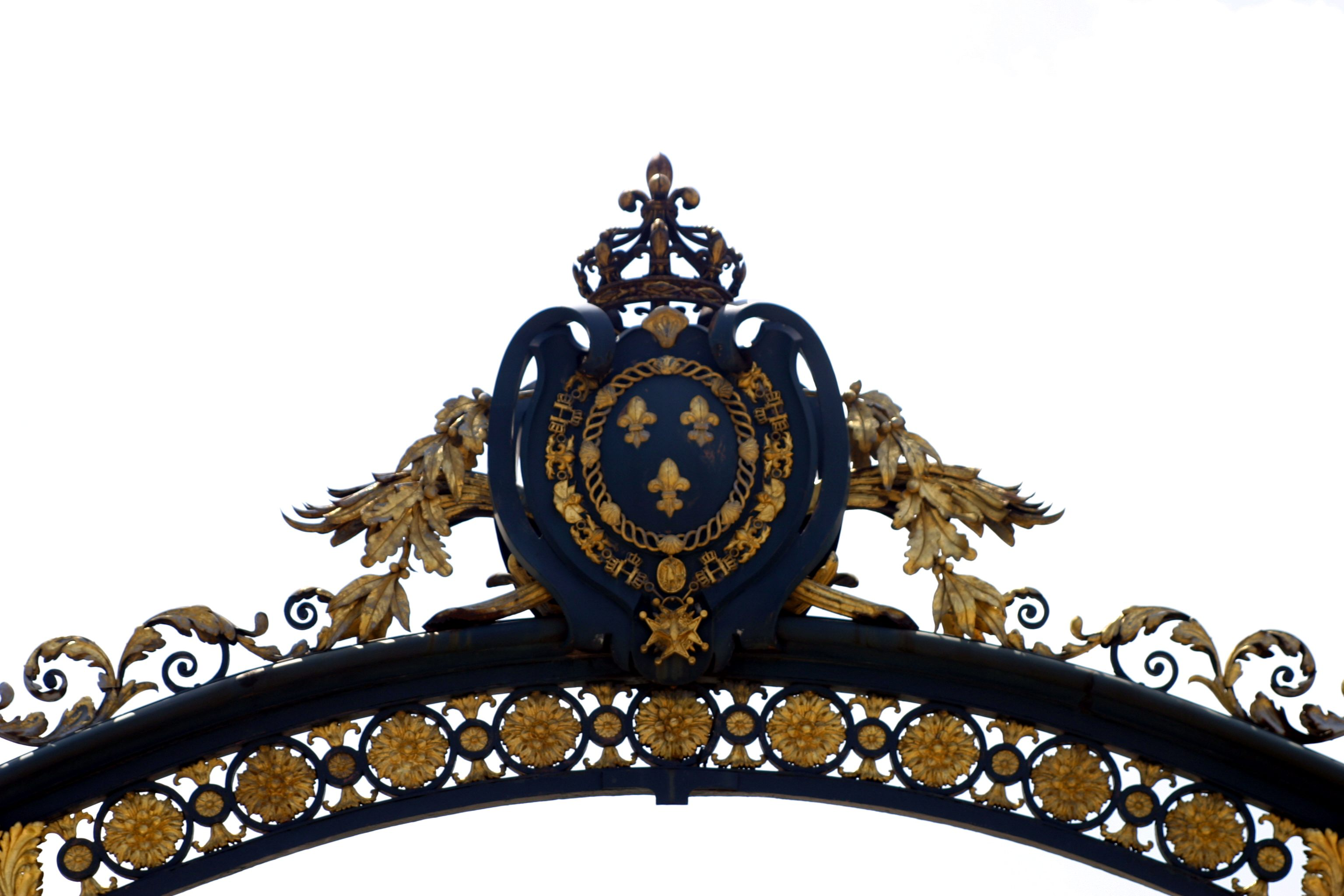
Détail de la grille d'entrée nord sur l'esplanade.
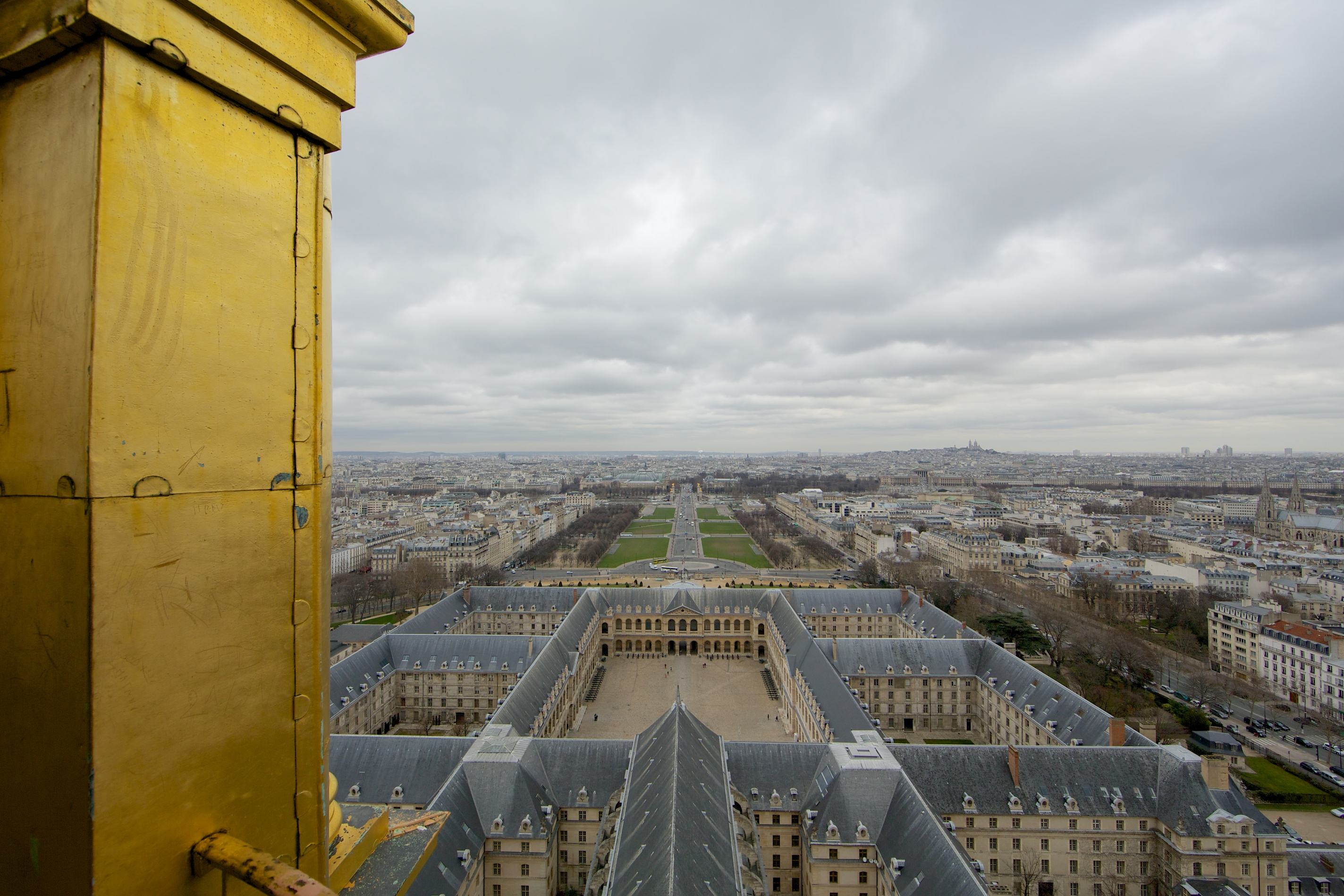
Vue sur les bâtiments des Invalides, l'esplanade et la ville de Paris depuis le lanternon.
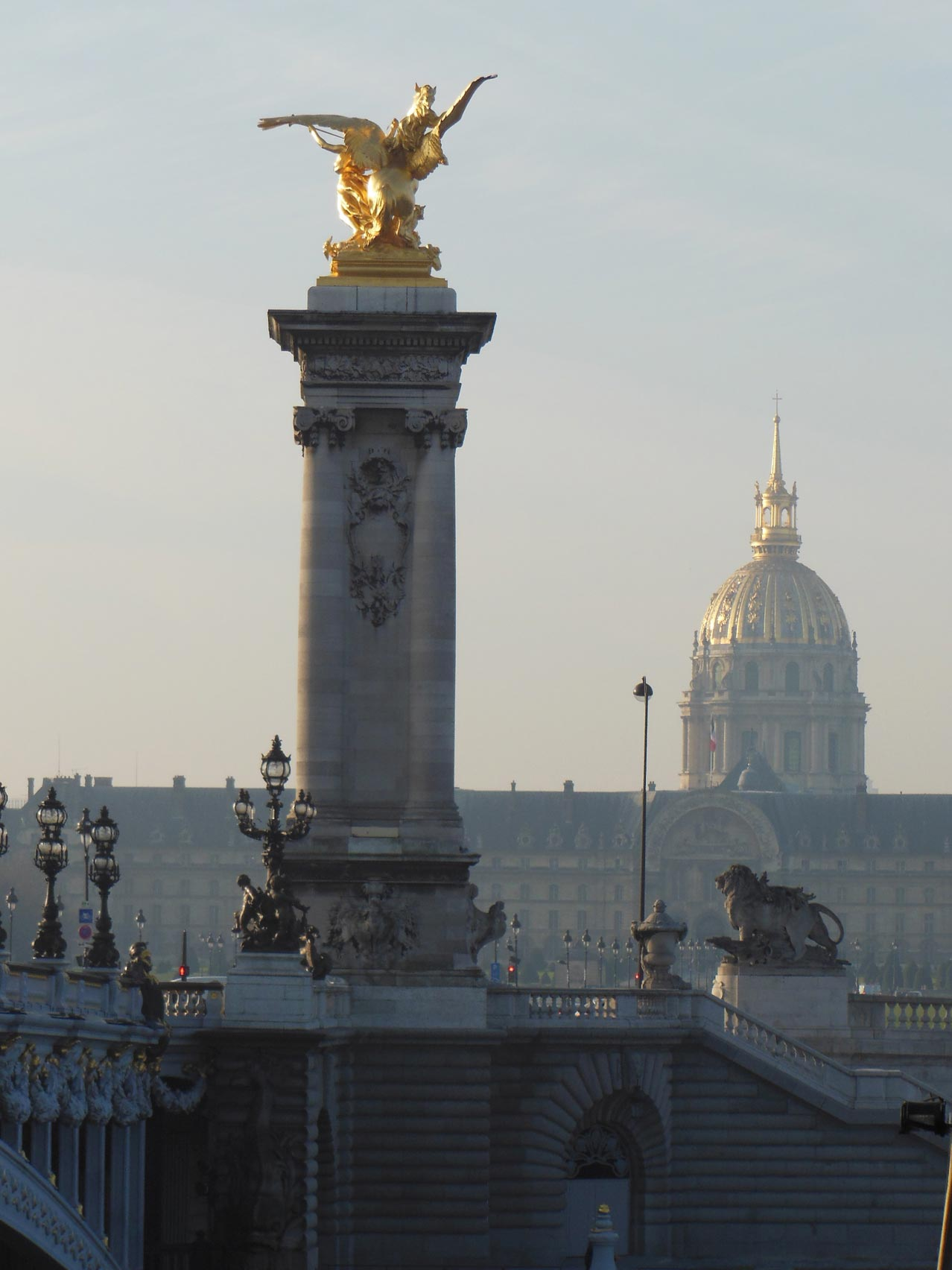
Les Invalides et le pont Alexandre III depuis la berge de la Seine.
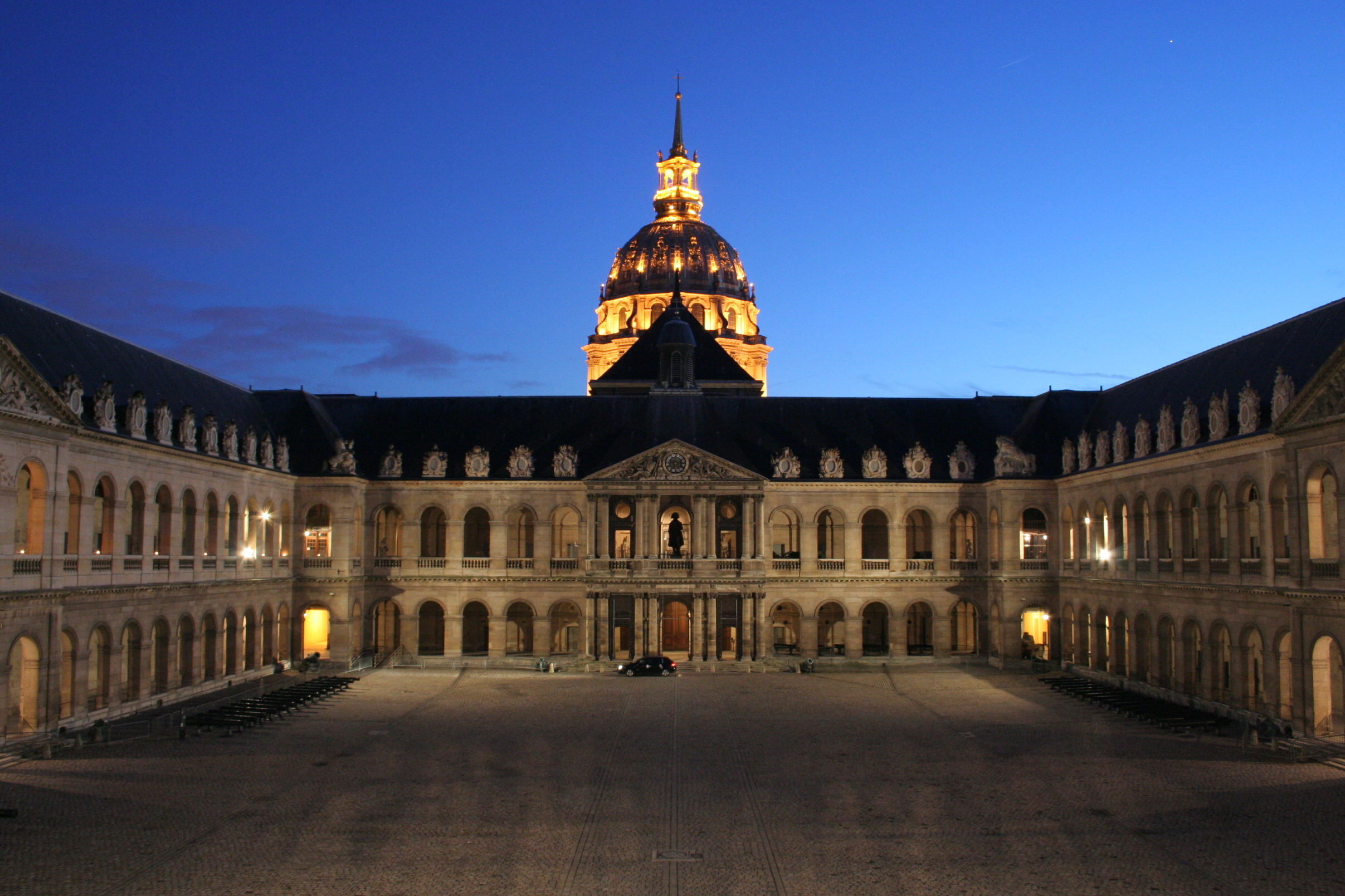
Cour d'honneur vue de nuit, animée depuis 2011 par le spectacle vidéo La Nuit aux Invalides[47].
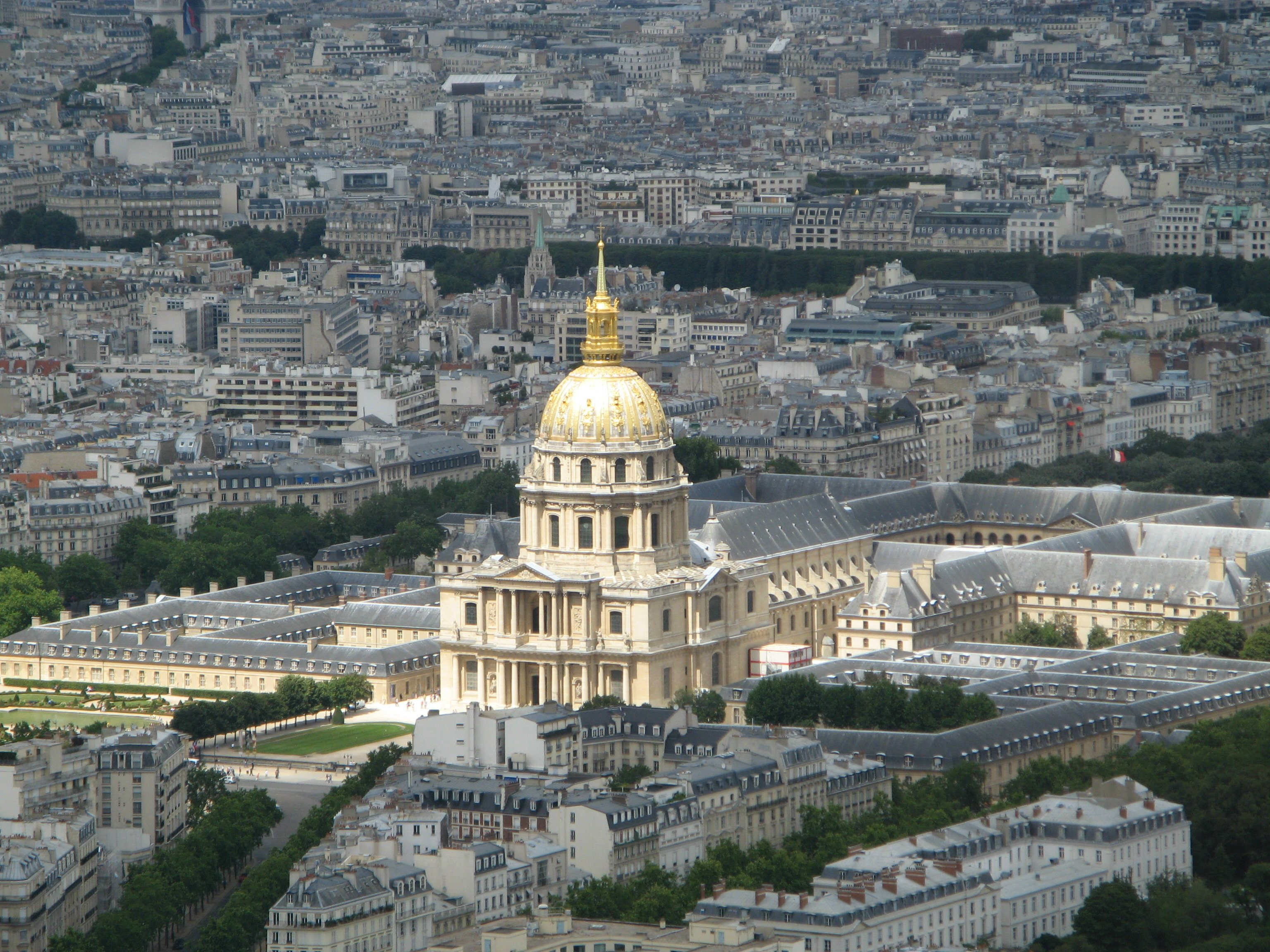
Vue depuis la tour Montparnasse.
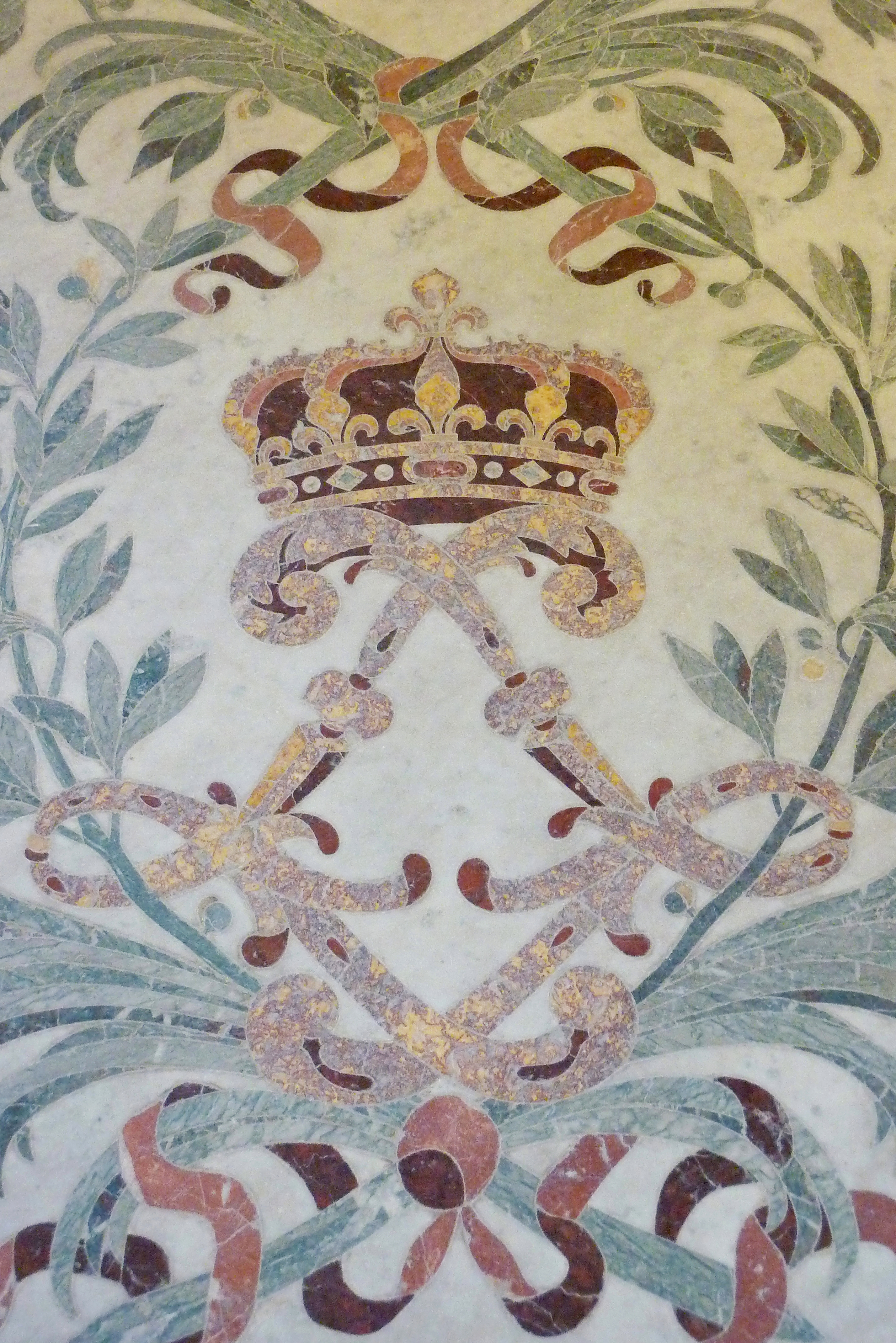
Détail des sols en marqueterie de marbre sous le dôme.
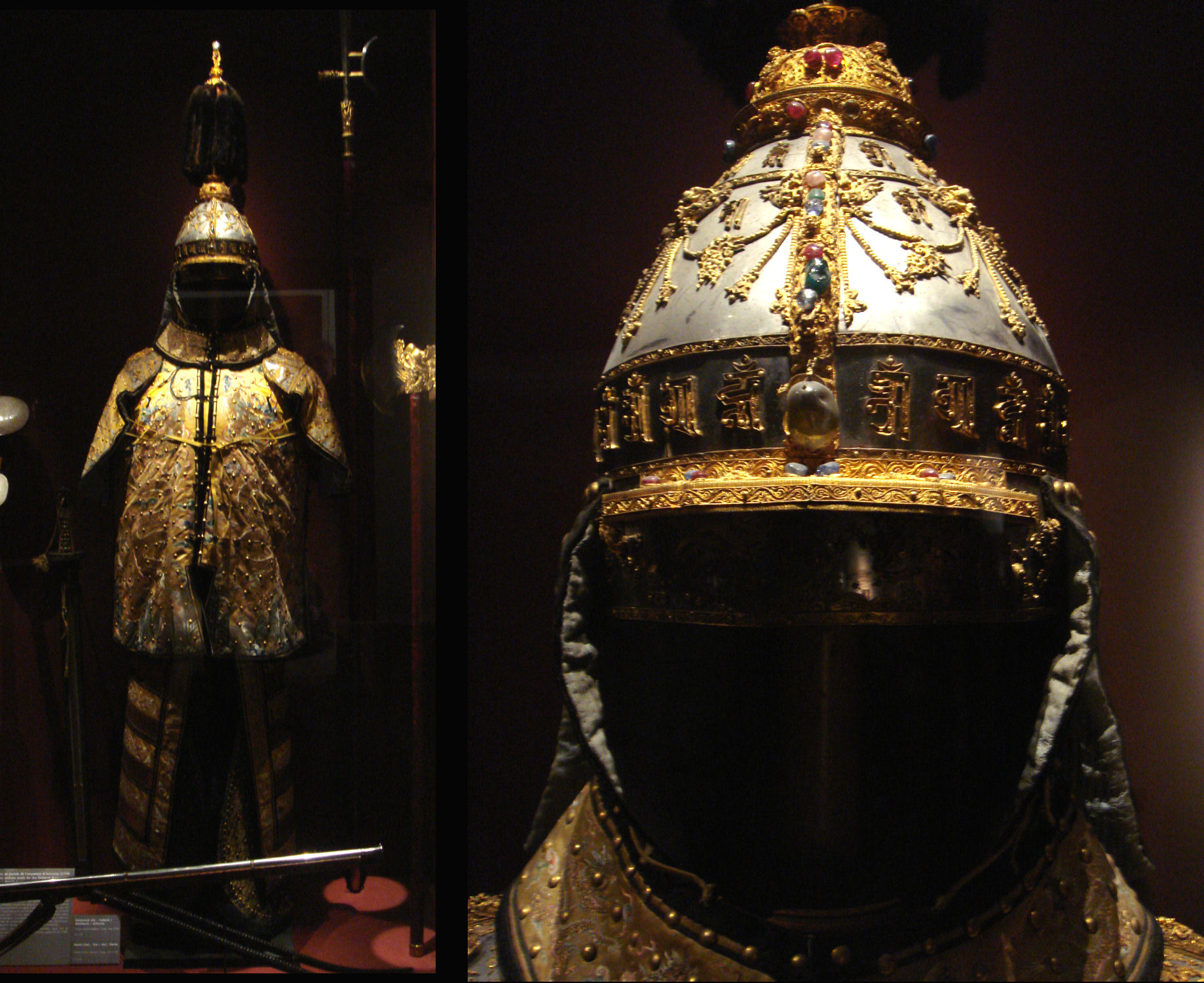
Armure de l'Empereur Qianlong exposée au musée de l'Armée.
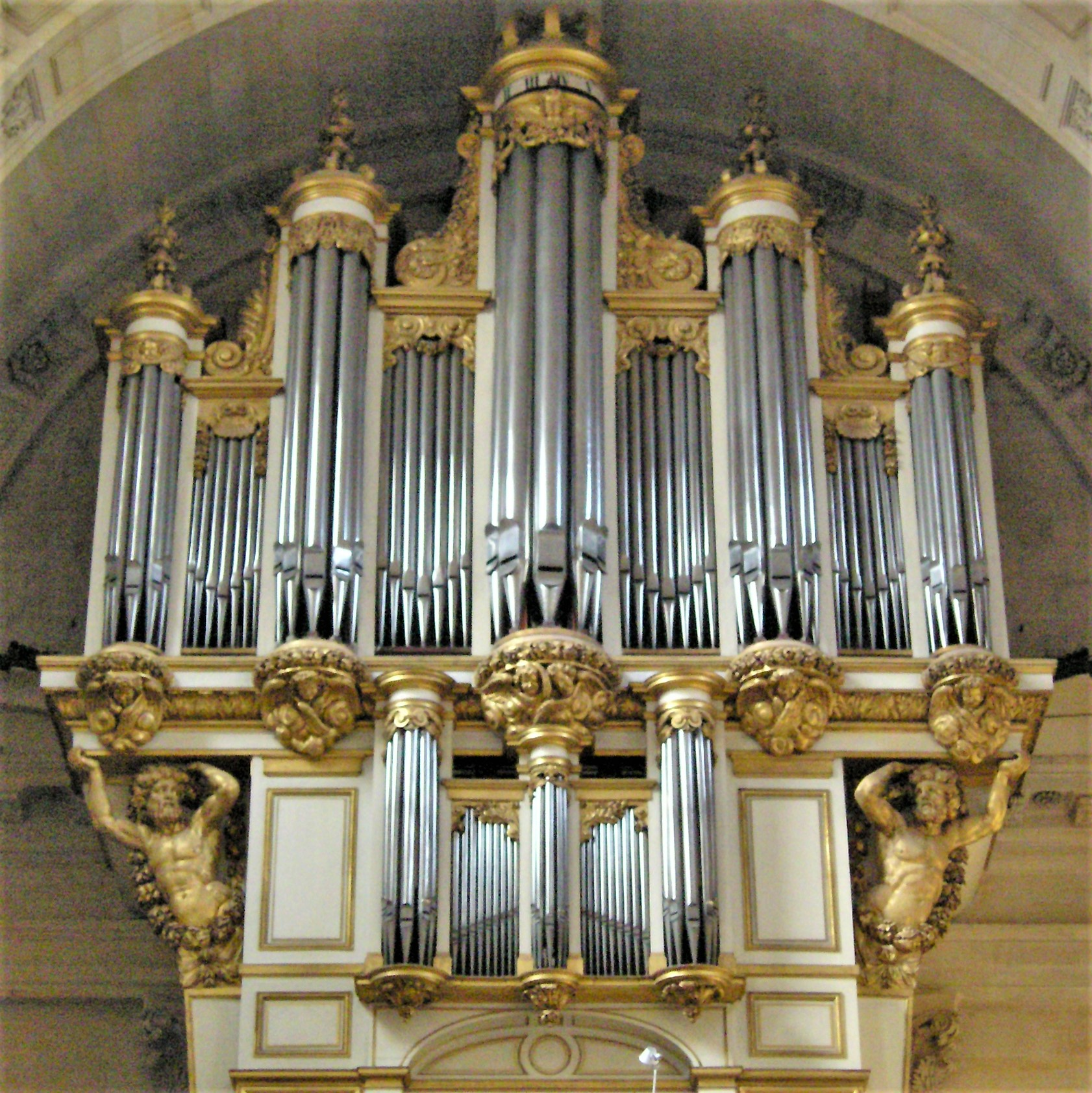
Orgue de Saint-Louis-des-Invalides.

## Culture
- L'hôtel des Invalides fut le sujet d'un documentaire de commande réalisé par Georges Franju en 1951. Le documentaire glissant tout au long du film vers la critique et la dénonciation de la guerre et de ses conséquences, l'armée le refusa
- La fin du film Les Aventures de Rabbi Jacob se déroule dans la cour de l'hôtel des Invalides
- La fin du Guignolo se déroule dans la cour de l'hôtel des Invalides. Le dôme n'a pas encore été redoré